# Basilica di Santa Giustina
La Basilica abbaziale di Santa Giustina è un importante luogo di culto cattolico di Padova, situato in Prato della Valle. È monumento nazionale italiano.
Prima dell'anno 1000 l'annesso monastero fu luogo di culto da prima dipendenza episcopale e poi affidato ad una comunità di monaci benedettini che ne fecero un'importante abbazia. Nel XV secolo fu sede della grande riforma dell'abate Ludovico Barbo che portò alla fondazione della Congregazione cassinese. Sino alle soppressioni napoleoniche fu una della maggiori abbazie della cristianità e la basilica, ricostruita nel XVI secolo, è tuttora una delle basiliche più grandi del mondo. L'intero complesso è proprietà dello Stato italiano. Al suo interno, oltre alle celebri opere di Paolo Veronese, Sebastiano Ricci, Luca Giordano e della famiglia Corbarelli, si venerano le reliquie insigni dei santi Innocenti, san Luca evangelista, san Mattia apostolo, san Prosdocimo, santa Felicita,  san Giuliano, sant'Urio, beato Arnaldo da Limena, san Massimo e della santa titolare, Giustina.
Papa Pio X la elevò al rango di basilica minore.

## Storia

### Basilica Opilionea
Nel VI secolo, il prefetto del pretorio d'Italia ostrogoto Venanzio Opilione costruì sul luogo della tomba di santa Giustina di Padova, martirizzata nel 304, una basilica di raffinate proporzioni affiancata da un oratorio dedicato a san Prosdocimo e da altri ambienti destinati al culto.

### Costruzione romanico-gotica
La Basilica opilionea, che era stata successivamente affiancata da un importante monastero benedettino, crollò in gran parte con il terremoto del 1117. Ricostruita frettolosamente negli anni successivi, incorporando e riutilizzando ciò che restava della precedente costruzione, fu nei secoli seguenti un continuo cantiere, che tra il XIV e il XV secolo si concentrò sul coro, la sacrestia, e la cappella di San Luca. In questo periodo si ricostruì pure in grandiosa maniera il vicino cenobio, con ben quattro chiostri. Fondamentale fu la carismatica presenza dell'abate Ludovico Barbo, che a Santa Giustina fondò la Congregazione cassinese.

### Fabbrica rinascimentale
A partire dal 1501 si principiò una nuova costruzione sul progetto che dom Girolamo da Brescia presentò al Capitolo generale nel 1489. Lo scavo e l'erezione delle fondazioni fu un'impresa grandiosa, perché il terreno era "paludoso pieno di fortumi e d'interne voragini". Abbandonato poi il progetto del da Brescia, su invito di Bartolomeo d'Alviano i monaci affidarono i lavori a Sebastiano da Lugano e poi ad Andrea Briosco. Dalla morte di quest'ultimo la fabbrica passò alla responsabilità prima di Andrea Moroni e poi di Andrea da Valle. L'enorme cantiere, tra angherie e vicissitudini, si protrasse per più di un secolo - a Padova ancora si dice "te si longo come Ɨa fabrica de Santa Giustina" ovvero "sei molto lento". La basilica fu solennemente consacrata il 14 marzo 1606.

### Dal XIX secolo
In seguito alle legislazioni ecclesiastiche napoleoniche l'abbazia fu sequestrata ed i monaci furono allontanati. Più di tre quarti dei beni artistici dei benedettini furono spediti in Francia, altri furono venduti o alienati. La pala di San Luca partì per Brera. La basilica rimase inofficiata per due anni, dal 1810 al 1812, sino a quando il vescovo Francesco Scipione Dondi dall'Orologio, per scongiurarne la demolizione, la elesse parrocchia gestita da sacerdoti secolari. Il vicino monastero divenne ospedale militare e poi caserma.
All'inizio del Novecento si accesero movimenti di valorizzazione del complesso come importante centro spirituale: nel 1909 l'edificio fu elevato a basilica minore da papa Pio X e nello stesso anno fu incoronata solennemente l'icona della Madonna Costantinopolitana.
Nel 1919 alcuni monaci dell'Abbazia di Praglia si prestarono a ricostituire l'Abbazia su approvazione di papa Benedetto XV. I monaci ottennero il permesso dal Governo italiano di officiare la basilica, ma solo nel 1923 riuscirono a rioccupare parte del vecchio monastero. Nel 1943 la nuova comunità benedettina elesse, dopo più di un secolo, il suo abate. Nel 1948 il demanio concesse l'uso di altri spazi ai monaci, che avviarono una grande campagna di ripristino e restauro.
L'intero enorme complesso è di proprietà statale e su buona parte del monastero insiste ancora l'Esercito Italiano, situazione che grava sulla conservazione delle strutture, degrado che coinvolge anche le strutture della basilica, colpite dalle scosse del terremoto del 2012.

## Descrizione

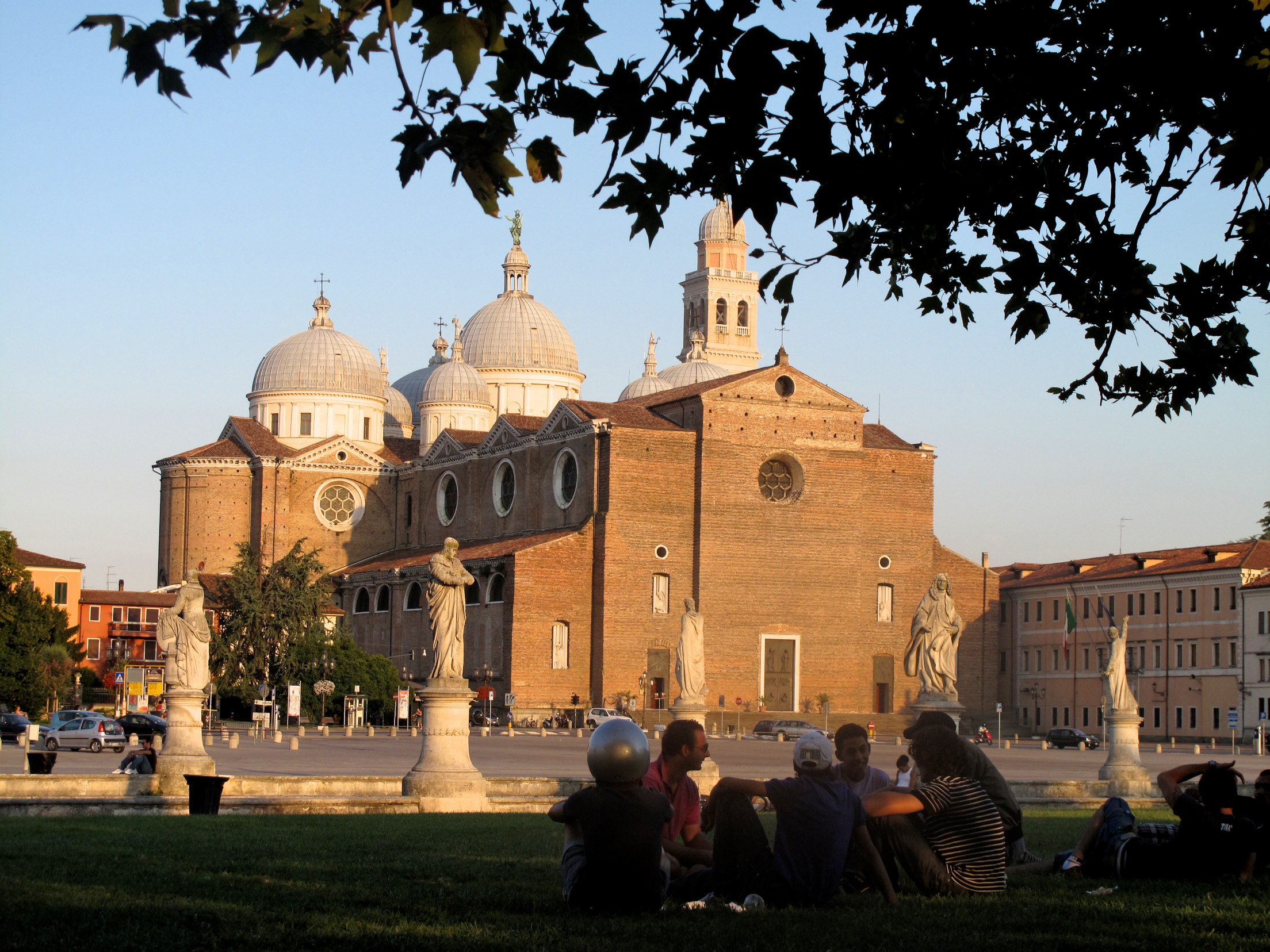
Esterno

### Architettura

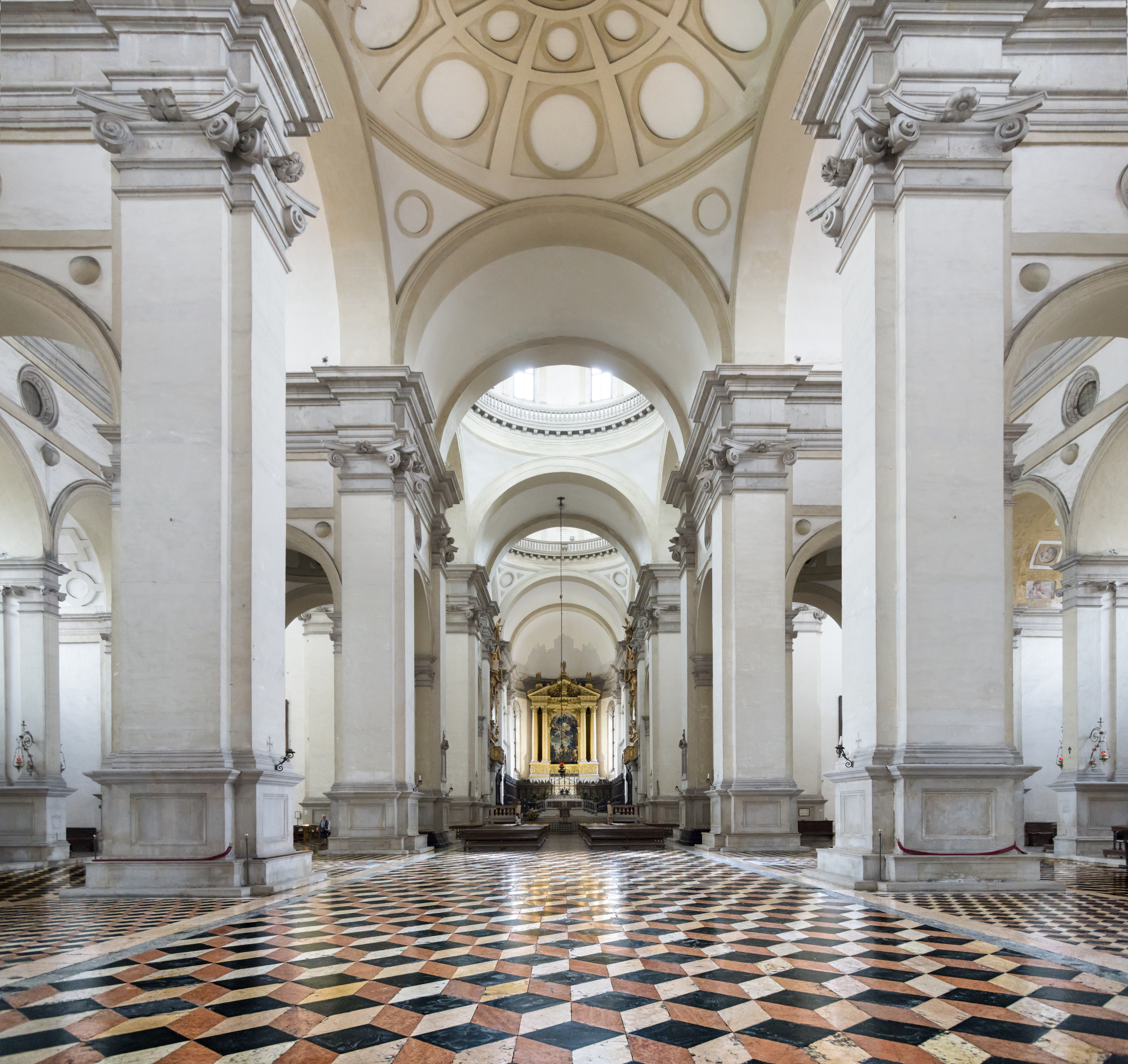
Interno

L'edificio si innalza su una pianta a croce latina che si estende da levante a ponente. Con i suoi 118,5 m di lunghezza e 82 m di larghezza, nella crociera, la basilica di Santa Giustina è una delle più grandi della cristianità. Nona nel mondo, settima in Italia, per lunghezza dopo San Giovanni in Laterano, era la chiesa più grande dello Stato della Serenissima Repubblica. L'imponenza dell'edificio si misura con il grandioso invaso del Prato della Valle, su cui si affaccia.
Sorte nell'ordine composito, le tre principali cappelle, che sono il presbiterio col coro, e le due dei santi Luca e Mattia che formano il transetto della basilica, concludono entrambe a semicircolo e sono affiancate da due cappelle ciascuna concluse sempre con abside semicircolare. Lungo le navate, si aprono dodici cappelle minori a pianta quadra, sei per parte. I 26 grandiosi pilastri sostengono la copertura a cupole prive di tamburo, volte a botte e la complessità della crociera illuminata da otto cupole coperte a piombo: quella centrale, con la lanterna, è alta quasi 70 m ed è sovrastata dalla statua di rame, rivolta alla città, raffigurante Santa Giustina, alta circa 5 m. Le quattro cupole circondanti la centrale presentano anch'esse sulla propria sommità statue metalliche di vari santi: Prosdocimo, Benedetto, Daniele e il beato Arnaldo. Gli otto semicatini della crociera e i tre catini sul soffitto della navata centrale, senza però provocare cupole all'esterno del tetto, che resta a capanna, furono eretti su suggerimento di Vincenzo Scamozzi verso il 1605 per rendere perfetta l'acustica dell'edificio. E queste ultime tre calotte interne presentano un'altezza diversa fra loro e digradante mano a mano che ci si allontana dall'altar maggiore in direzione della controfacciata.
Il pavimento della basilica fu gettato tra il 1608 e il 1615 su disegno geometrico, con marmo giallo, blu e rosso in una resa di effetto straordinario e caleidoscopico. Vi sono pure molti brani di marmo greco, proveniente dalla basilica opilionea.

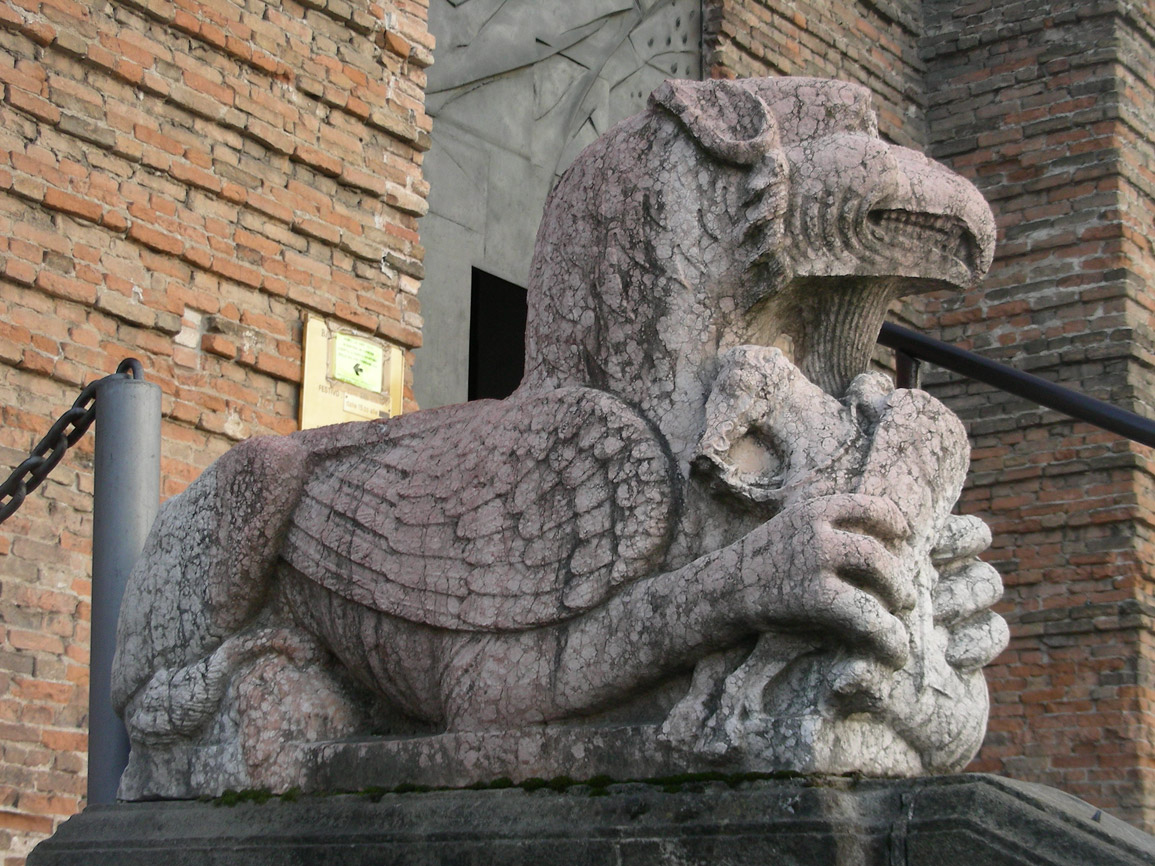
Uno dei grifi stilofori posti in facciata

La facciata, incompiuta, si innalza su un crepidoma che porta ai tre portali chiusi da moderni battenti bronzei. Sulle ruvide pareti si aprono un grande rosone ed alcune più piccole aperture, più quattro nicchie vuote su cui sono state collocate, in occasione del Giubileo del 2000, altorilievi raffiguranti gli Evangelisti, secondo l'antichissima iconografia del tetramorfo. Per la facciata in passato erano state proposte più soluzioni di compimento: le ultime furono quelle di Giuseppe Jappelli. Disposti a destra e sinistra in modo simmetrico a precedere la facciata, due grandi grifi stilofori di età romanica, già parte della vecchia facciata della basilica.
L'imponente fiancata esterna, rivolta a nord, mostra la complessità dell'edificio: le navate, le finestre termali, i grandi rosoni l'intervallarsi del cotto alla pietra bianca.

### Altare maggiore e coro
Il presbiterio, elevato dal livello di calpestio del resto dell'edificio, è accessibile da una scalinata monumentale. Sotto si apre una ampia cripta, ora adibita a cappella invernale. Le preziose balaustre sono opera di Francesco Contini (1630). Ai lati, in alto, entro nicchie, due busti che raffigurano idealmente i due patrizi romani Vitaliano (a destra) e Opilione (a sinistra) preziose opere di Giovanni Francesco de Surdis del 1561.
L'altare maggiore, elevato solennemente su scalini, ha i vari prospetti decorati a "rimesso di paragone" o "alla fiorentina" ovvero sottili tarsie marmoree su cui si inseriscono ampi brani di madreperla, coralli, lapislazzuli, corniola, perle, ed altri preziosi. Il finissimo lavoro fu compiuto tra il 1637 ed il 1643 dal Pietro Paolo Corbarelli su disegno di Giovan Battista Nigetti, fratello del più famoso Matteo Nigetti. Il 7 ottobre 1627 con gran pompa, venne inserito sotto la mensa dell'altare il corpo di santa Giustina.
Le guide settecentesche ricordano come nelle solennità sull'altare erano esposte due grandi statue d'argento raffiguranti i santi Prosdocimo e Giustina con basamenti su cui erano raffigurate le principali azioni delle vite loro in minutissimi rilievi. Queste opere furono probabilmente disperse e distrutte durante l'invasione napoleonica. Nel 1953 si pose accanto all'altare il portacero pasquale lavoro di Arrigo Minerbi e di Piero Brolis.
Ai lati dell'altare, in alto a cornu epistulae e a cornu evangelii, due grandiose casse d'organo e cantorie in stile manierista composte da legno dorato e policromo, decorate da statue e sontuose grottesche e cariatidi (vi sono agli apici san Prosdocimo e san Massimo), opere concluse entro il 1653 su progetto di Ambrogio Dusi, pensate a bilanciamento della grandiosa macchina in stile corinzio che giganteggia sul fondo dell'abside, opera di Giovanni Manetti compiuta probabilmente su disegno di Michele Sanmicheli. In pietra e legno dorati, fu costruita nel 1576 per ospitare la pala di Paolo Veronese raffigurante il martirio di santa Giustina (1572): olio su tela, uno dei più complessi lavori dell'artista; ricca di figure che affollano il martirio della santa, su cui irrompe Cristo in gloria circondata da una gran turba angelica. L'opera è caratterizzata dal raffinato contrasto tra le figure dei carnefici adombrati e quella della martire, colpita dalla luce proveniente da Cristo. L'impostazione prospettica dell'opera, la disposizione dei personaggi e dell'imponente architettura che viene accennata sulla parte destra, lasciano spazio alla raffigurazione della basilica del Santo.
Lungo le pareti all'interno di arcate cieche, sono incassate quattro mezzelune dipinte da Giovanni Francesco Cassana (Apparizione dei tre angeli ad Abramo, Il castigo di Nabab ed Abiud) e da Pietro Ricchi (La lotta di Giacobbe e La morte di Sisara). Tra le tele, entro nicchie statue marmoree raffiguranti Sansone e Davide.
Il monumentale coro ligneo in noce è uno dei più proficui esempi dell'ebanisteria cinquecentesca: compiuto a partire dal 1555 in stile corinzio dall'artista francese Richard Taurigny di Rouen sotto la direzione dell'abate Eutichio Cordes è caratterizzato da ottantotto stalli intagliati ad alto e bassorilievo con i fatti dell'Antico Testamento e con le azioni di Cristo, mentre i due sedili liturgici a tre posti ciascuno posti sotto gli organi raffigurano scene delle vite dei santi Pietro e Paolo. Compiuto in una ventina d'anni, secondo il Rossetti, le raffigurazioni che accompagnano ogni scanno furono tratte da disegni di Domenico Campagnola.
Il grande cassone dei libri corali posto al centro del coro è sempre opera di Richard Taurigny. Gli altorilievi che lo nobilitano raffigurano episodi della vita di santa Giustina, rappresentata a tutto tondo sulla cima del leggio rotante.

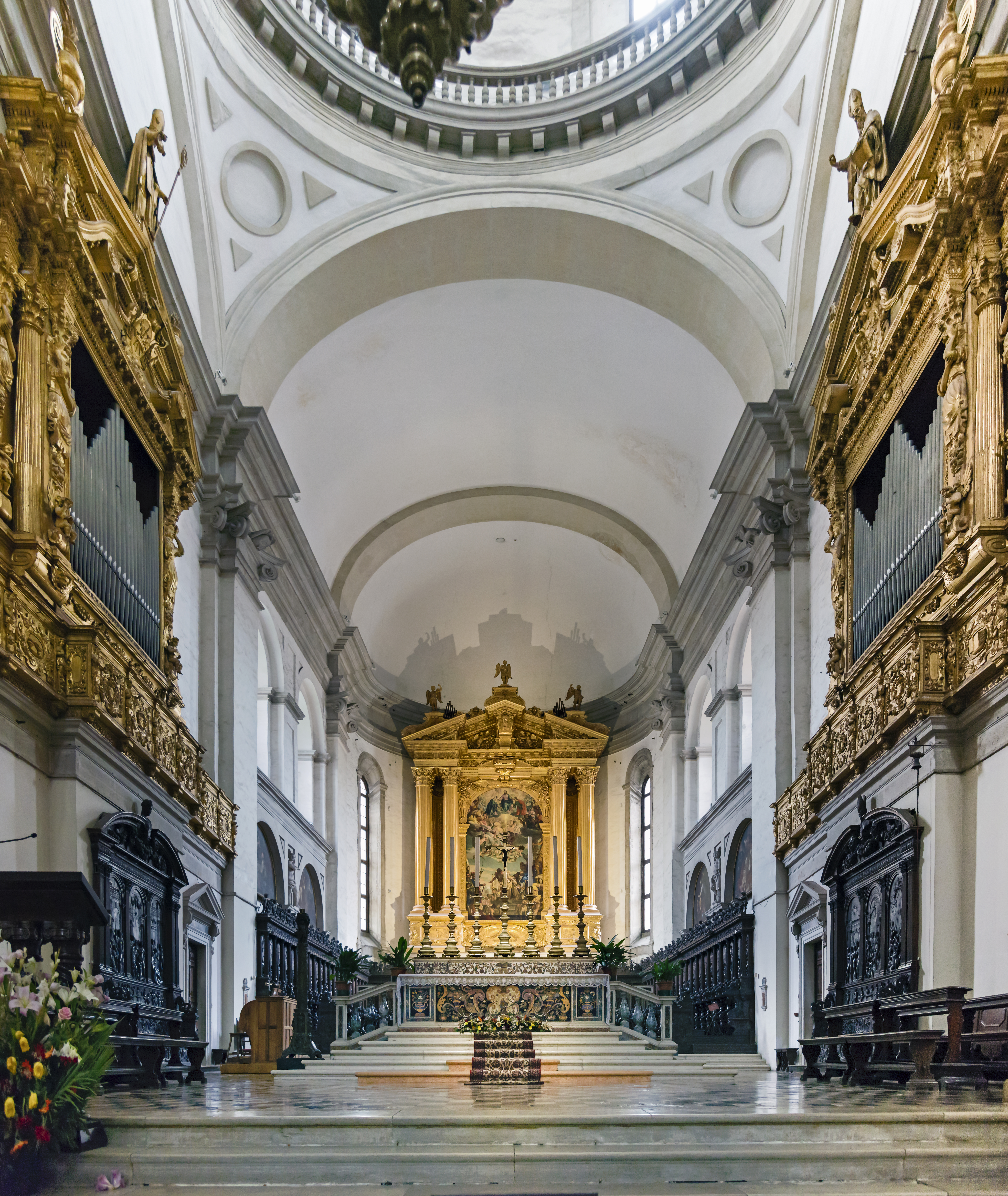
Il presbiterio
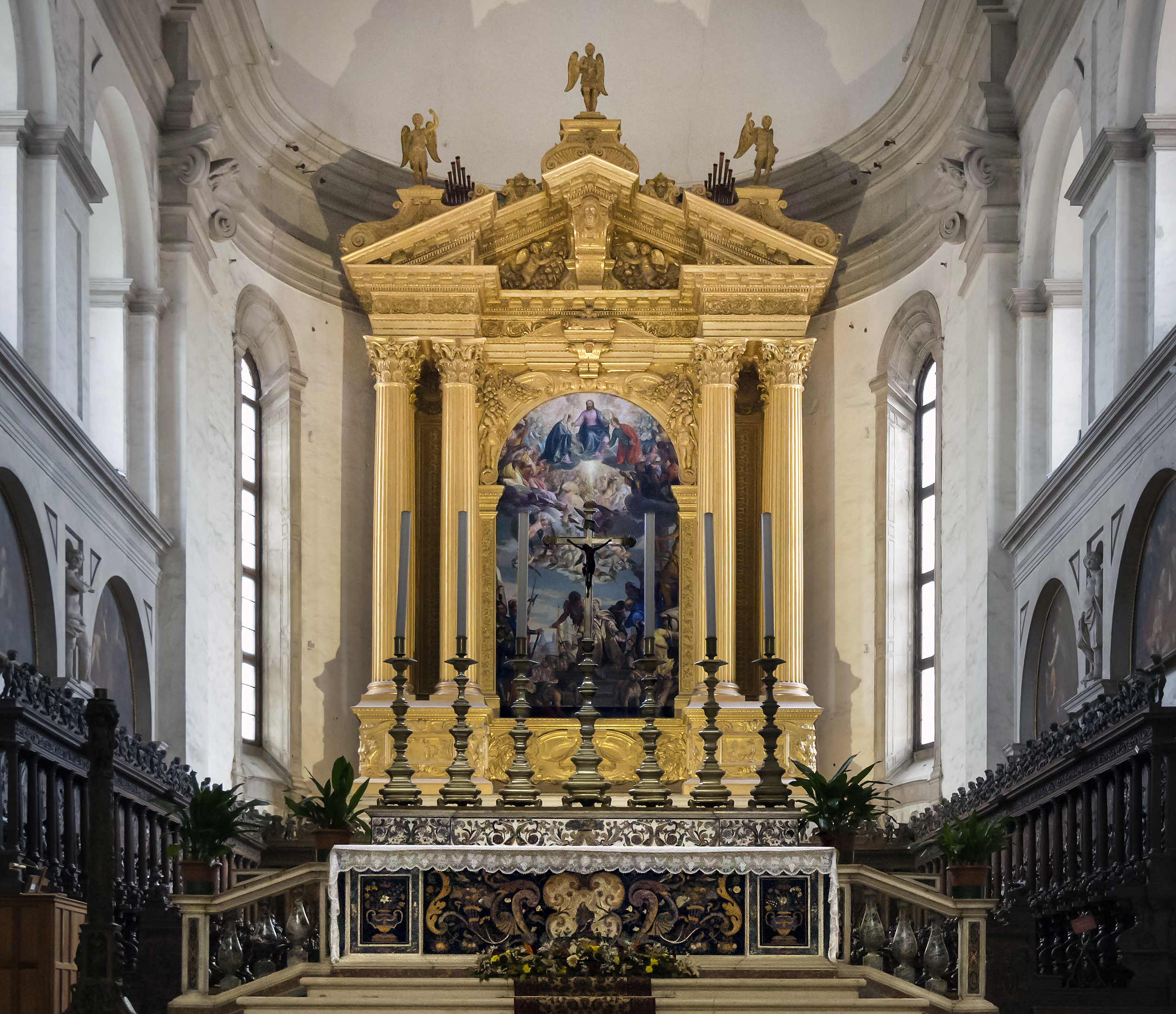
L'altare maggiore
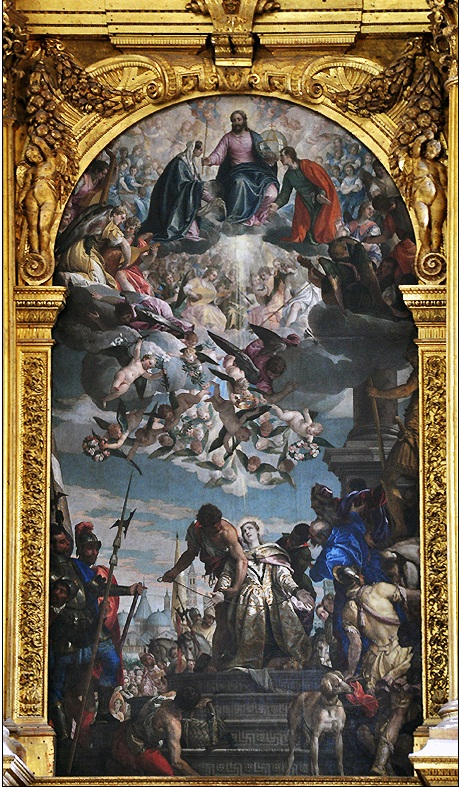
Il martirio di Santa Giustina di Paolo Veronese

### Parte sinistra (dal presbiterio)

#### Cappella del Santissimo Sacramento
L'architettura inferiore della cappella è ricoperta ed impreziosita cromaticamente da diversi marmi, mentre la volta è affrescata con la splendida raffigurazione de Angeli ed Apostoli adorano il Santissimo Sacramento, riuscito lavoro di Sebastiano Ricci compiuto verso il 1700 e caratterizzato dall'uso del trompe-l'œil. Il catino è occupato dalla raffigurazione del Padre Eterno, preceduto dagli Apostoli, raffigurati come se posti sulla sommità delle pareti della cappella, tendenti ed adoranti verso il Santissimo Sacramento portato in trionfo da una turba angelica.
L'altare è opera compiuta a più riprese dagli anni '40 del Seicento su progetto di Lorenzo Bedogni poi decorato da Pietro Paolo Corbarelli, e dai figli Simone, Antonio e Francesco verso il 1656. Fu concluso nel 1674 ad opera di Giuseppe Sardi e di Giusto Le Court che plasmò i due straordinari angeli adoranti mentre le statue in bronzo sul tabernacolo sono fusione di Carlo Trabucco (1697). Le altre opere scultoree sono di Michele Fabris e Alessandro Tremignon.
Prima di ospitare il Santissimo Sacramento, la cappella era occupata dall'altare contenente le reliquie dei Santi Innocenti.

#### Cappella del beato Arnaldo da Limena
Il grande altare fu compiuto entro il 1681, quando Bernardo Falcone consegnò il gruppo di angeli e la statua posta sopra l'urna che accoglie le reliquie del beato Arnaldo da Limena. I santi Pietro e Paolo, sono lavori di Orazio Marinali e Michele Fabris. Il paliotto a rimesso fiorentino è lavoro dei Corbarelli.

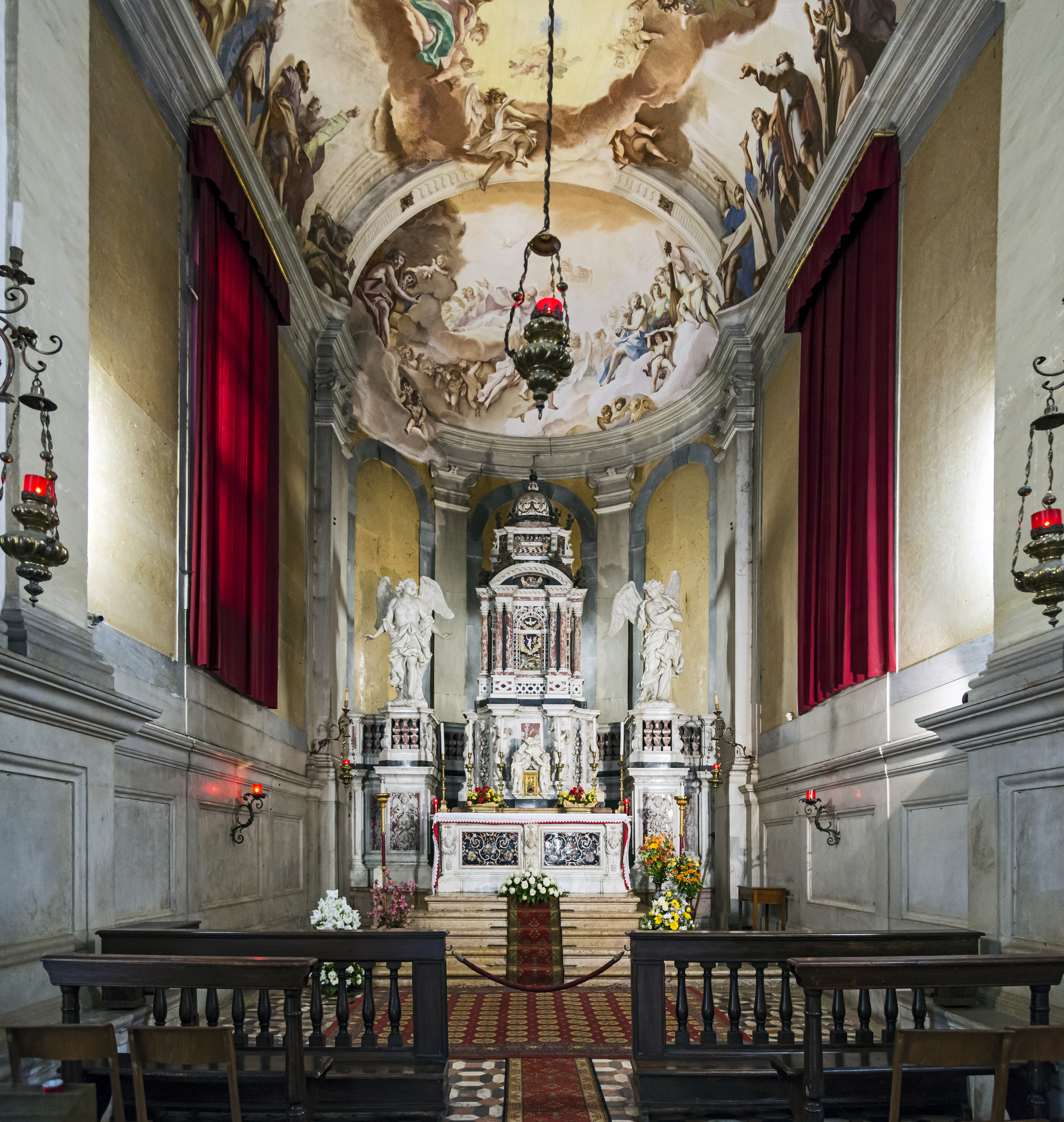
La cappella del Santissimo Sacramento
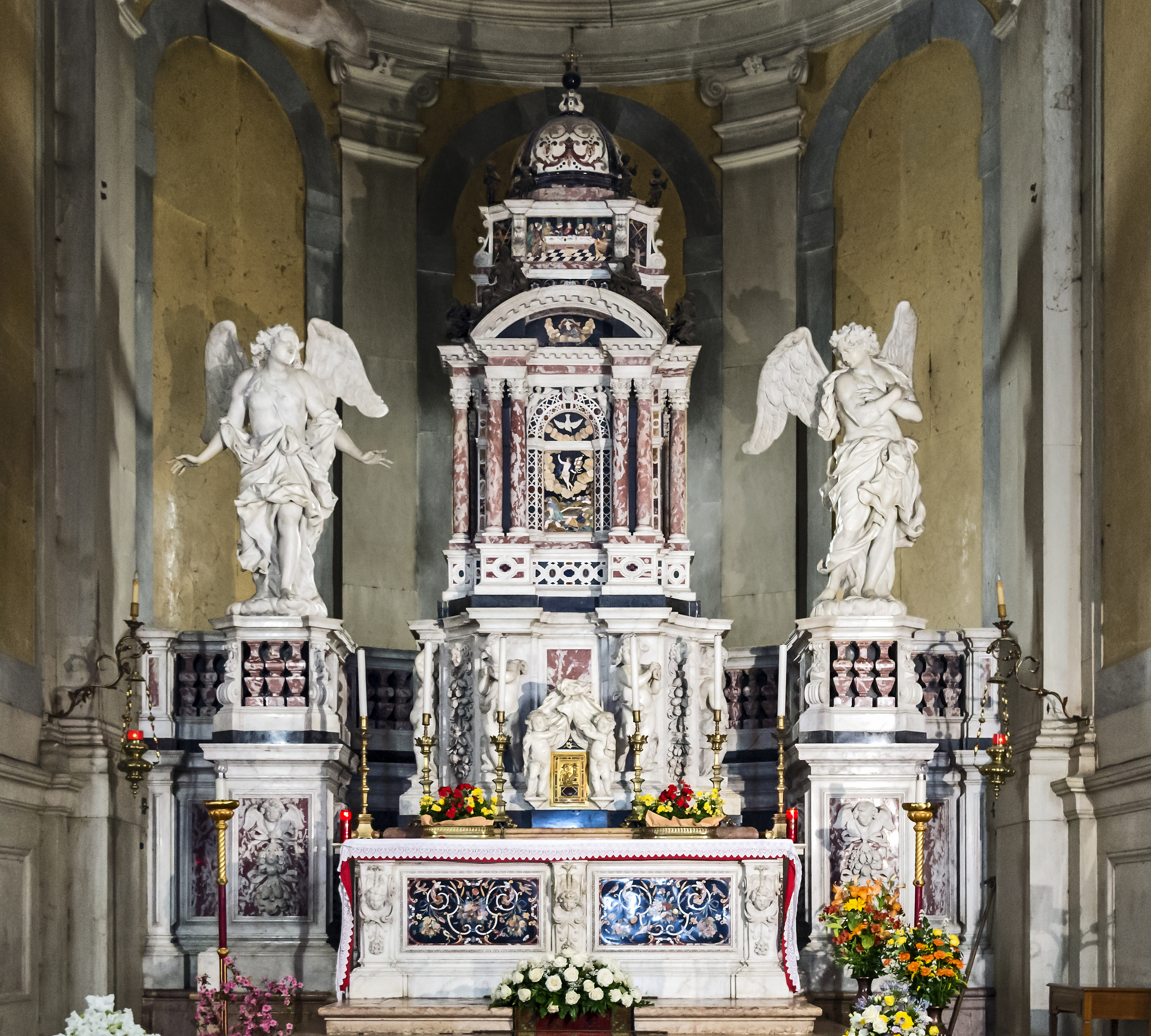
L'altare
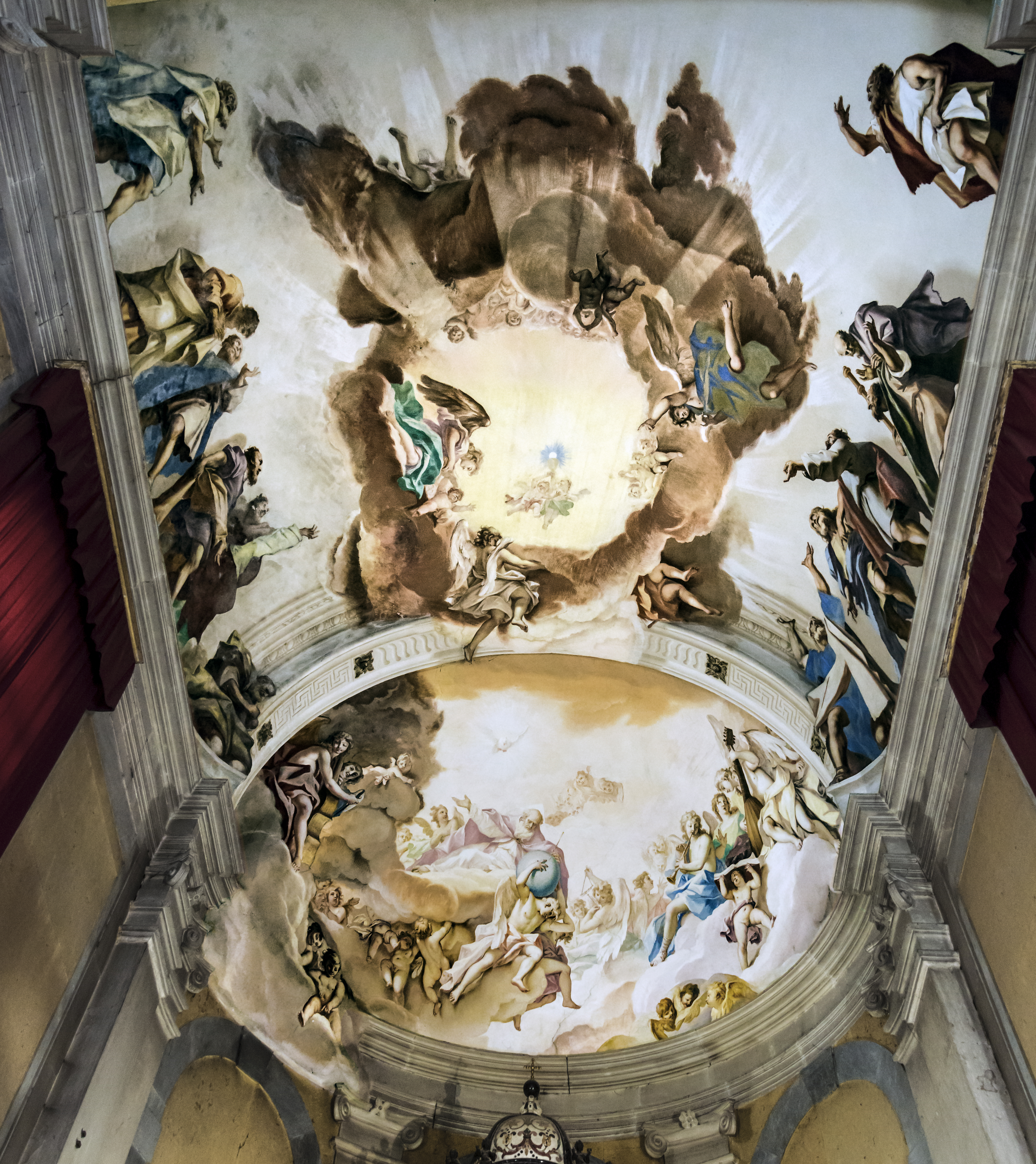
Il soffitto
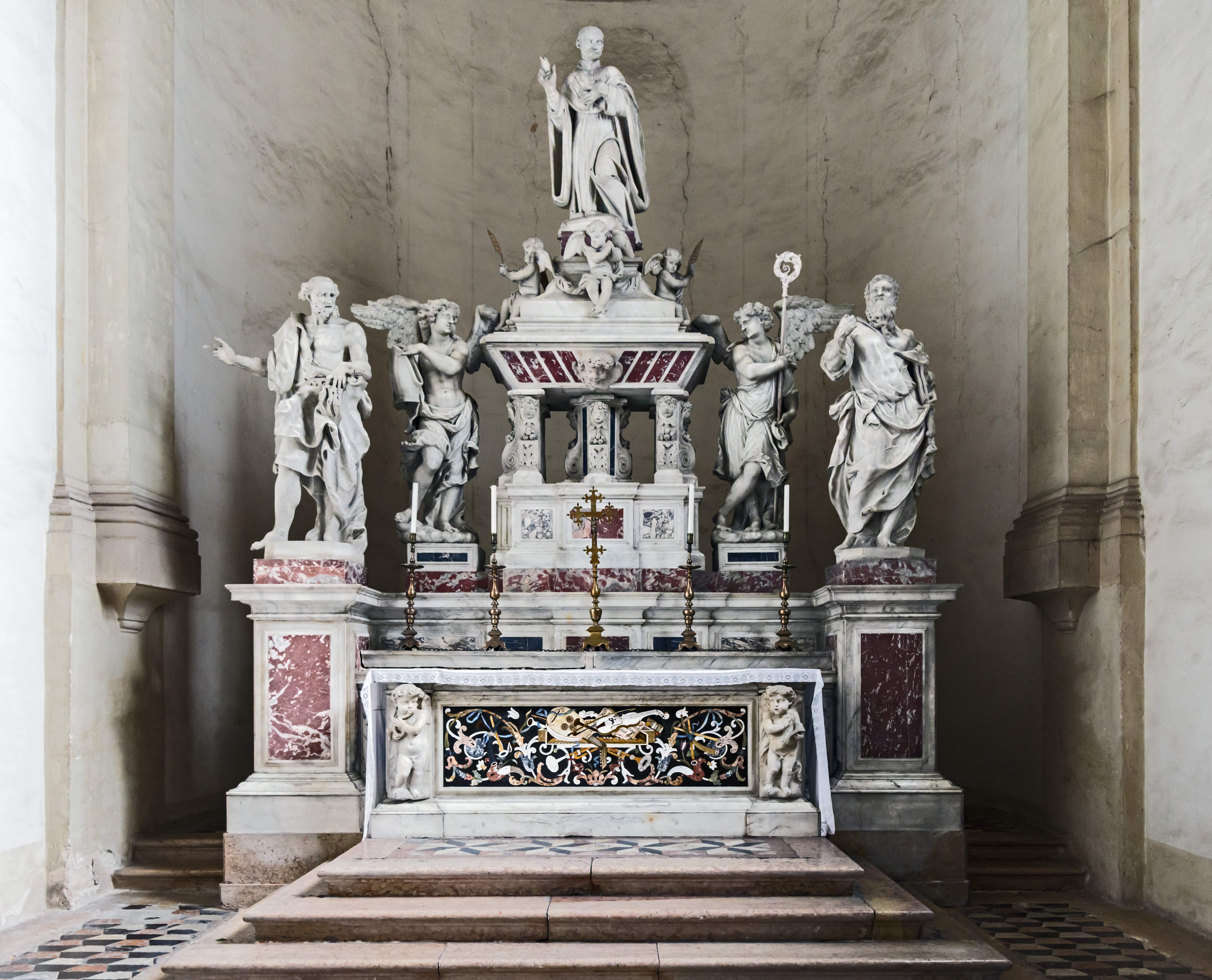
La cappella del beato Arnaldo da Limena

#### Transetto sinistro e arca di san Luca Evangelista
Il grande spazio, che soffre degli adattamenti liturgici attuati negli anni del Concilio Vaticano II, ruota attorno all'arca che ospita le reliquie di san Luca Evangelista, stupenda opera di scuola pisano-veneta del 1313, commissionata dall'abate Gualpertino Mussato e qui trasportata dalla vecchia cappella gotica nel 1562: l'arca è composta in marmo serpentino e marmo veronese ed è arricchita da otto riquadri in alabastro scolpiti ad altorilievo raffiguranti angeli e simbologie legate al santo, pure raffigurato intento alla scrittura. Il tutto poggia su due colonne di granito e due colonne tortili d'alabastro mentre al centro è posto un sostegno in marmo greco, raffigurante angeli che come cariatidi, supportano l'arca. L'altare, ora spostato, ma un tempo poggiante verso l'arca, è del XVI secolo. Tutto intorno percorre un moderno e discutibile coro ligneo. In alto è posta una copia cinquecentesca - attribuita ad Alessandro Bonvicino - della Madonna costantinopolitana o Salus Populi Patavini incorniciata e sostenuta da angeli in bronzo di Amleto Sartori, lavori del 1960-1961. L'icona originale bizantina, secondo la tradizione dipinta da san Luca e portata a Padova al salvo dalla furia iconoclasta di Costantinopoli, si trova oggi all'interno di una teca, nel monastero.

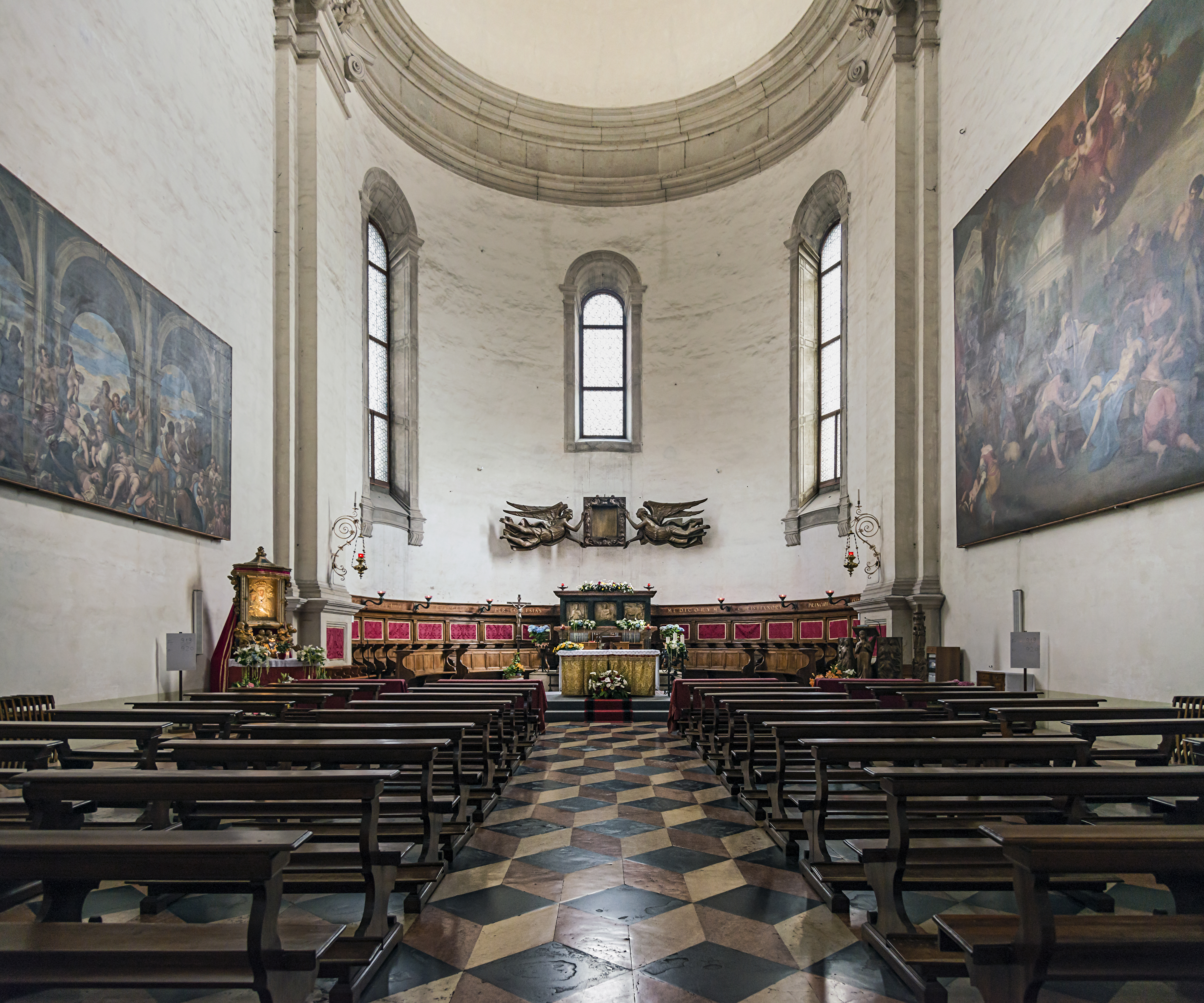
Cappella di san Luca Evangelista
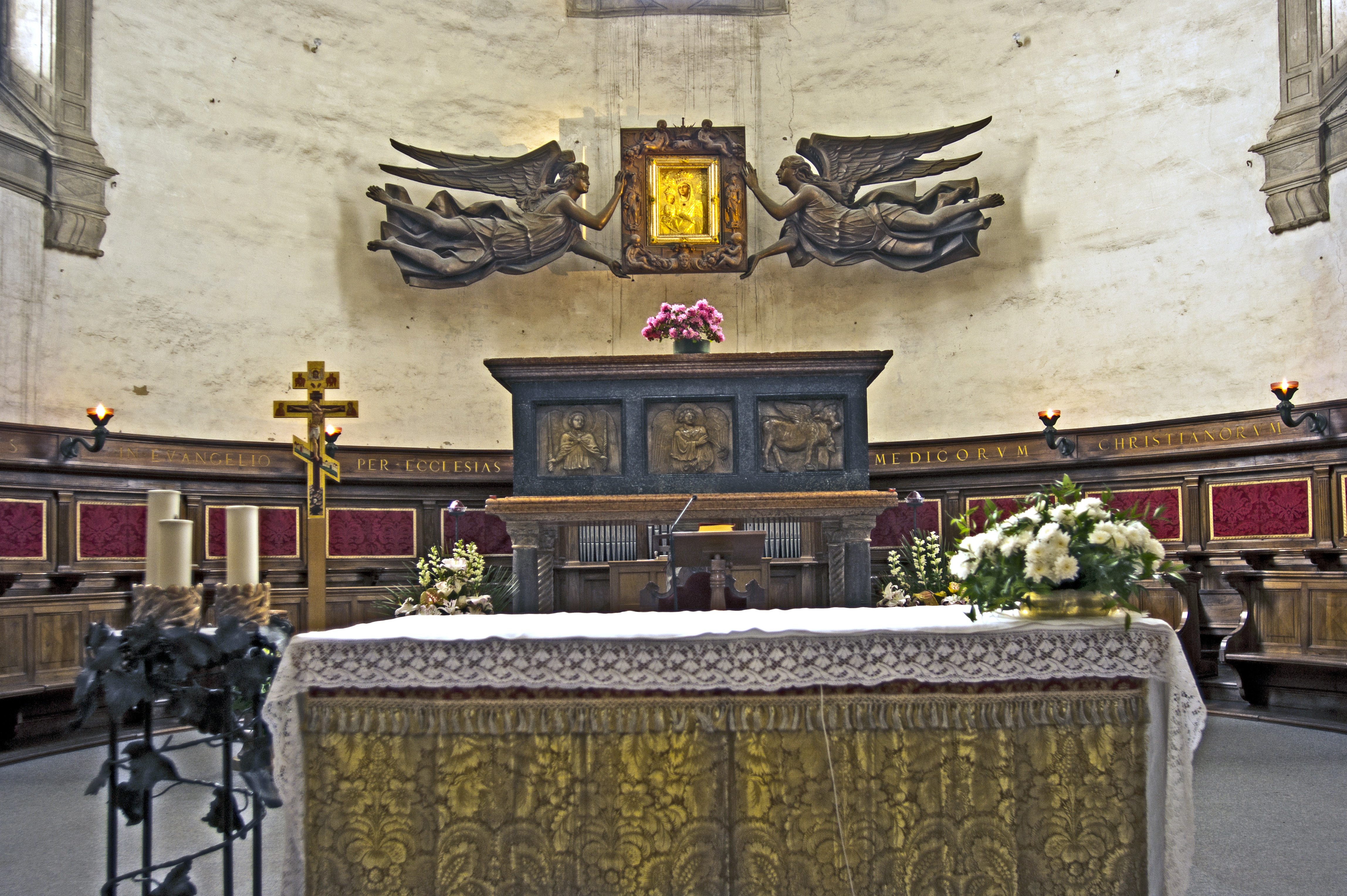
L'altare e l'arca di san Luca
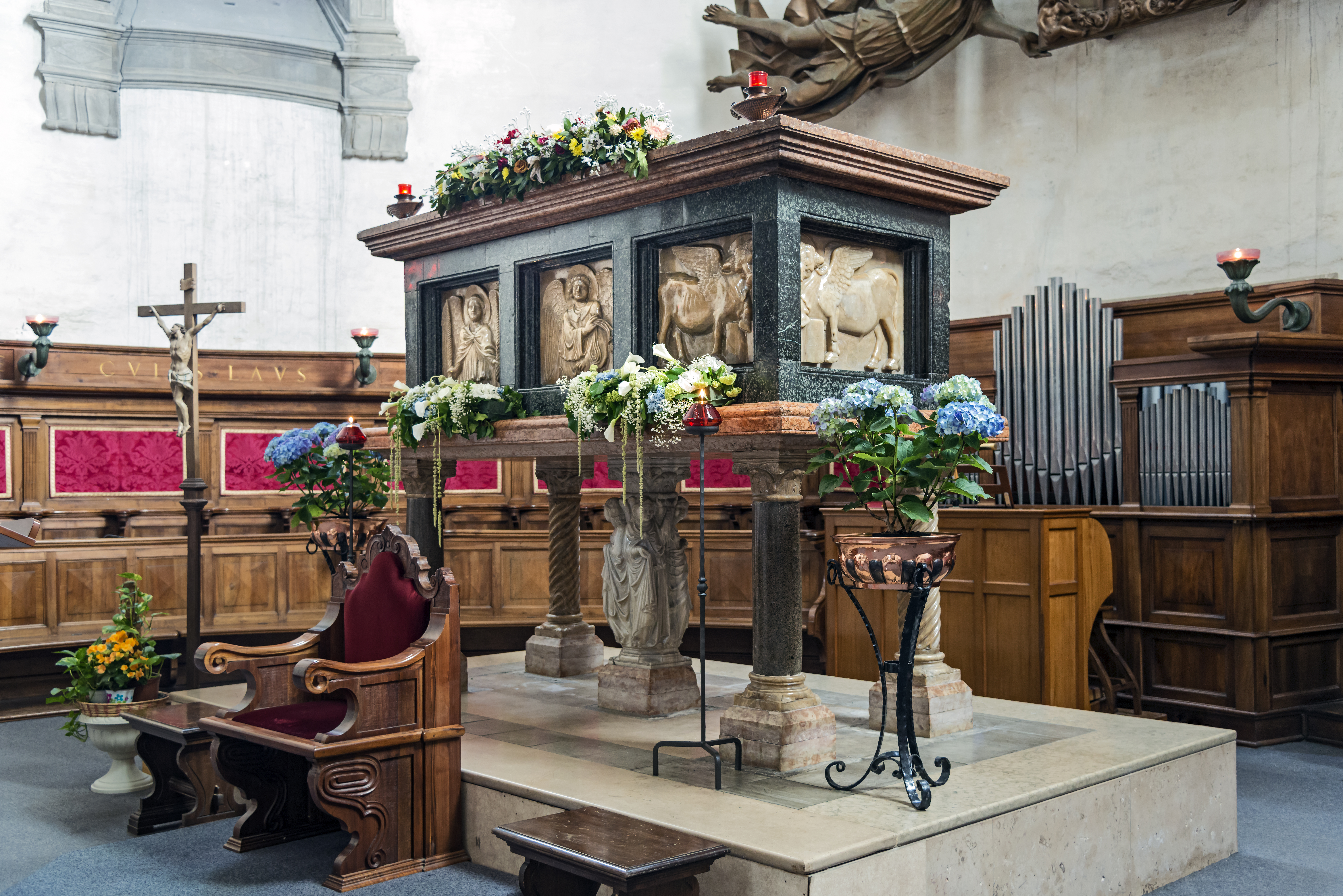
L'arca di san Luca e l'organo
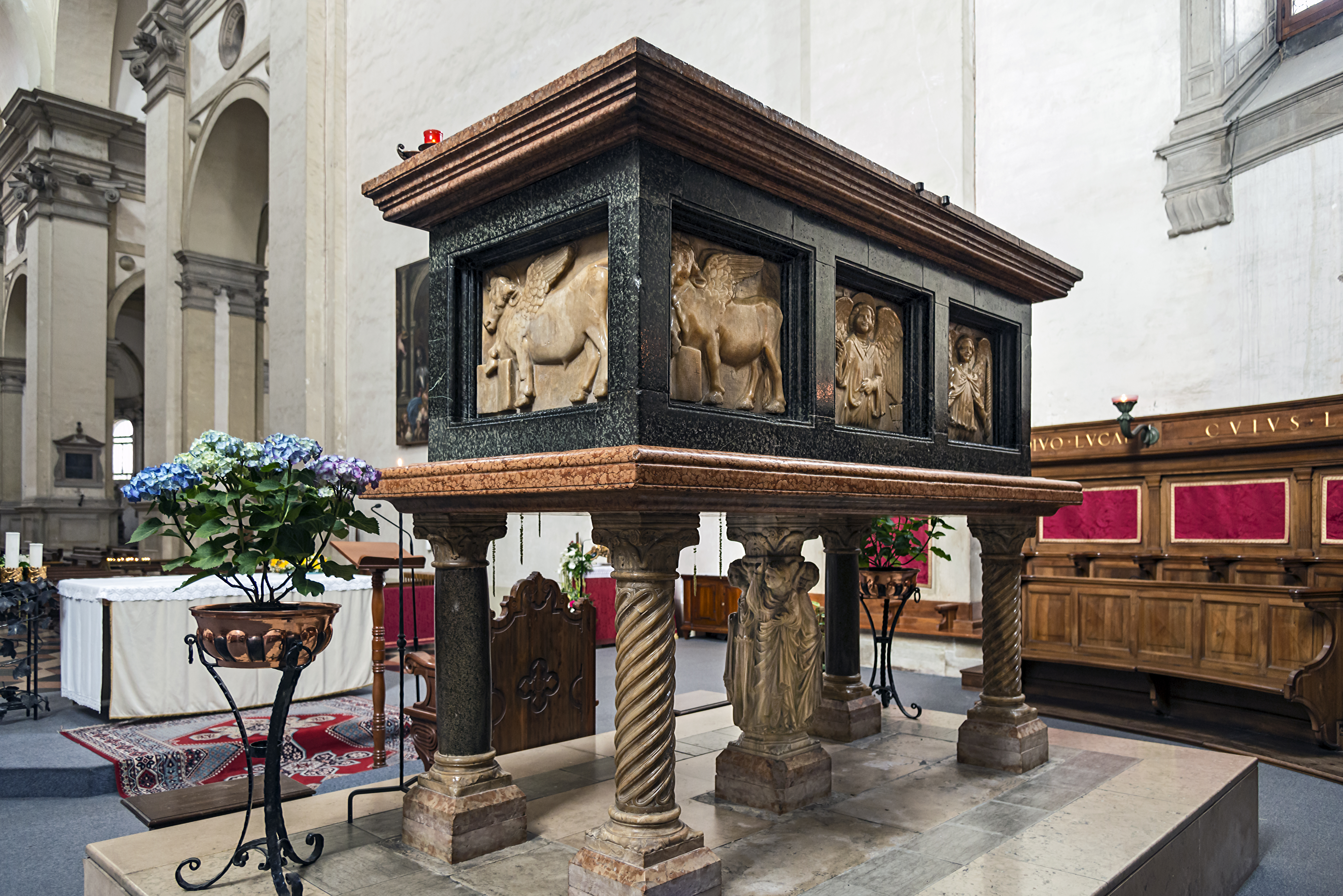
L'arca di san Luca, vista del lato posteriore.
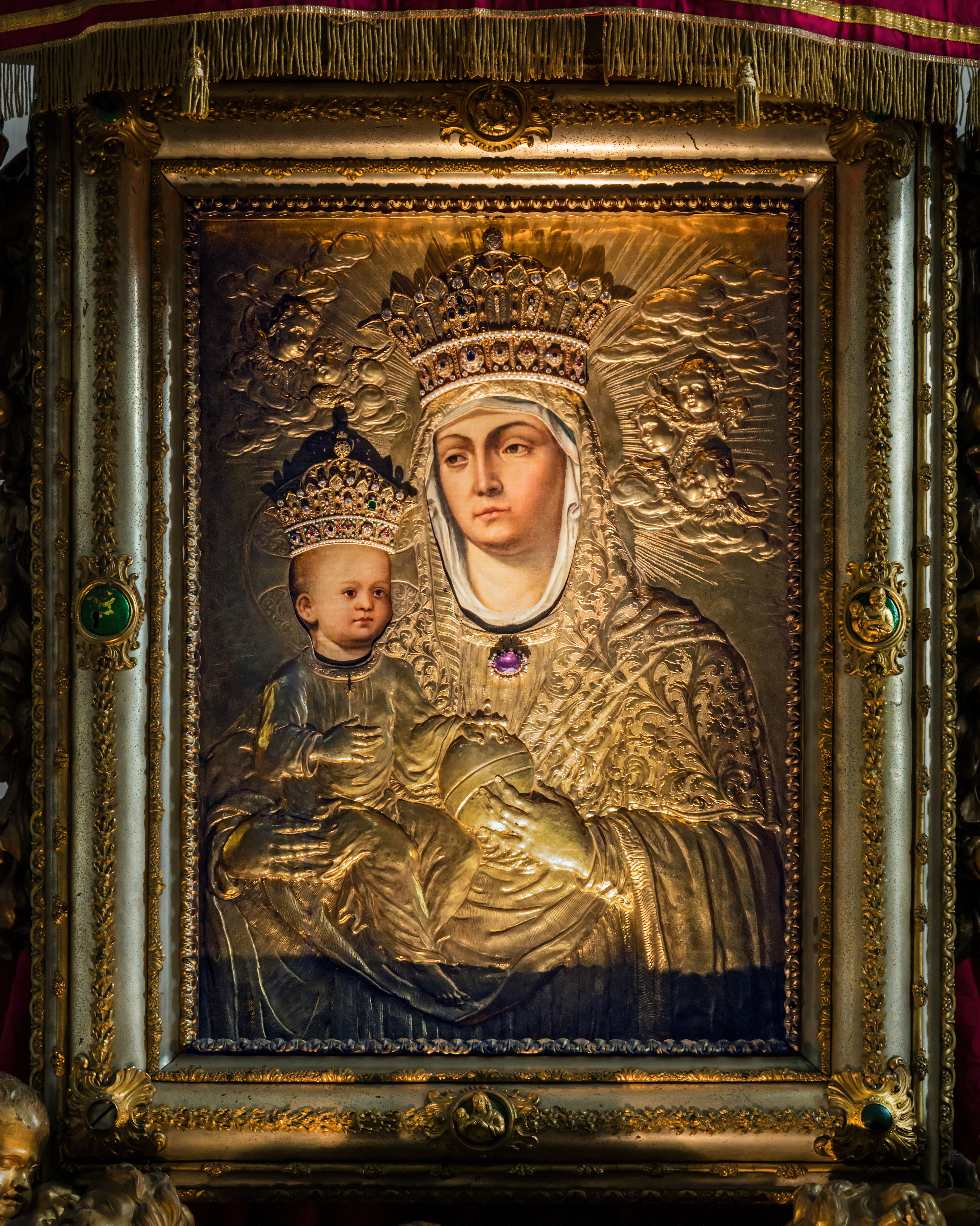
Madonna costantinopolitana Cinquecento
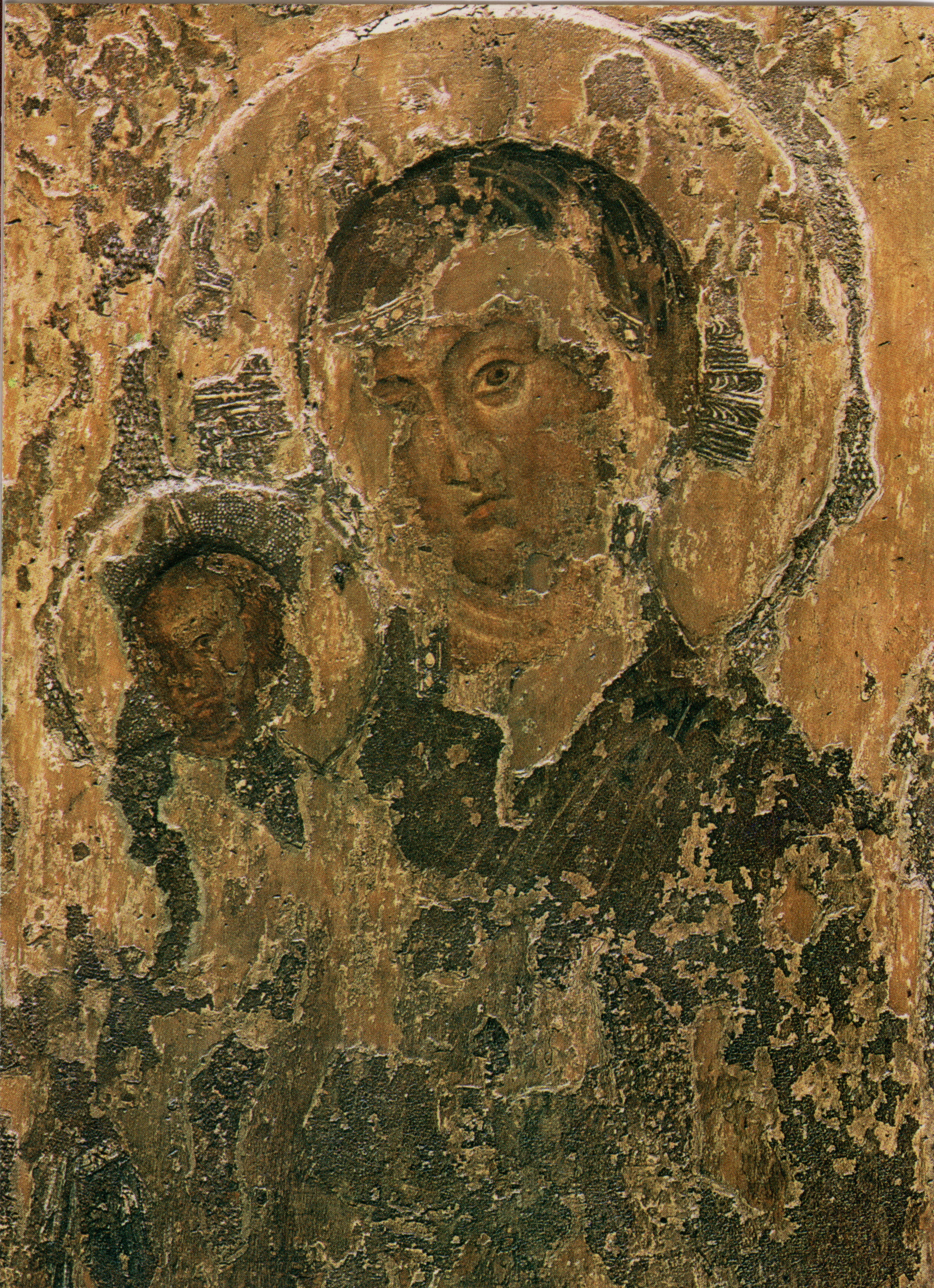
Madonna costantinopolitana versione originale

Sull'ampia parete di destra è posto il grande telero di Antonio Balestra, opera del 1718 raffigurante il martirio dei Santi Cosma e Damiano mentre dirimpetto, sulla parete sinistra, grandiosa Strage degli Innocenti di Sebastiano Galvano, opera firmata e collocabile alla metà del Cinquecento, proveniente dalla chiesa di San Benedetto Novello.

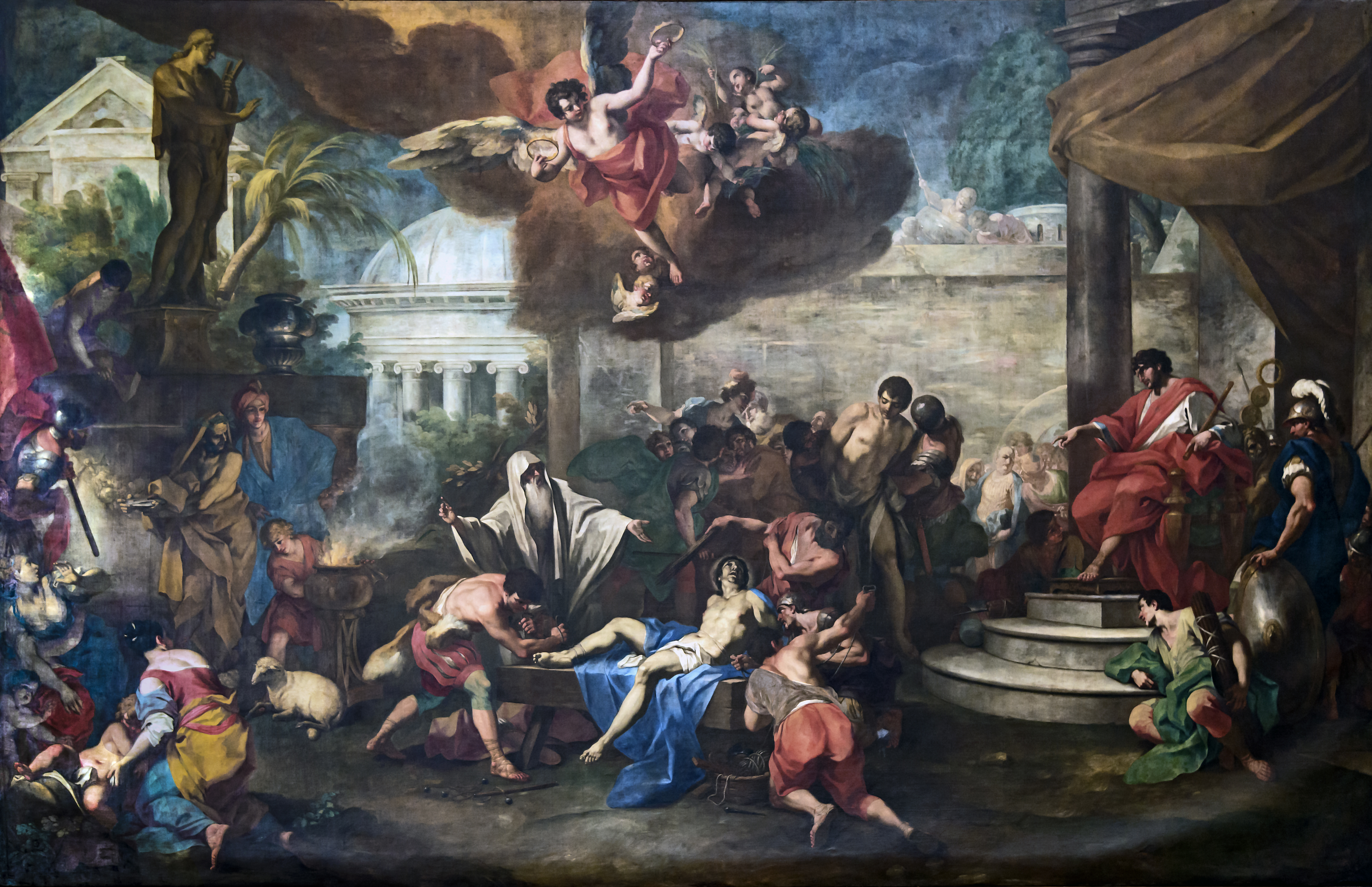
Martirio dei santi Cosma e Damiano di Antonio Balestra
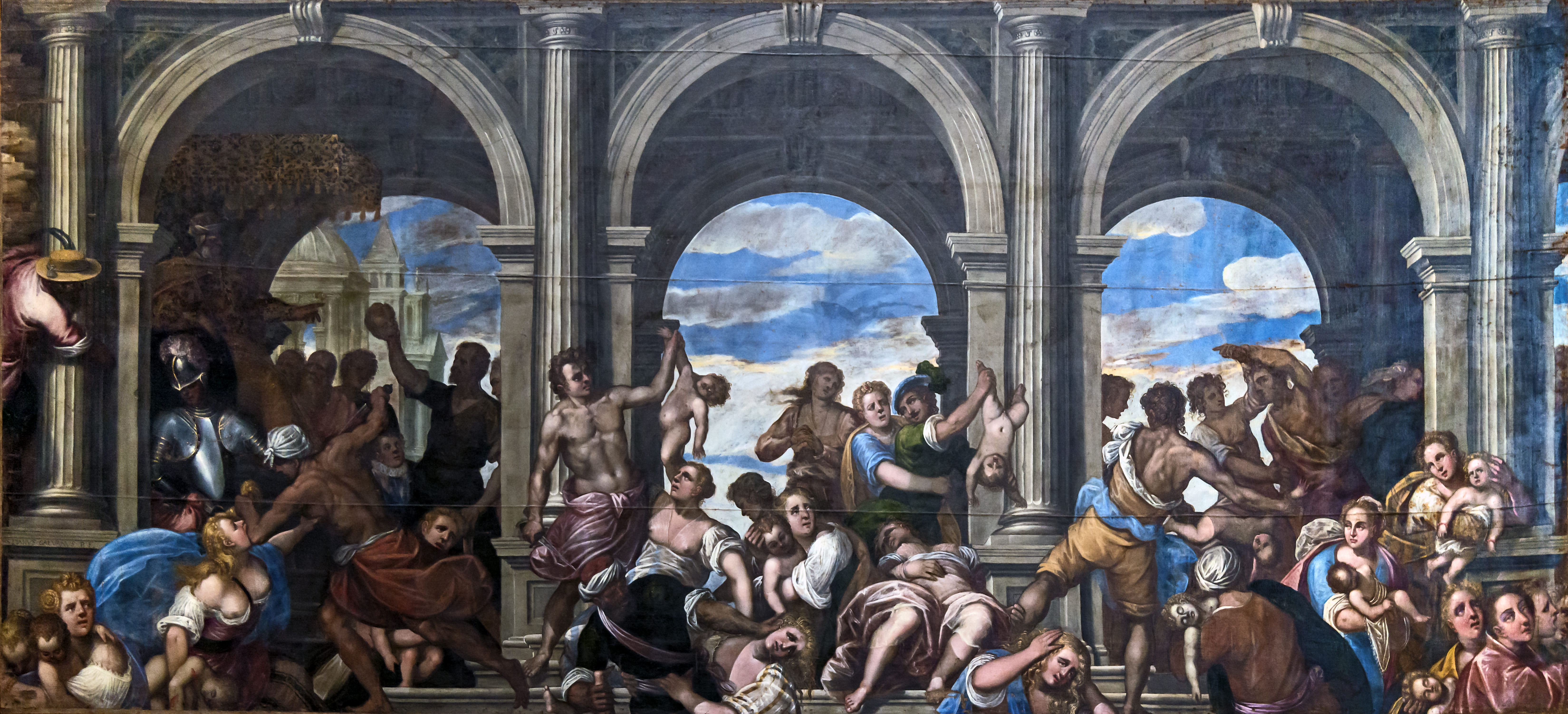
Strage degli Innocenti di Sebastiano Galvano

#### Cappella di santa Felicita
La cappella ospita il monumentale altare di Alessandro Termignon sovrastato dall'urna contenente le spoglie di santa Felicita monaca, rinvenute nel 1502 nel sacello di san Prosdocimo. L'opera scultorea è in parte di Orazio Marinali e gioca sulle cromie del marmo bianco e del marmo rosso di Francia. La statua raffigurante la Santa orante è posta sopra l'urna, mentre ai lati stanno due angeli ed i santi Marco e Simone. Il prospetto della mensa è raffinatissimo ed è decorato a rimesso dai Corbarelli: tra fontane, giardini e siepi spicca la raffigurazione della incompiuta facciata della basilica.

#### Cappella di san Giuliano
L'altare progettato da Alessandro Termignon conserva il corpo di san Giuliano Martire. Giovanni Comin (1680) ha plasmato la statua del Santo, posta a capo dell'urna. Il resto della decorazione scultorea, tra cui le belle statue dei santi Andrea e Matteo, appartiene a Bernardo Falcone.

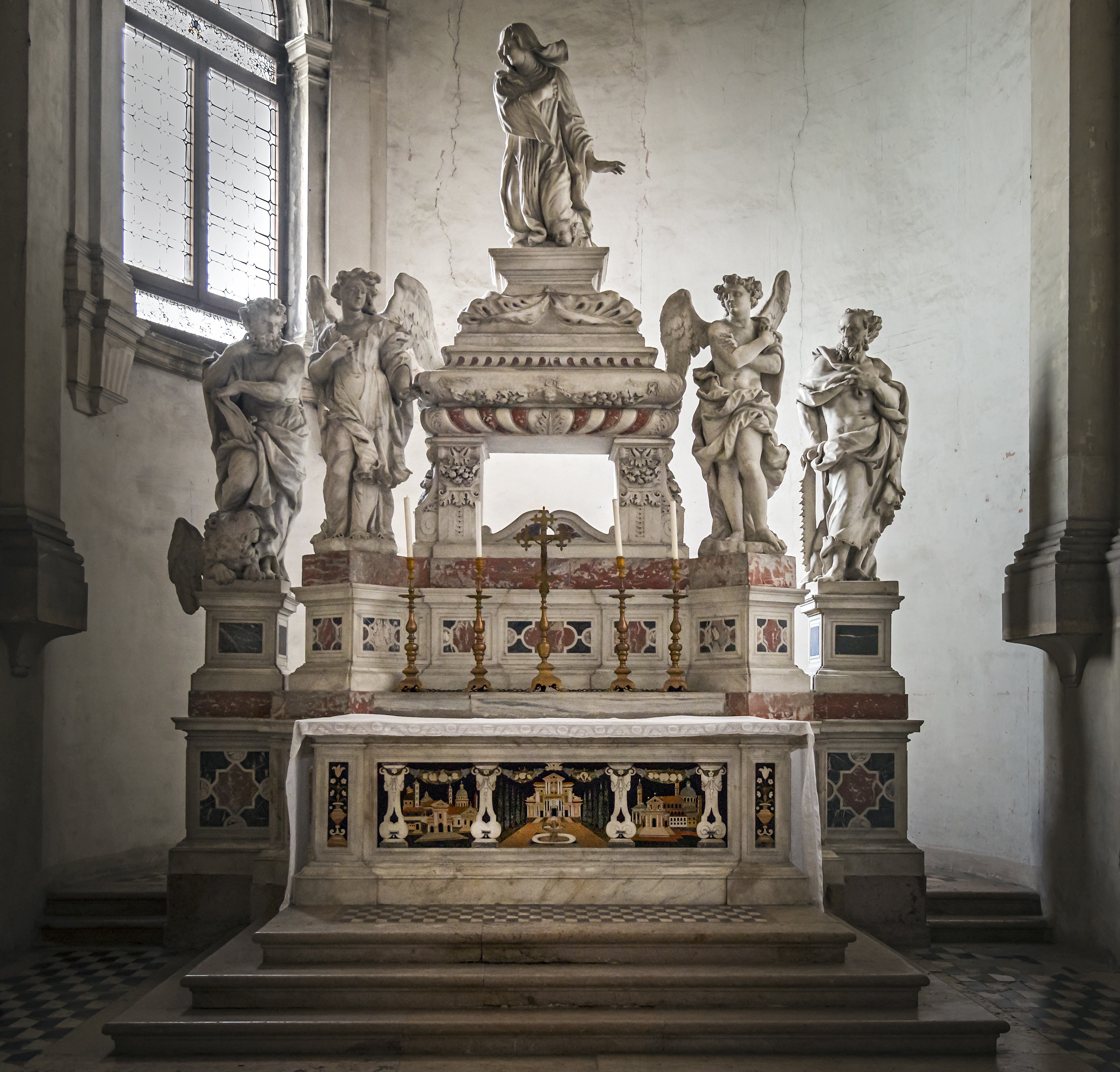
La cappella di Santa Felicita
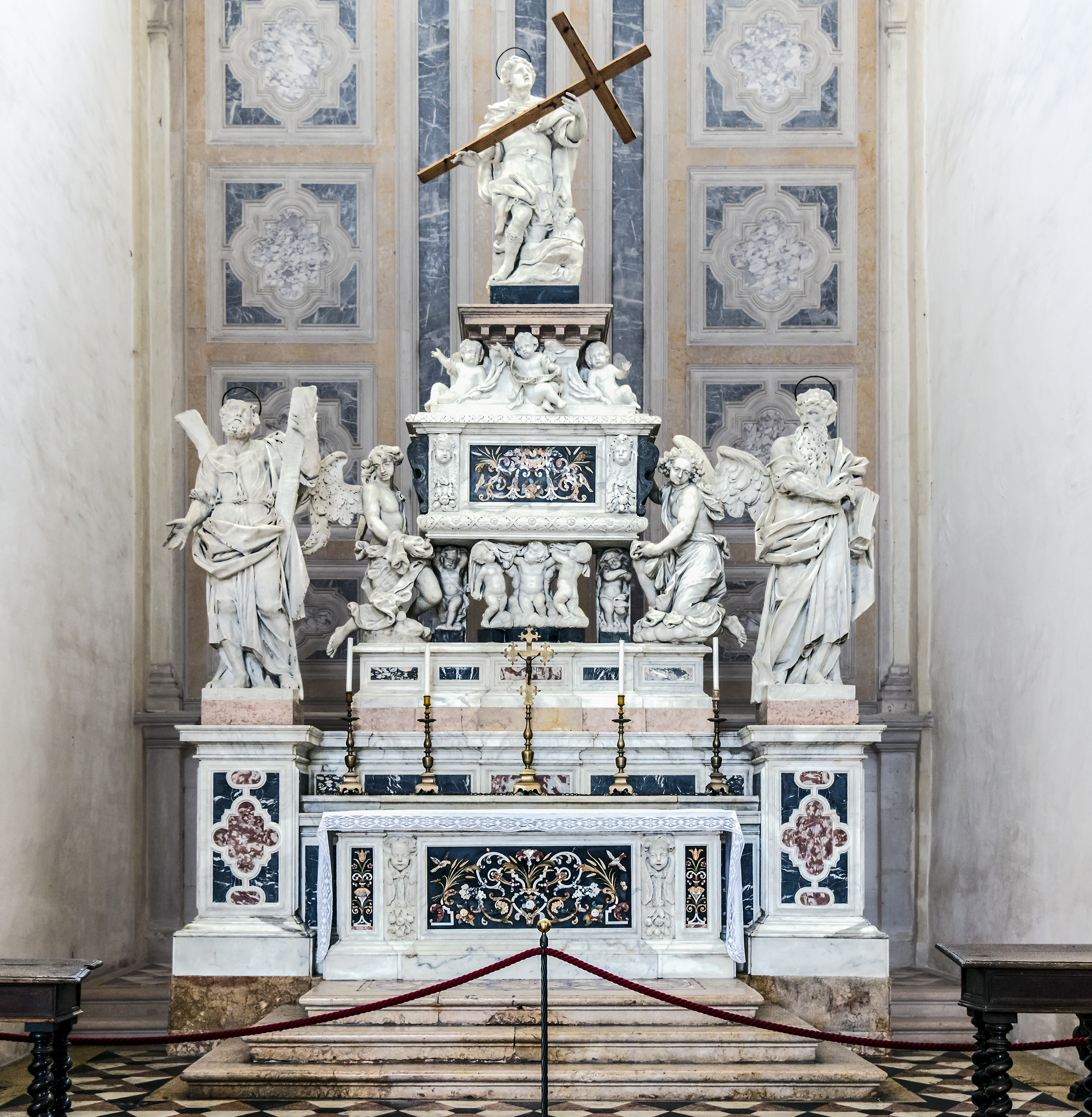
La cappella di San Giuliano

#### Cappella di san Mauro Abate
Sulla complessa ancona dell'altare, dall'architettura barocca giocata sulle cromie del marmo bianco e nero di Genova, sta la pala raffigurante San Mauro abate invocato dagli infermi (1673) di Valentin Lefebvre. Il prospetto della mensa è tutto decorato con marmo verde, marmi di Genova, marmo rosso di Francia.

#### Cappella di san Placido Martire
Analogo all'altare di san Mauro, l'ancona ospita la bella pala di Luca Giordano Il martirio di san Placido e dei suoi compagni, del 1676. L'architettura e la decorazione a commesso è di Pietro Paolo Corbarelli. 

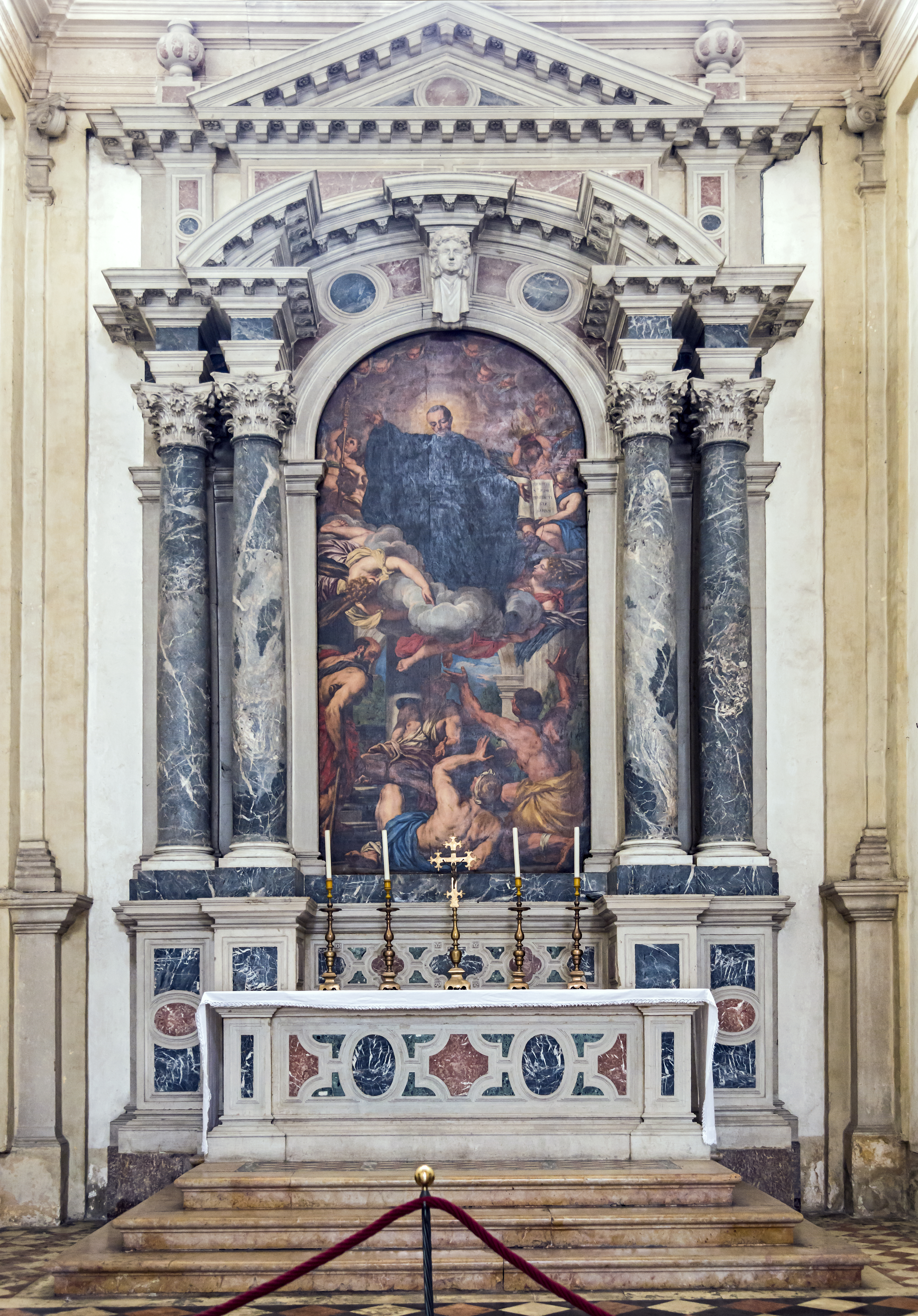
Cappella di san Mauro Abate
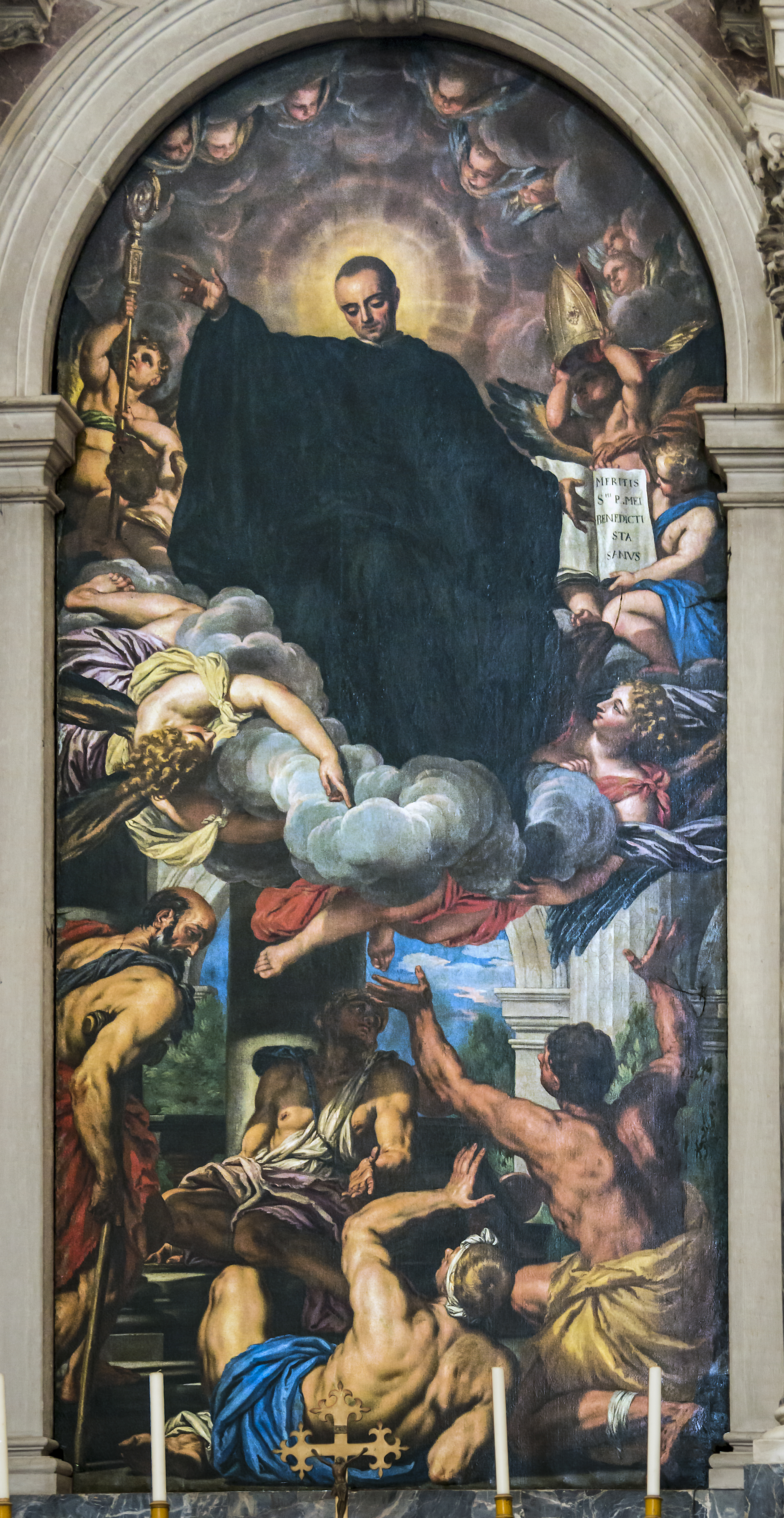
Valentin Lefebvre, San Mauro abate invocato dagli infermi .
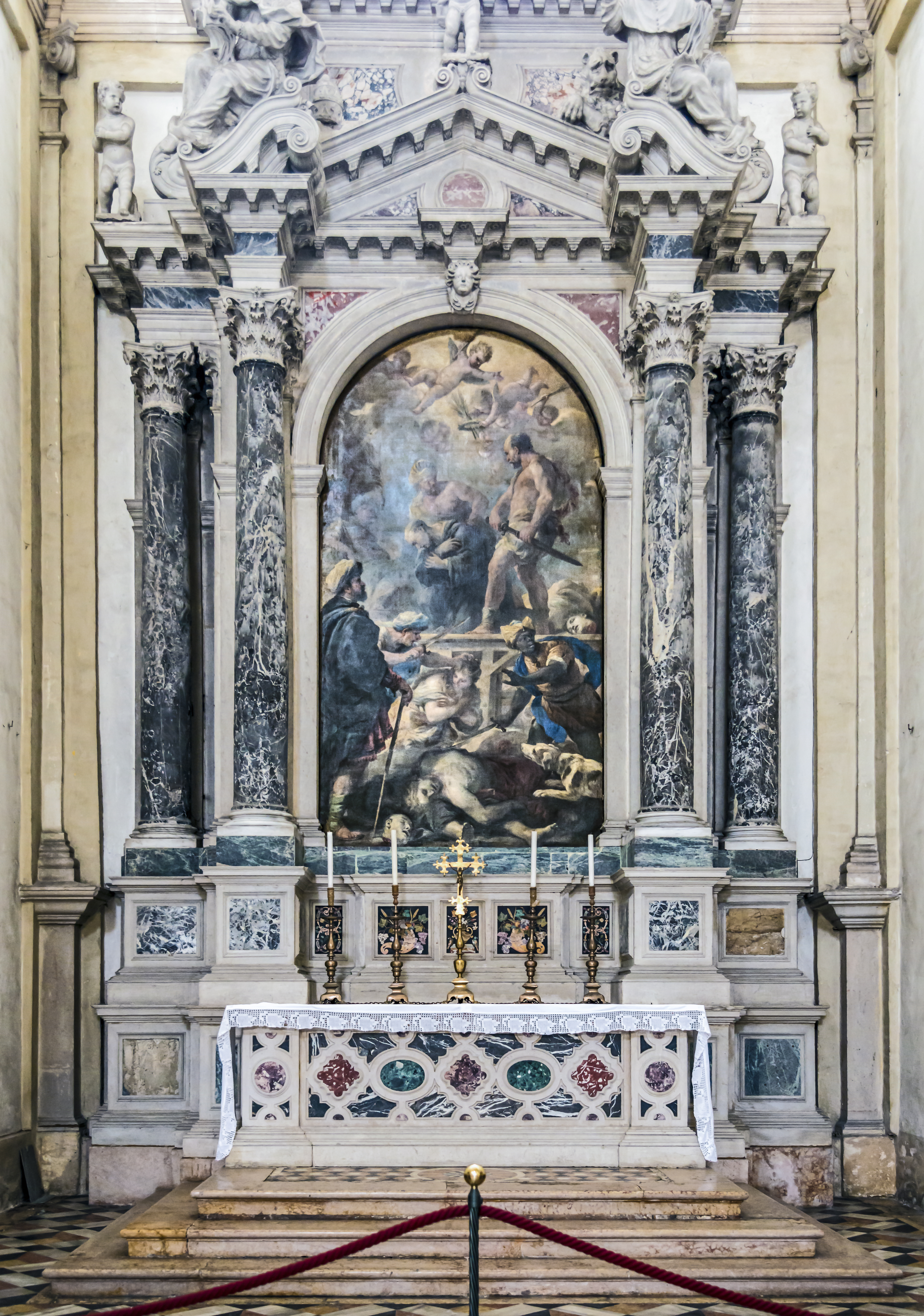
L'altare della cappella di san Placido martire.
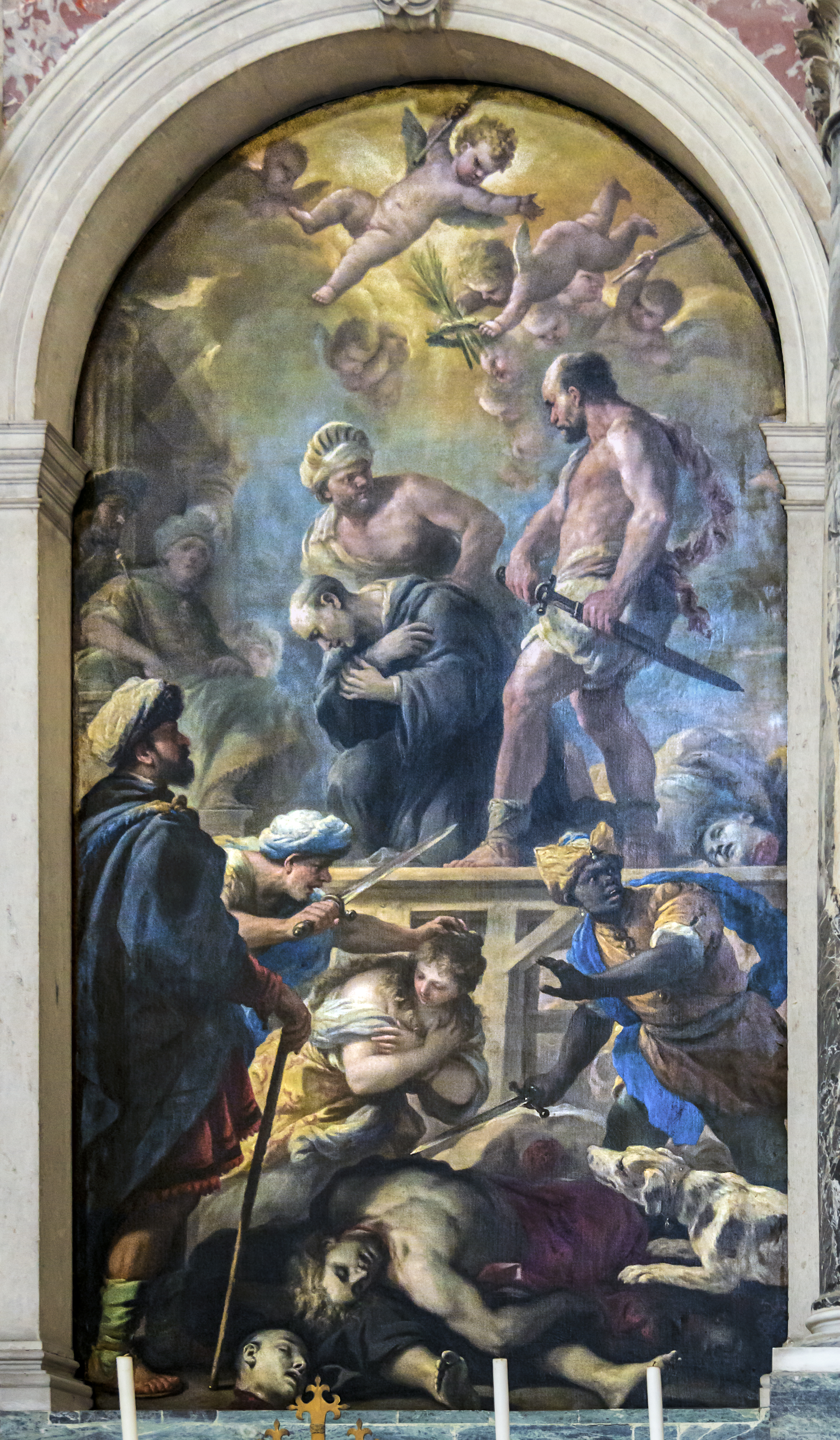
Luca Giordano, Il martirio di San Placido e dei suoi compagni.

#### Cappella di san Daniele Levita
L'architettura dell'altare di Alessandro Termignon è caratterizzata dall'uso del marmo rosso di Francia e del marmo di Carrara, colori della città di Padova di cui san Daniele è protettore; la pala (1677) di Antonio Zanchi ne raffigura il martirio. Il paliotto è lavoro dei Corbarelli.

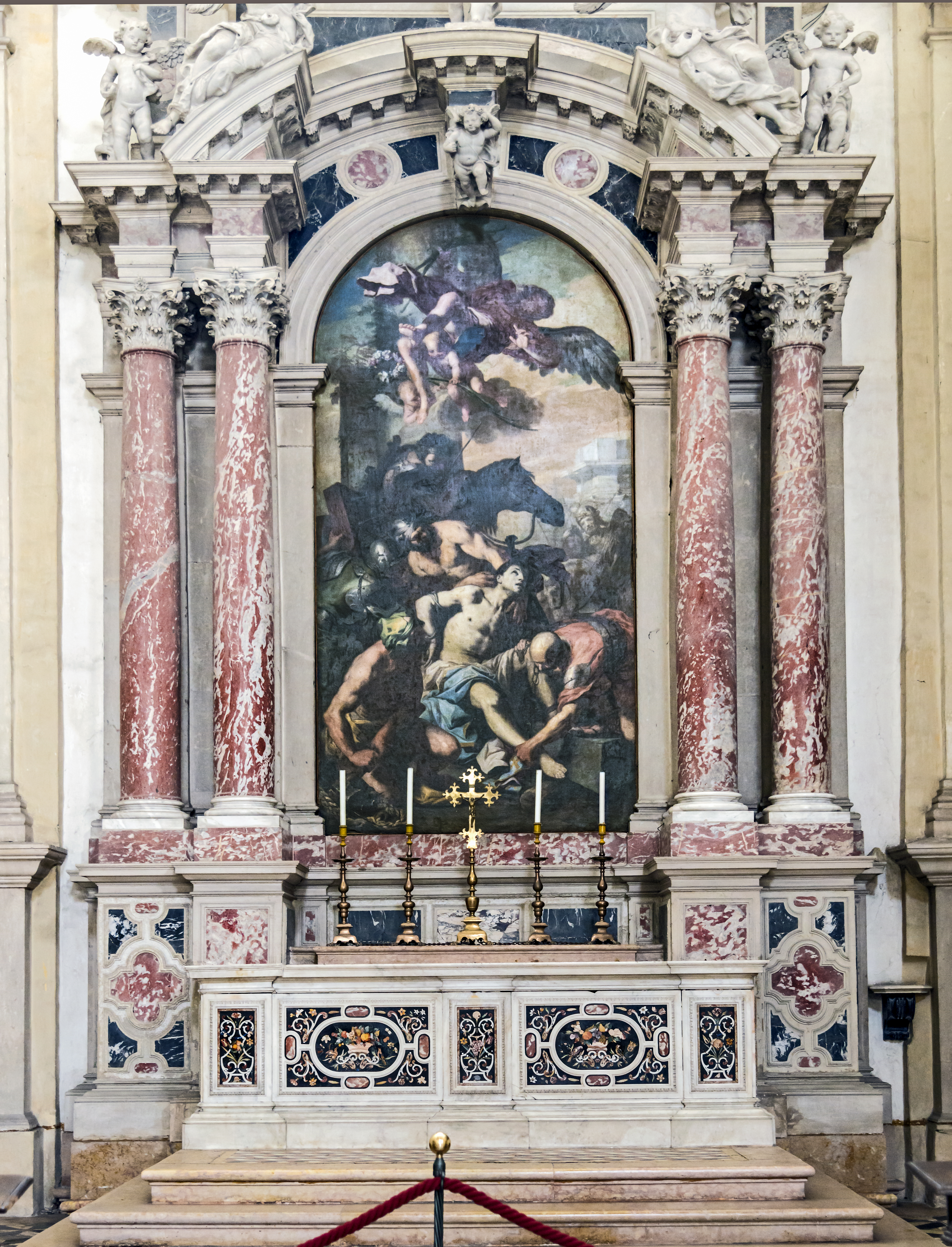
Cappella di san Daniele Levita
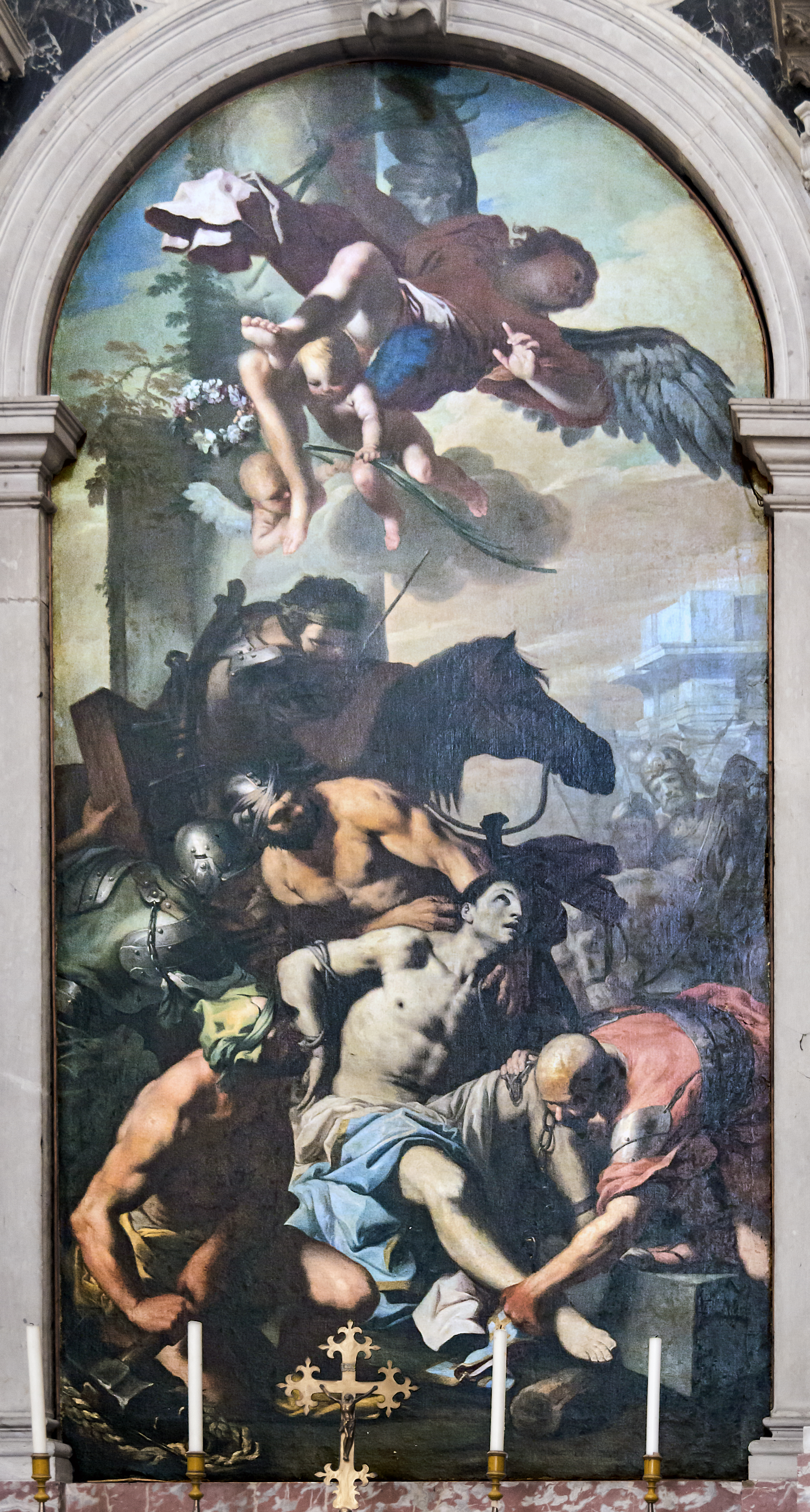
Martirio di san Daniele di Antonio Zanchi

#### Cappella di san Gregorio Papa
Lo splendido altare con architettura innalzata con marmo verde d'Africa e bianco di Carrara ospita la pala di Sebastiano Ricci San Gregorio Papa invoca la Vergine per la cessazione della peste a Roma: splendida tela compiuta all'inizio del Settecento è caratterizzata dal sontuoso cromatismo "trattata dall'autore con la sua solita freschezza, e con grande spirito". Il lavoro del Ricci sostituì una precedente tela di Carlo Cignani che "andò a male".

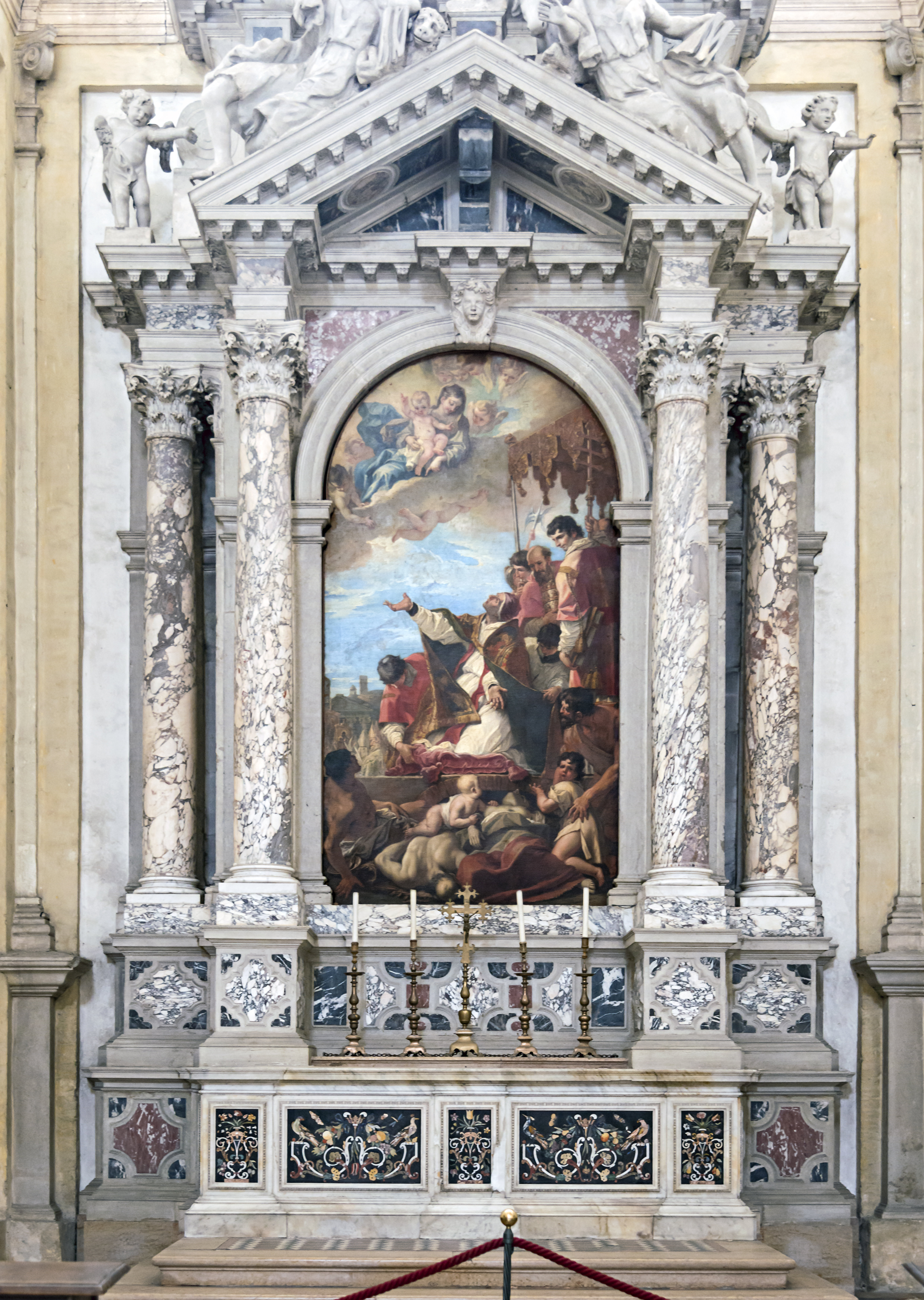
Cappella di san Gregorio Papa
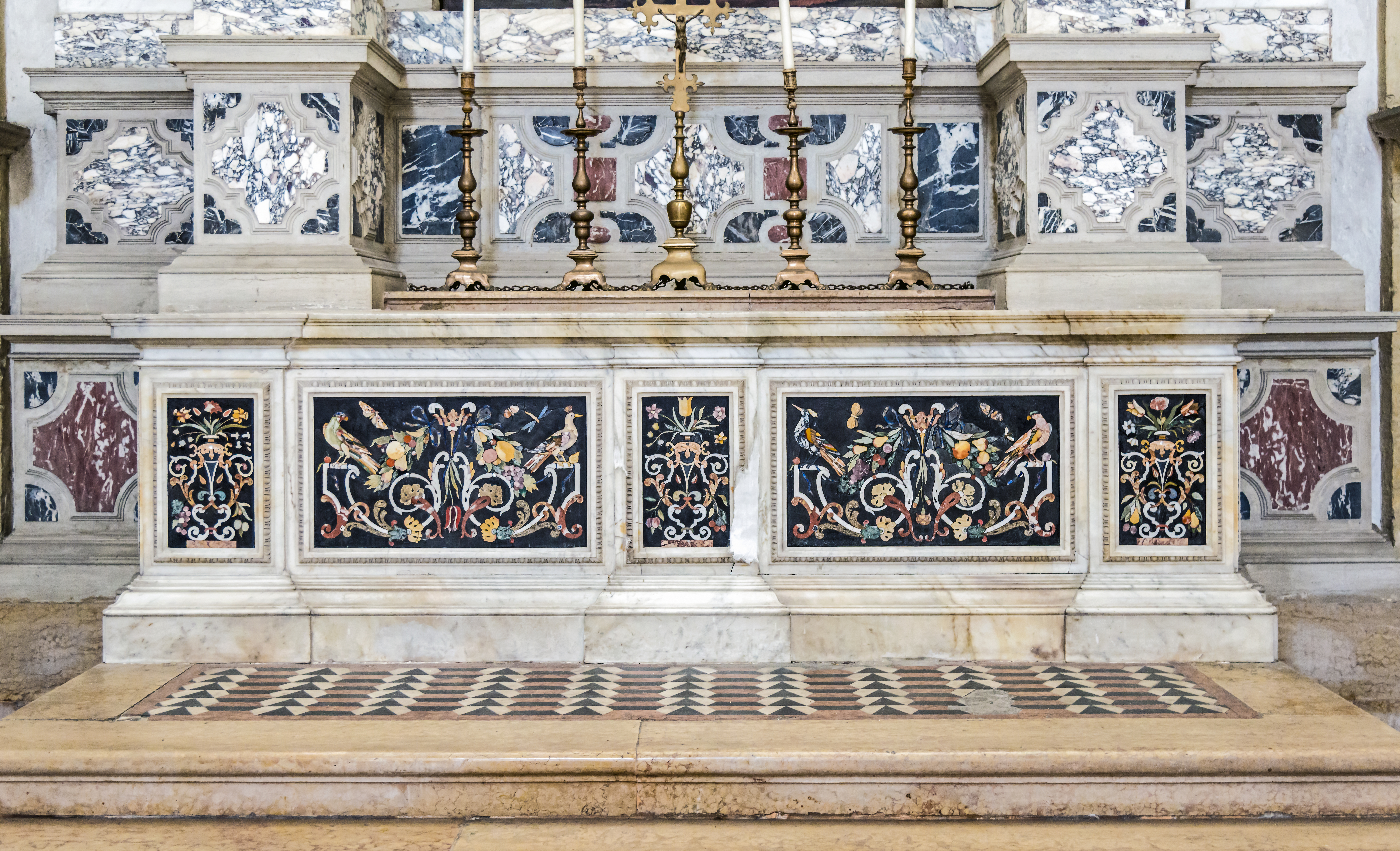
Altare in pietre policrome nello stile della famiglia Corbarelli
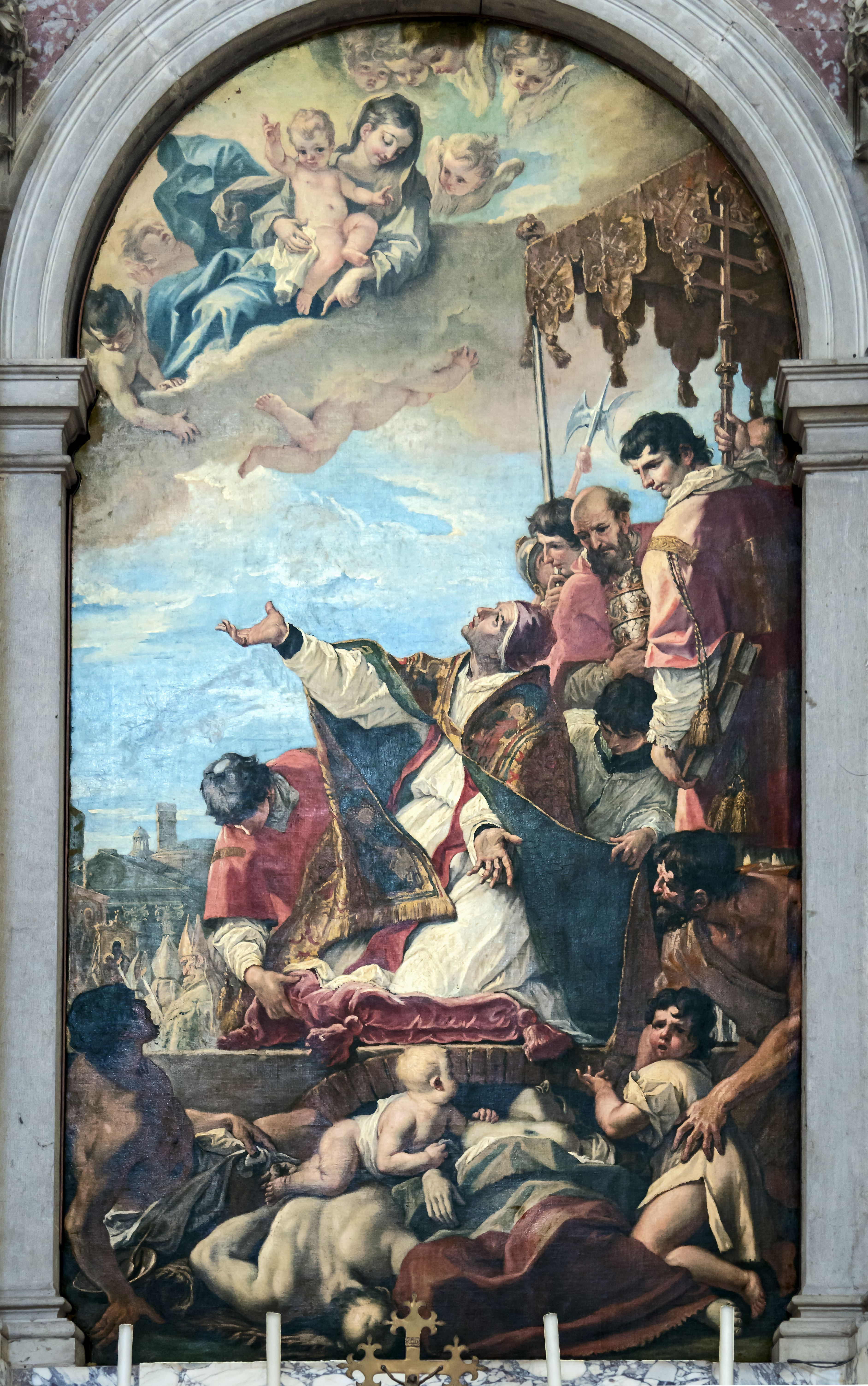
San Gregorio Magno intercede presso la Madonna di Sebastiano Ricci

#### Cappella di san Giacomo Minore
L'altare composto da marmo greco mostra la pala di Carlo Caliari Il martirio di san Giacomo Minore. Il prospetto della mensa è decorato con marmi a paragone alla maniera dei Corbarelli.

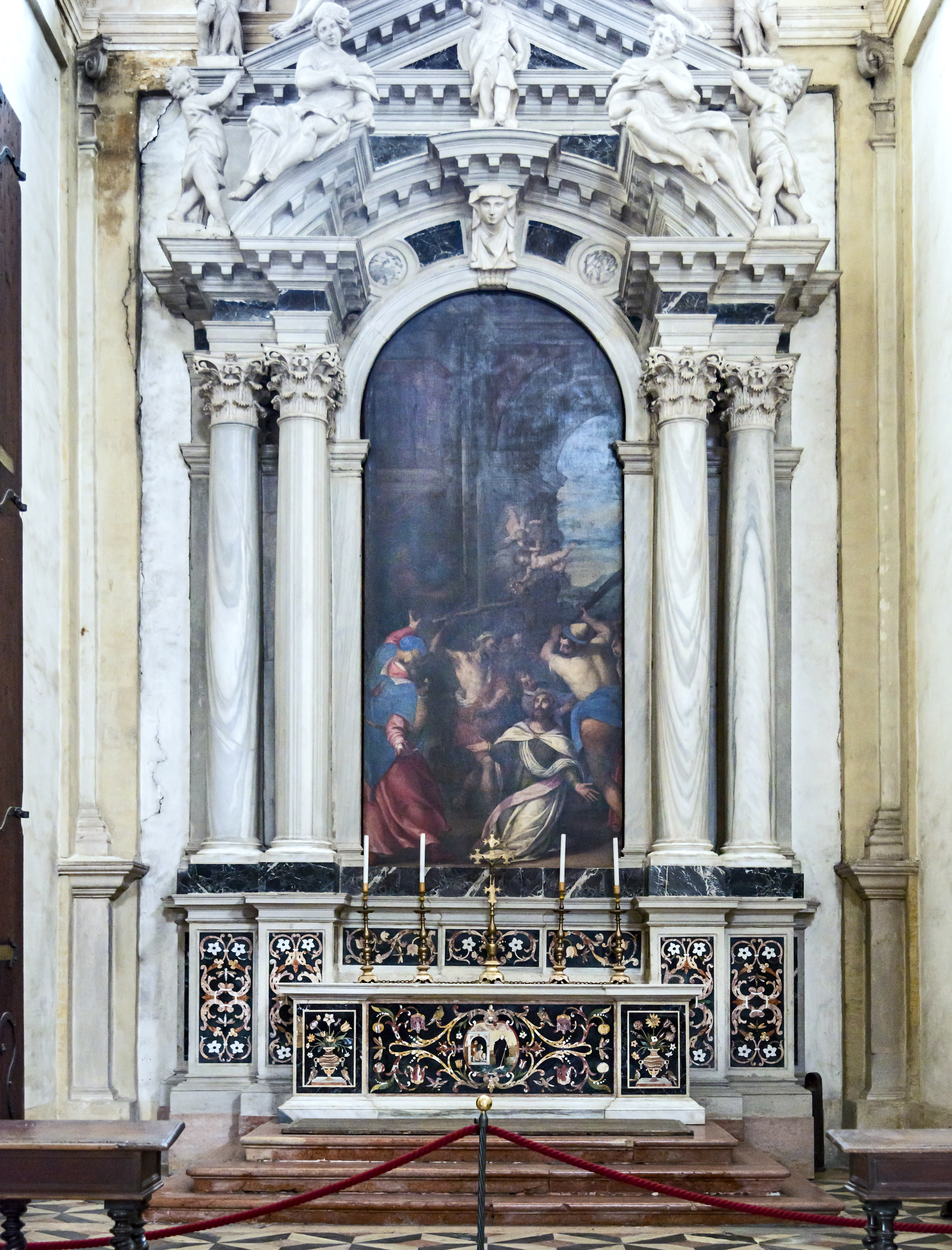
Cappella di san Giacomo Minore
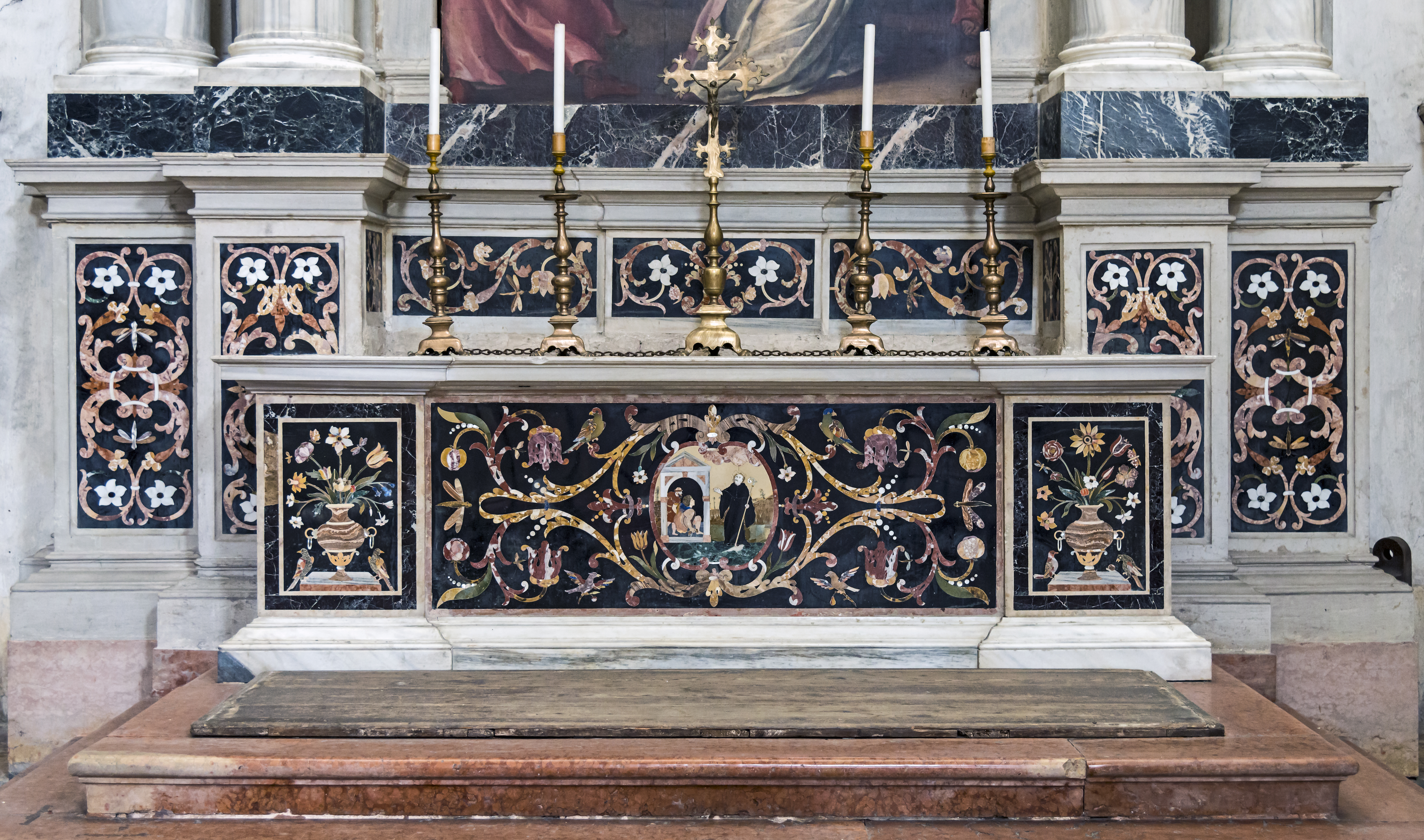
Altare di marmi a paragone alla maniera dei Corbarelli
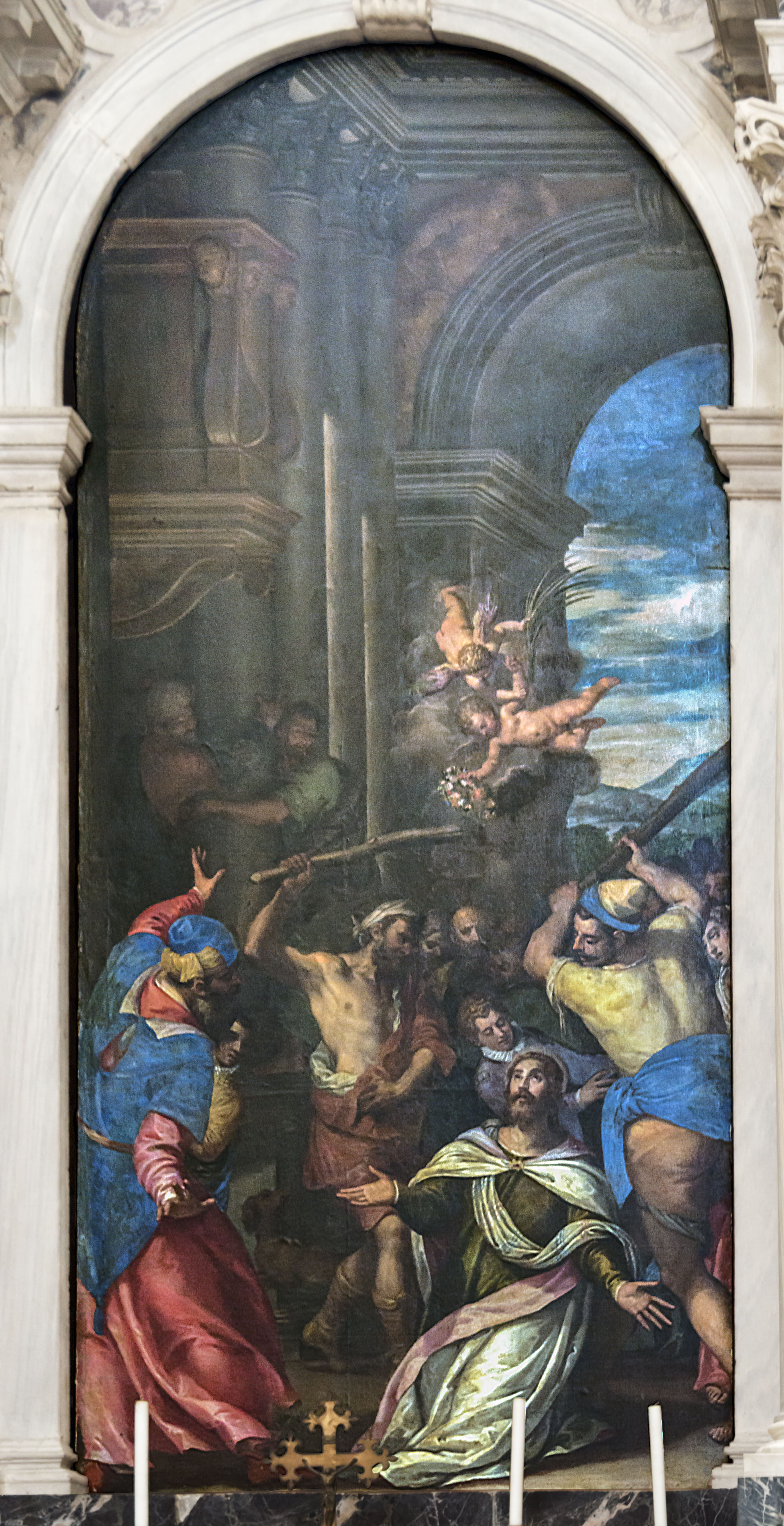
Il martirio di san Giacomo Minore di Carlo Caliari

### Parte destra (dal presbiterio)

#### Cappella della Pietà
La cappella è il capolavoro di Filippo Parodi che la compì entro il 1689. L'artista genovese si occupò del progetto architettonico, decorativo e scultoreo, definendo così uno spazio carico di pathos, che ruota attorno allo straordinario gruppo scultoreo della Pietà. Tutta l'architettura della cappella è elegantemente ricoperta di marmi a contrasto con la volta, adornata da una turba angelica plasmata a stucco. Al centro sta l'altare, la cui severa mensa in marmo bianco di Carrara e bronzo - ad evocare i sepolcreti d'età classica - è attorniata da una bassa ancona su cui è posta la Pietà e distaccate, ma dialoganti, due statue raffiguranti san Giovanni e la Maddalena. La rigidità dell'architettura contrasta con il movimento del gruppo sull'altare pensato come un Golgota colpito da una folata di vento. La Vergine scopre il corpo del Cristo morto tra un virtuosismo dei panneggi reso in maniera magistrale dal Parodi. Un putto mostra gli strumenti della Passione. San Giovanni dialoga con lo spettatore mostrando con gesto maestoso la tragica scena, mentre la Maddalena contempla rapita la magnifica mano perforata di Gesù. Sopra, domina la croce avvolta dalle stoffe usate per la calata del corpo del Redentore. La carica emozionale del gruppo, di chiara derivazione berniniana, è accentuata dalla luce calda che penetra dal grande oculo aperto sempre su progetto di Filippo Parodi. Lo spettatore che percorre la navata ed il transetto sinistro non può che rimanere colpito dalla preziosità e dal calore cromatico sprigionato dalla cappella della Pietà.

#### Cappella di san Massimo Vescovo di Padova
L'altare ospita l'arca contenente i resti del secondo vescovo di Padova, san Massimo. Il gruppo sopra l'arca è gli angioli che reggono le insegne vescovili con il san Giacomo sono lavoro di Michele Fabris (1681), mentre il solo san Bartolomeo è frutto dello scalpello di Bernardo Falcone (1682). Il paliotto è preziosissima opera dei Corbarelli, rifinito con preziosi e madreperla. L'architettura generale è di Alessandro Tremignon.
Sul retro dell'altare sono visibili i lacerti della precedente arca (1562) che contenevano le ceneri del santo, opera di Marcantonio de Surdis.
La porta monumentale della fine del XVI secolo posta sul lato sinistro dà accesso al cosiddetto Corridoio della Messe, collegamento tra il coro nuovo, il coro vecchio e la sacrestia sopra vi si apre un oculo. Sopra la modanatura è posta la raffigurazione allegorica del Pie pellicane.

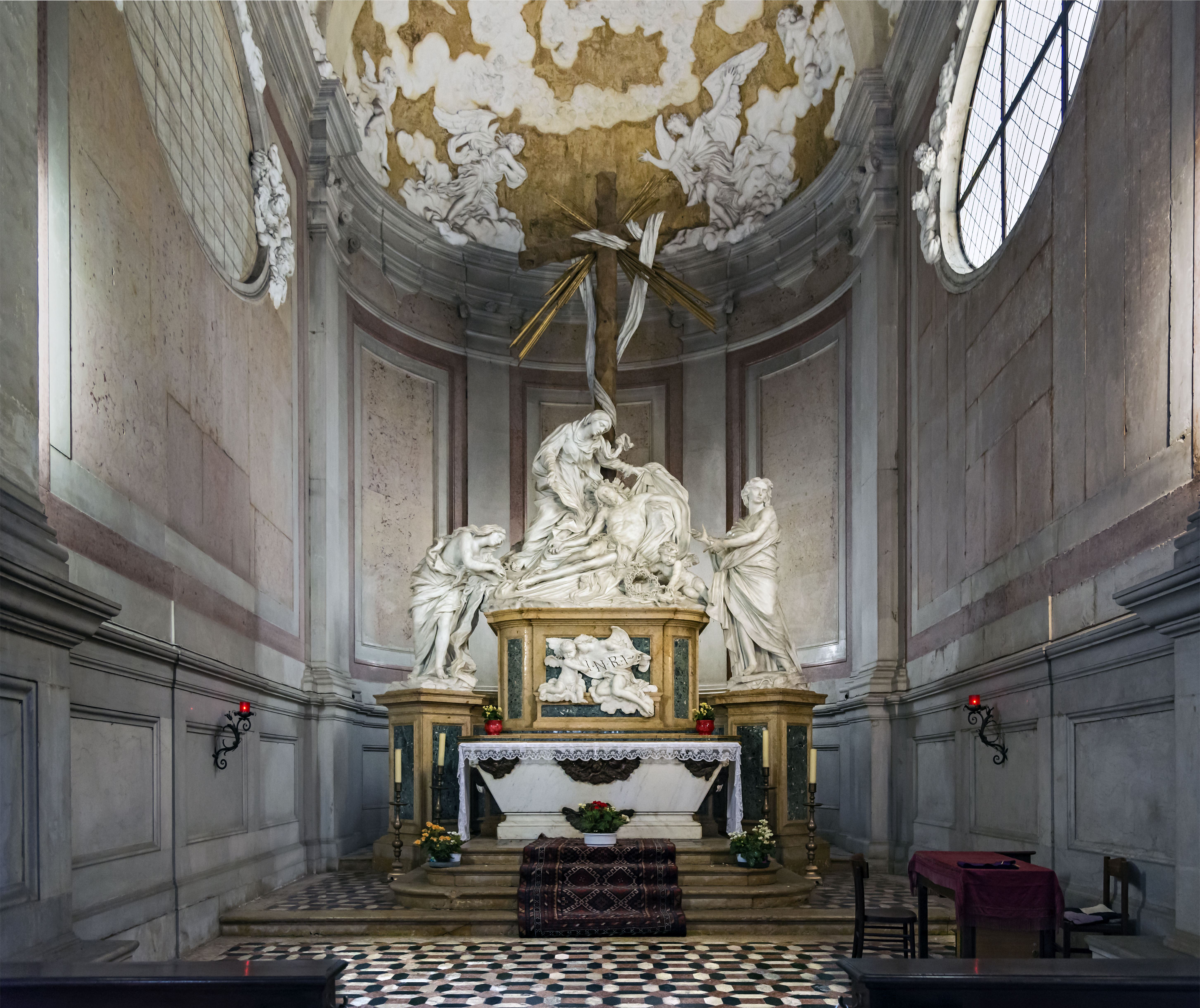
La cappella della Pietà
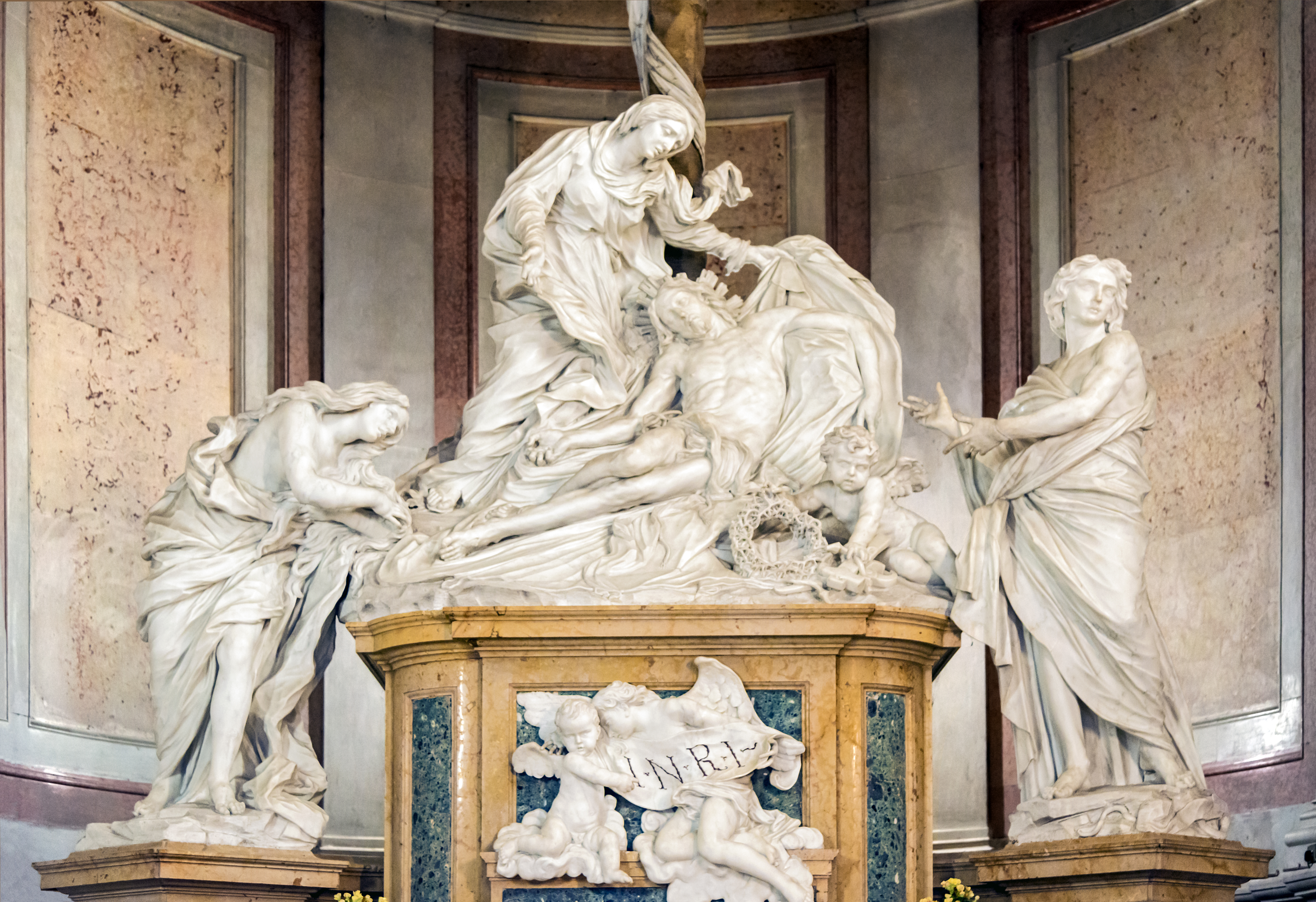
Pietà di Filippo Parodi
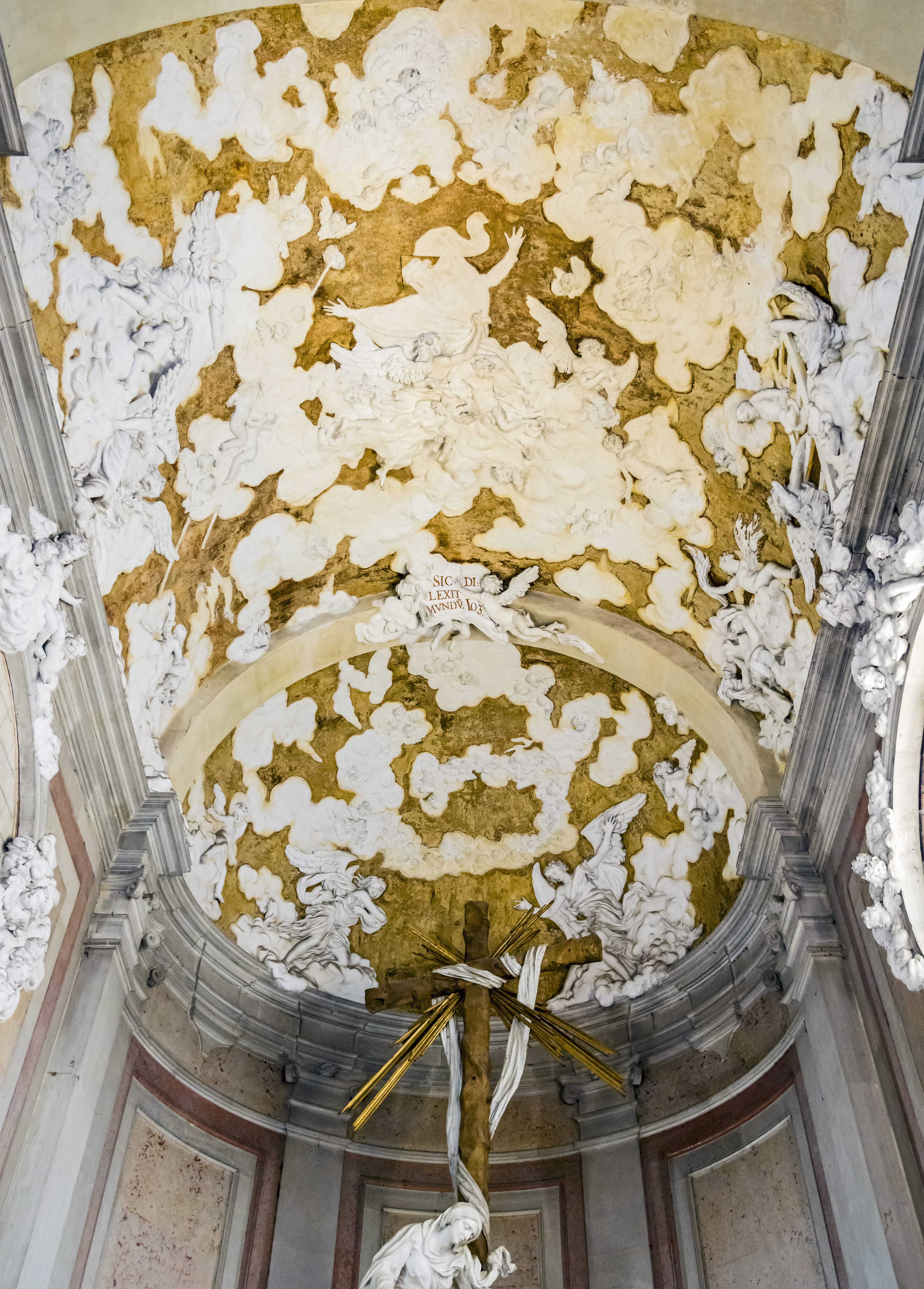
Soffitto
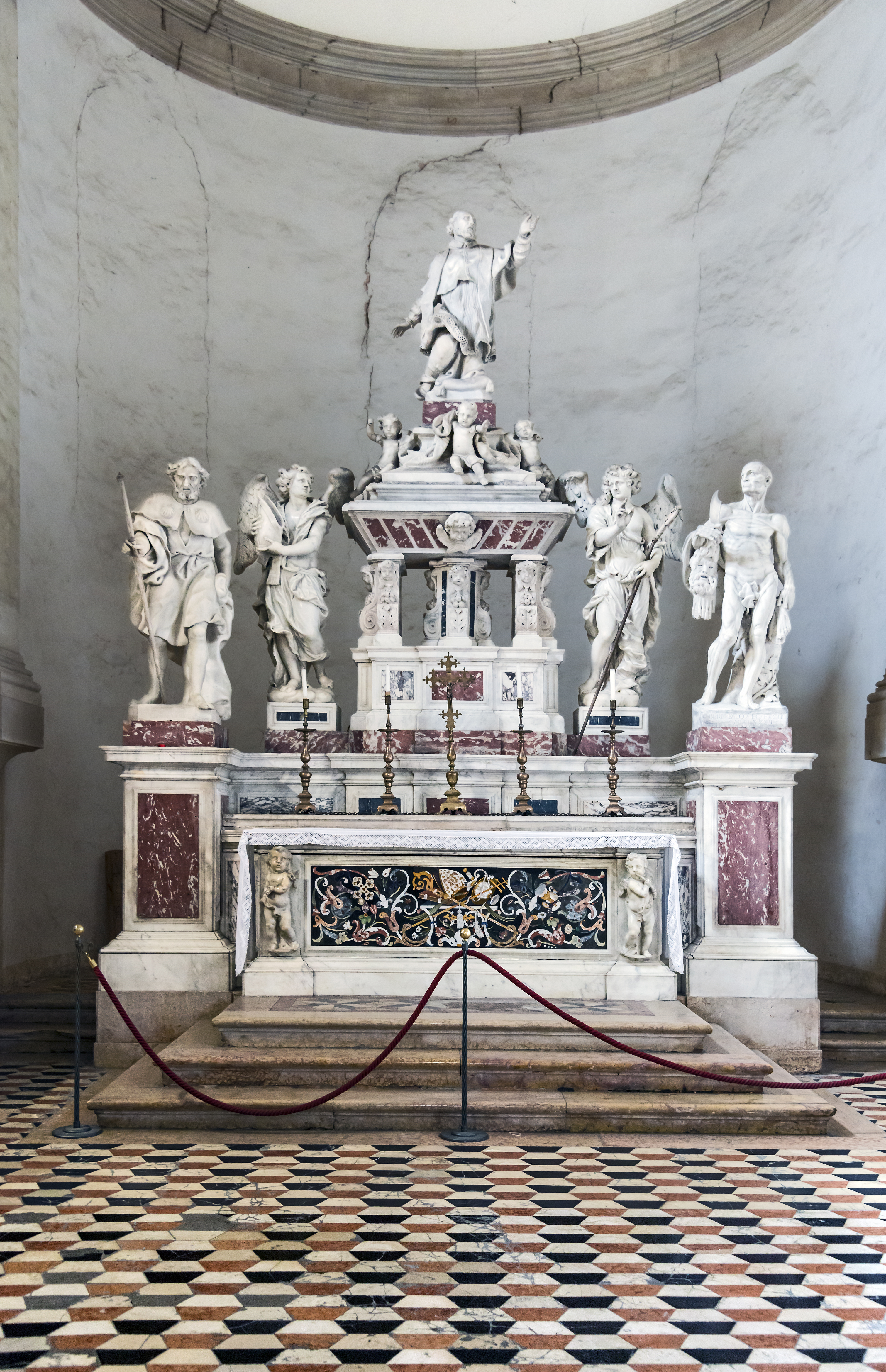
La cappella di san Massimo di Padova

#### Transetto destro e arca di san Mattia Apostolo
Il grande spazio è dominato da due imponenti teleri: a destra La missione degli Apostoli (1631) di Battista Bissoni e I Santi Cosma e Damiano salvati dall'angelo (1718) di Antonio Balestra, quest'ultimo proveniente dalla chiesa della Misericordia. Sotto, confessionali ed un pulpito databili tra il XVI ed il XVII secolo.
Nell'imponente arca in marmo greco ed africano - con altare addossato - giace parte del corpo di san Mattia apostolo: ispirata alla più antica arca di san Luca che le è dirimpetto, fu compiuta nel 1562 da Giovanni Francesco de Surdis che scolpì i bassorilievi che l'adornano raffiguranti gli Apostoli.
Dietro all'arca si apre la porta che conduce al Corridoio dei Martiri. L'arcata quattrocentesca è decorata a rilievi di gusto rinascimentali forse frutto di artisti della cerchia di Bartolomeo Bellano.
Un piccolo tabernacolo d'alabastro con ricca grata in ferro battuto protegge una venerata rappresentazione mariana.

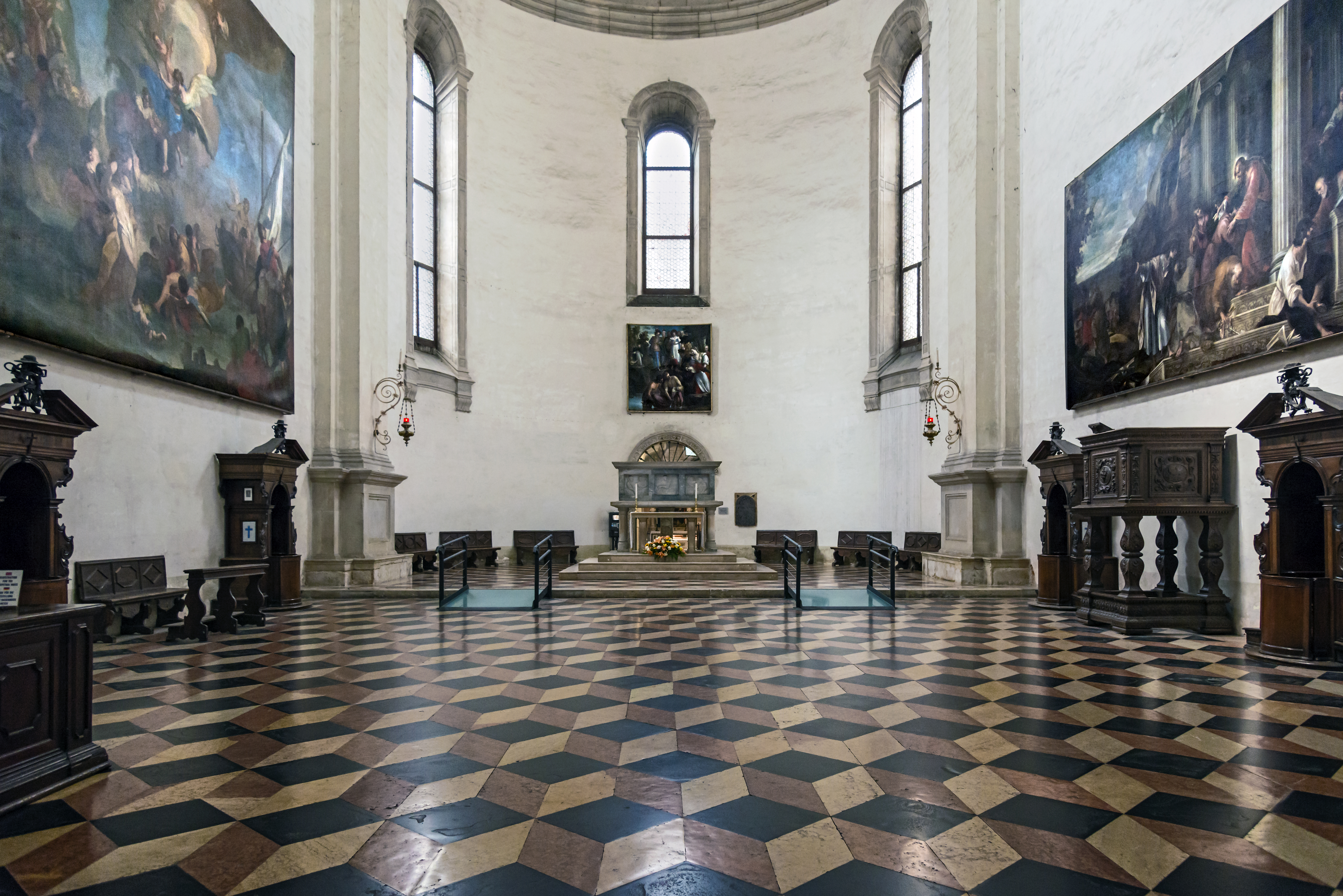
Capella di san Mattia Apostolo
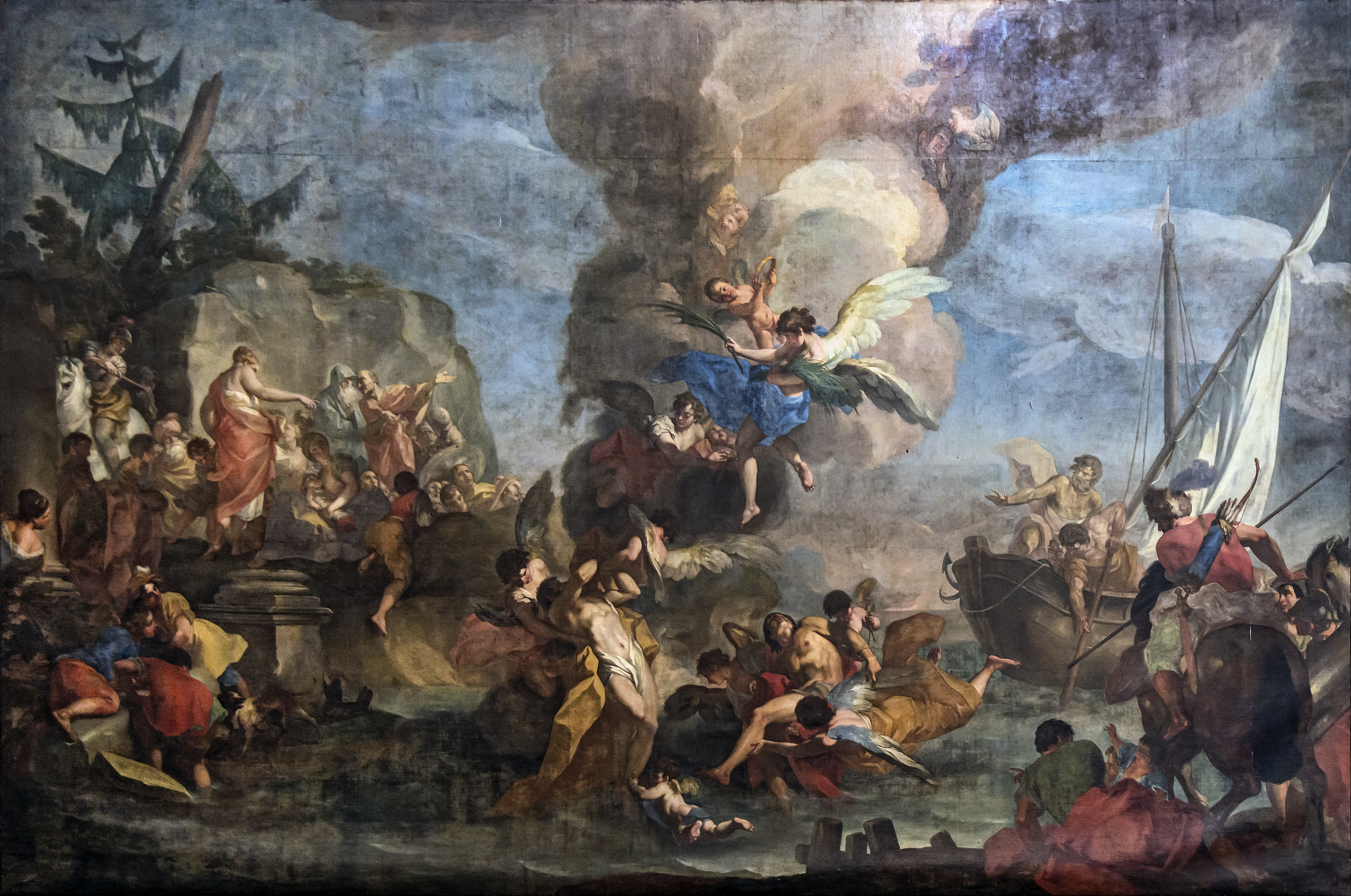
I Santi Cosma e Damiano salvati dall'angelo  Antonio Balestra
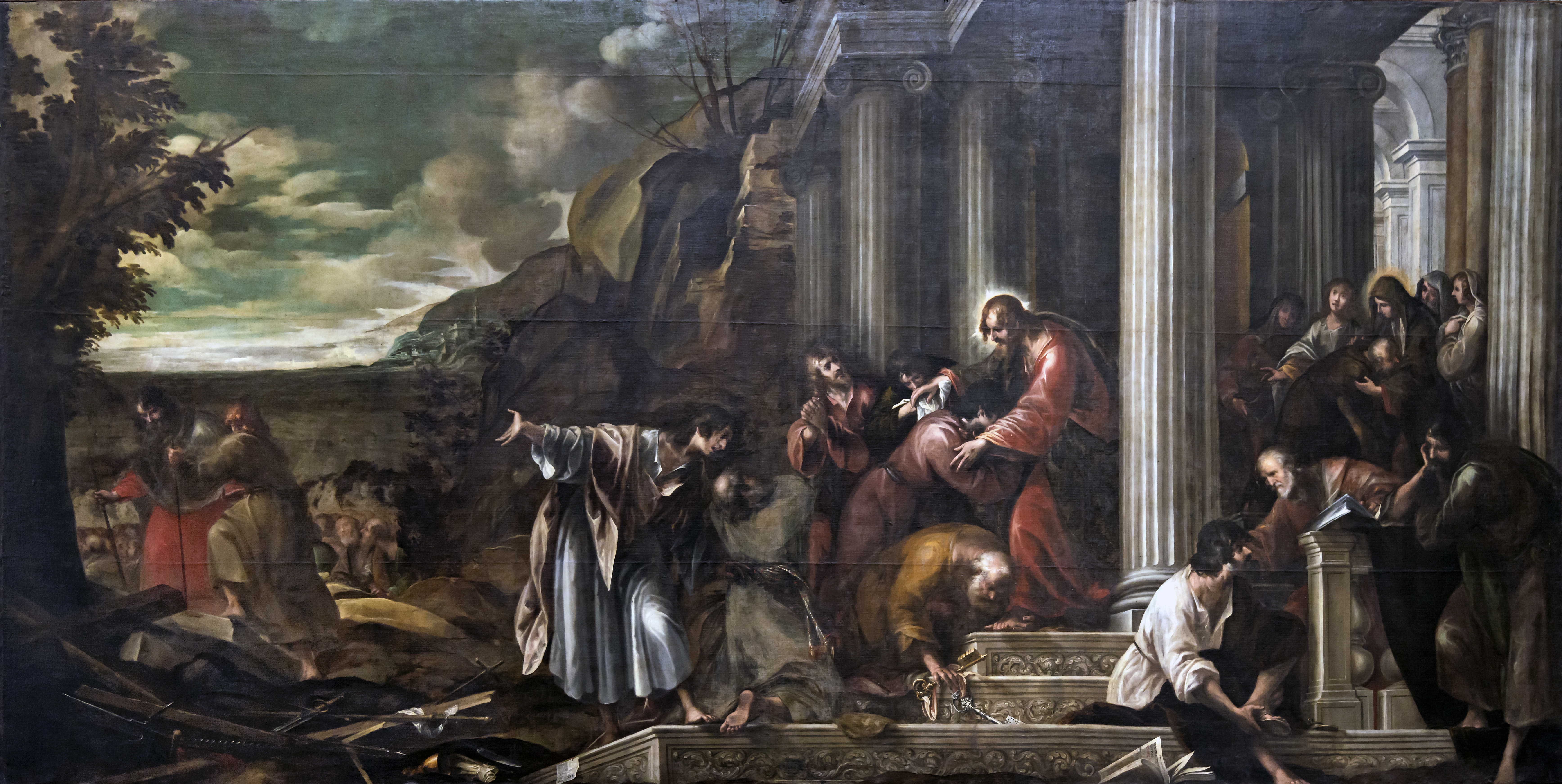
La missione degli Apostoli  (1631) Battista Bissoni
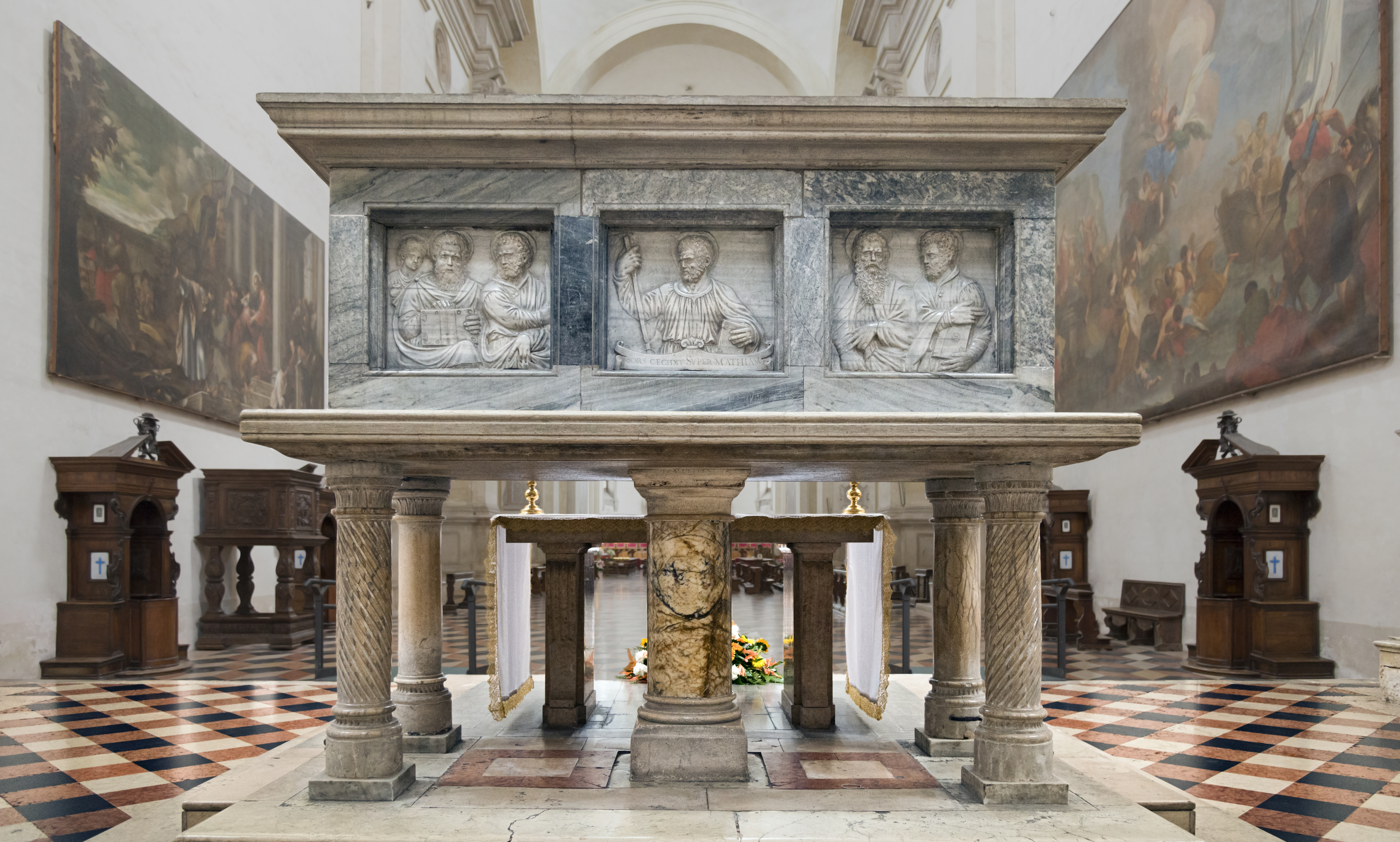
L'arca di san Mattia Apostolo.

#### Cappella di sant'Urio
L'arca posta in cima all'altare di Alessandro Tremignon (1682) contiene le spoglie di sant'Urio prete, custode della chiesa dei Santi Apostoli in Costantinopoli che salvò le reliquie di san Luca, san Mattia e l'icona raffigurante la Vergine dalla furia iconoclasta trasportando tutto sino a Patavium. La statua di sant'Urio, i magnifici angeli ed i santi Tommaso e Taddeo sono di Bernardo Falcone. Il prospetto della mensa è lavoro a rimesso dei Corbarelli.

#### Cappella dei santi Innocenti
La cappella verso gli anni '40 del Seicento fu utilizzata per la custodia del Santissimo Sacramento, in seguito venne costruito l'altare (1675) su disegno di Alessandro Tremignon con la teca per le reliquie dei santi Innocenti - i resti di tre vittime di Erode -. La Santa Rachele affranta è di Giovanni Comin (1690) mentre i due santi Giacomo il minore e Giovanni sono forse opera di Michele Fabris. Lo splendido angelo di sinistra è pure del Fabris mentre quello di destra è di Orazio Marinali. Prezioso il paliotto dei Corbarelli. Dietro l'altare si custodisce la vecchia arca di Giovanni Francesco de Surdis, lavoro in marmo greco del 1562, decorata da finissimi bassorilievi raffiguranti le storie della Natività.

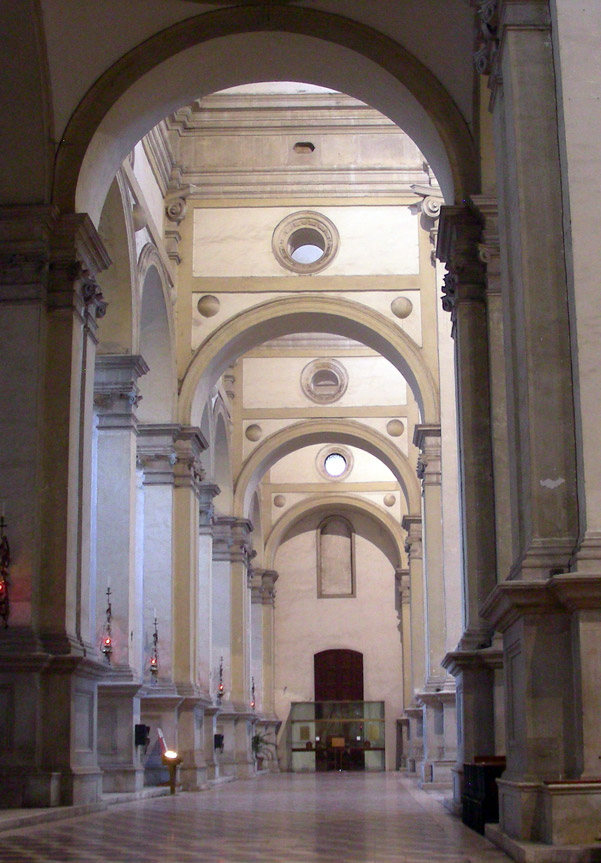
La navata destra e le cappelle
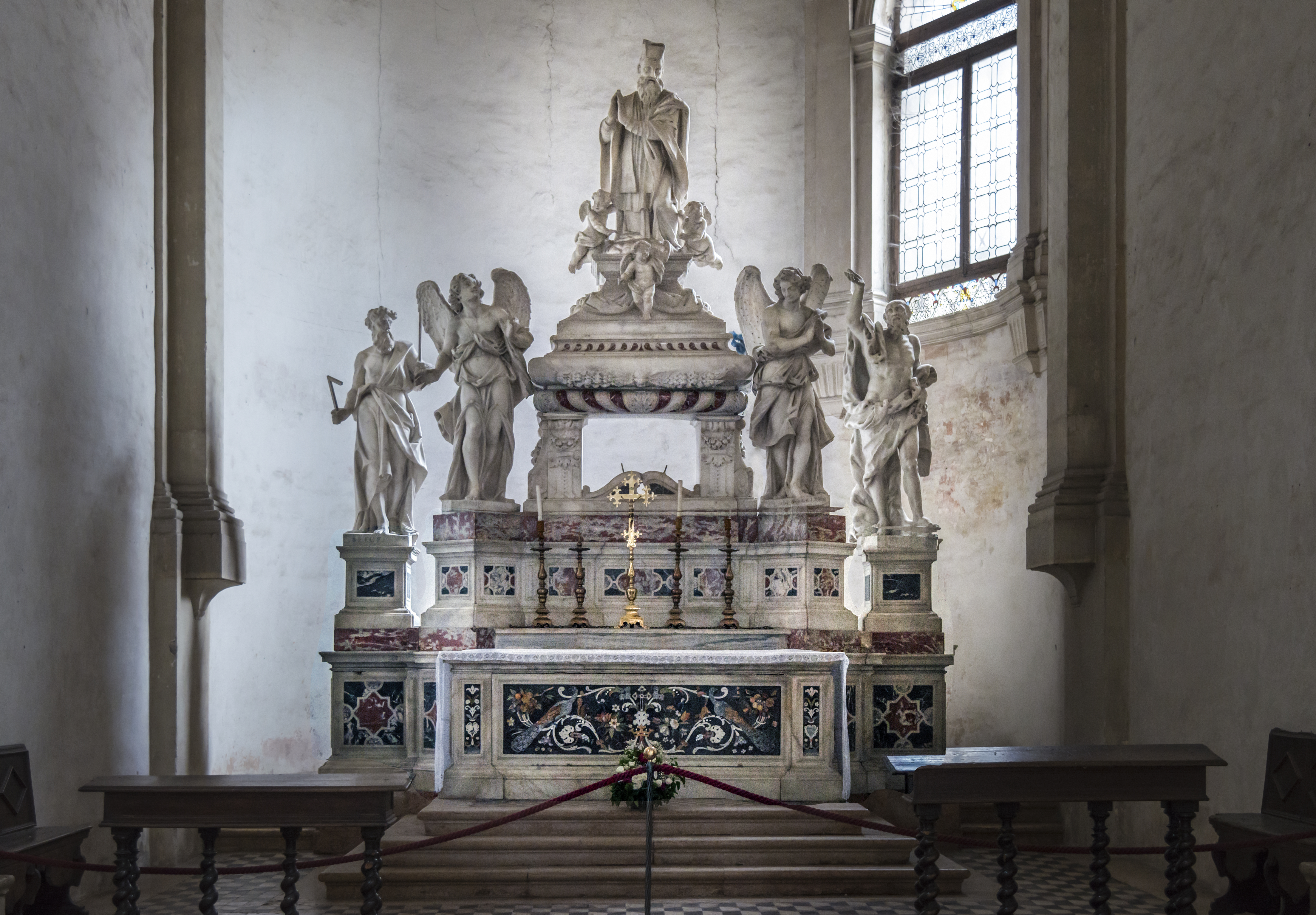
La cappella di sant'Urio
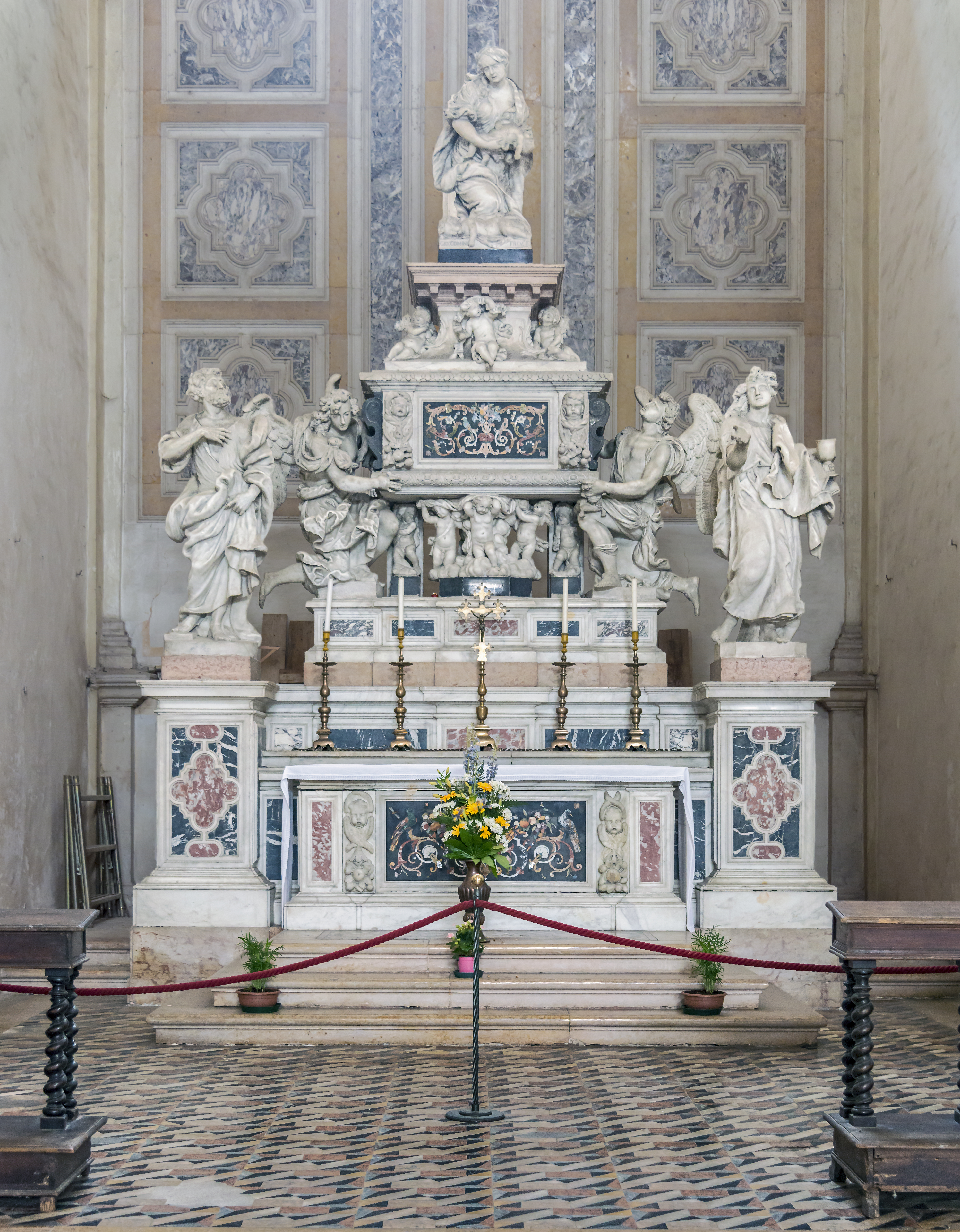
La cappella dei santi Innocenti

#### Cappella di san Benedetto Abate
La pala d'altare San Benedetto accoglie i San Placido e San Mauro è di Jacopo Palma il Giovane. L'architettura dell'ancona è mossa da marmo nero e bianco di Genova. La mensa è decorata finemente dai Corbarelli. Le pareti della cappella sono tutte decorate a stucco ed alcuni racemi inquadrano le due grandi tele del 1616: a destra San Benedetto riceve il re Totila a Montecassino di Giovanni Battista Maganza a sinistra San Benedetto consegna la regola agli ordini monastici e cavallereschi di Claudio Ridolfi.

#### Cappella di santa Scolastica
Le colonne che reggono l'ancona dell'altare sono di marmo di Salò. La pala Morte di santa Scolastica è di Luca Giordano (1674). Preziosa la decorazione marmorea della mensa. Architettura dell'altare di Alessandro Tremignon. 

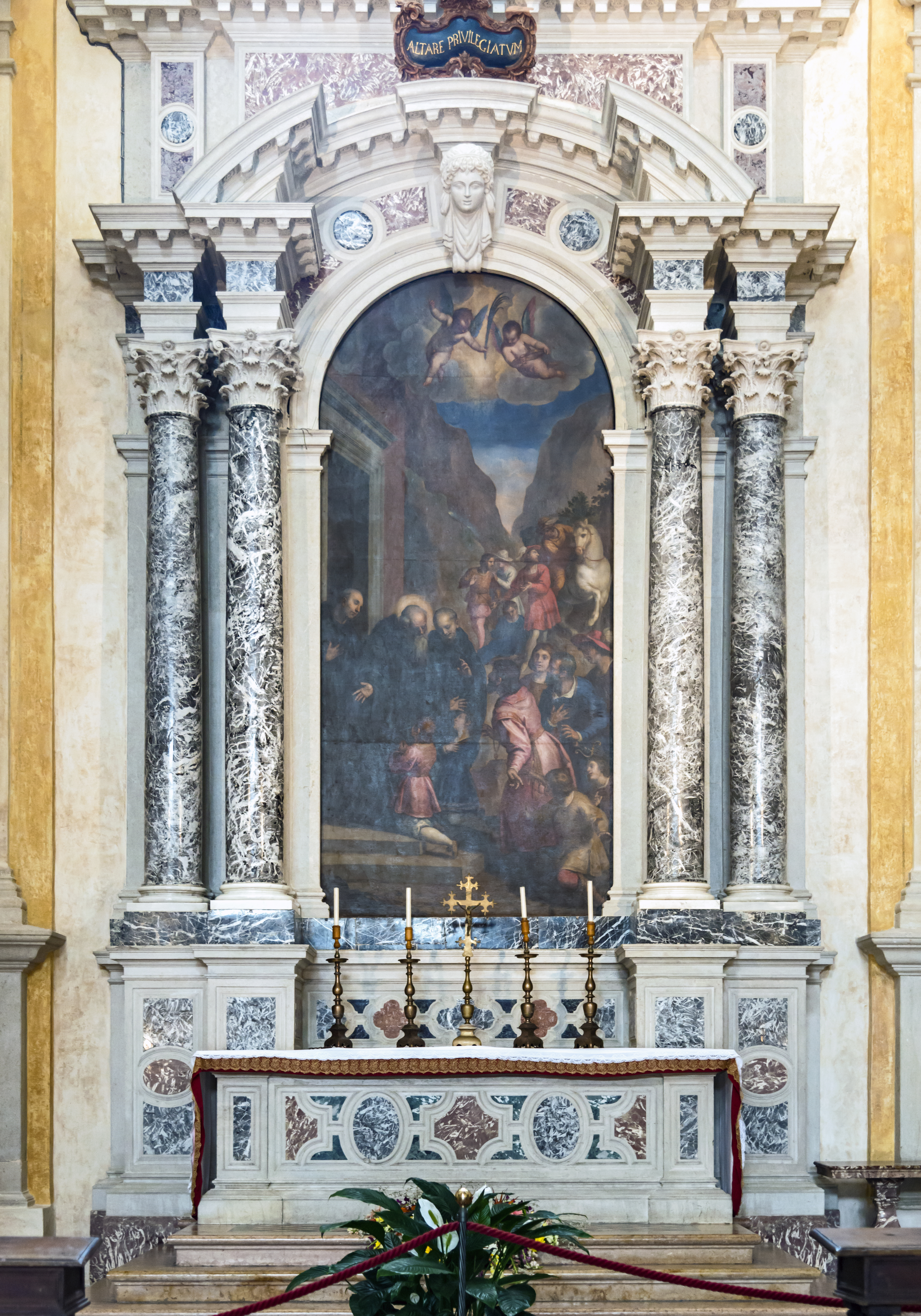
Cappella di san Benedetto Abate
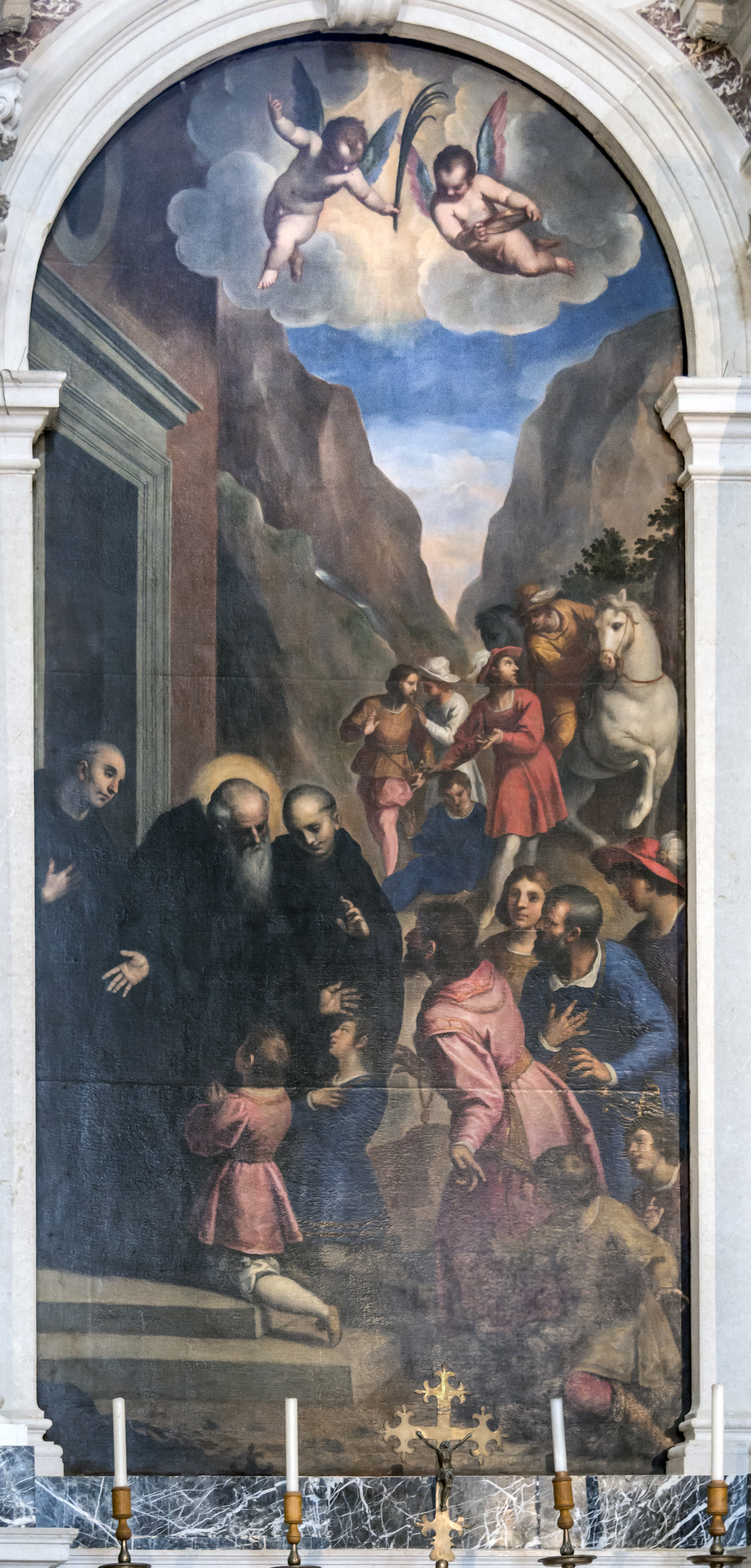
San Benedetto accoglie i San Placido e San Mauro
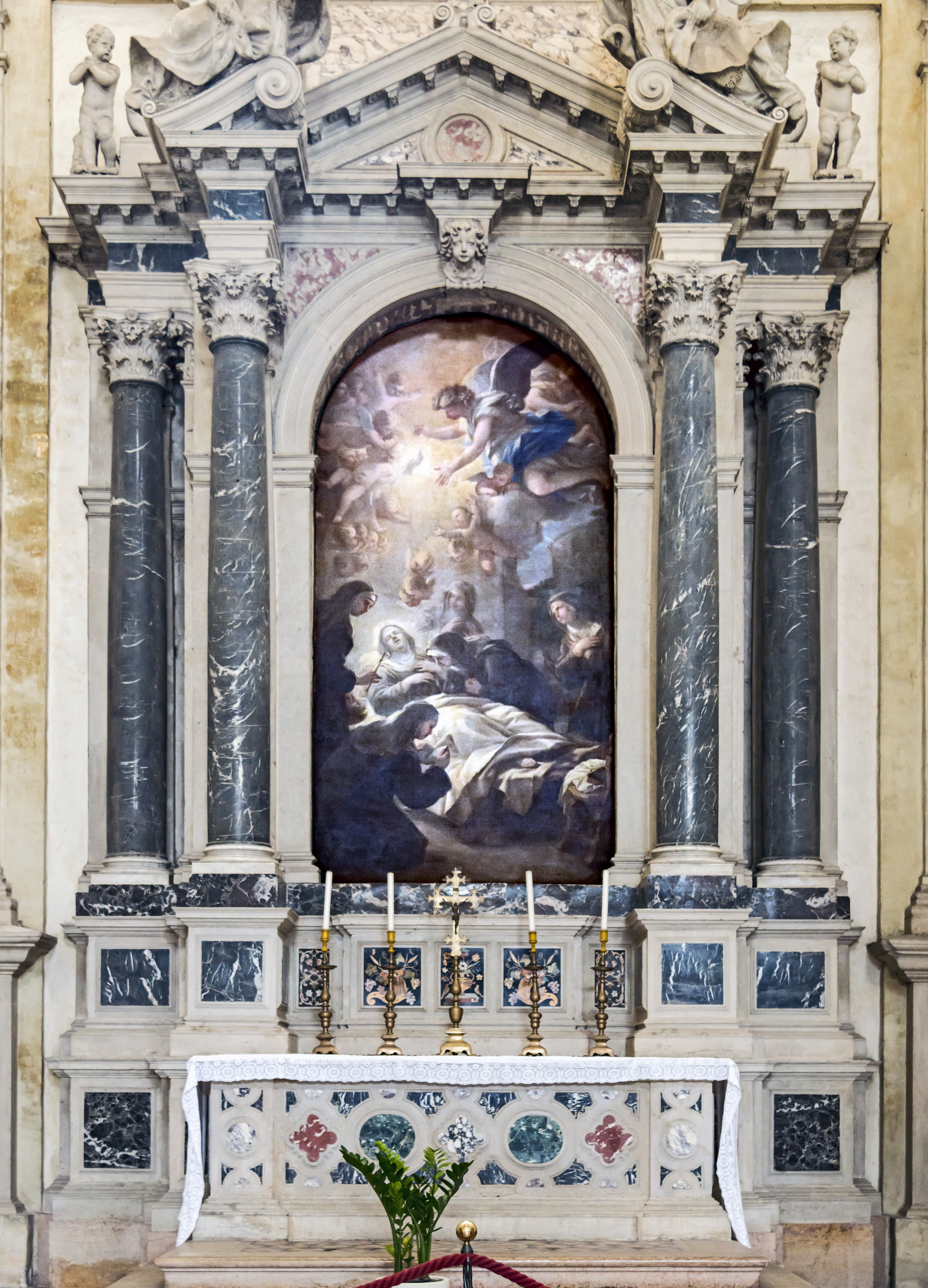
La cappella di santa Scolastica
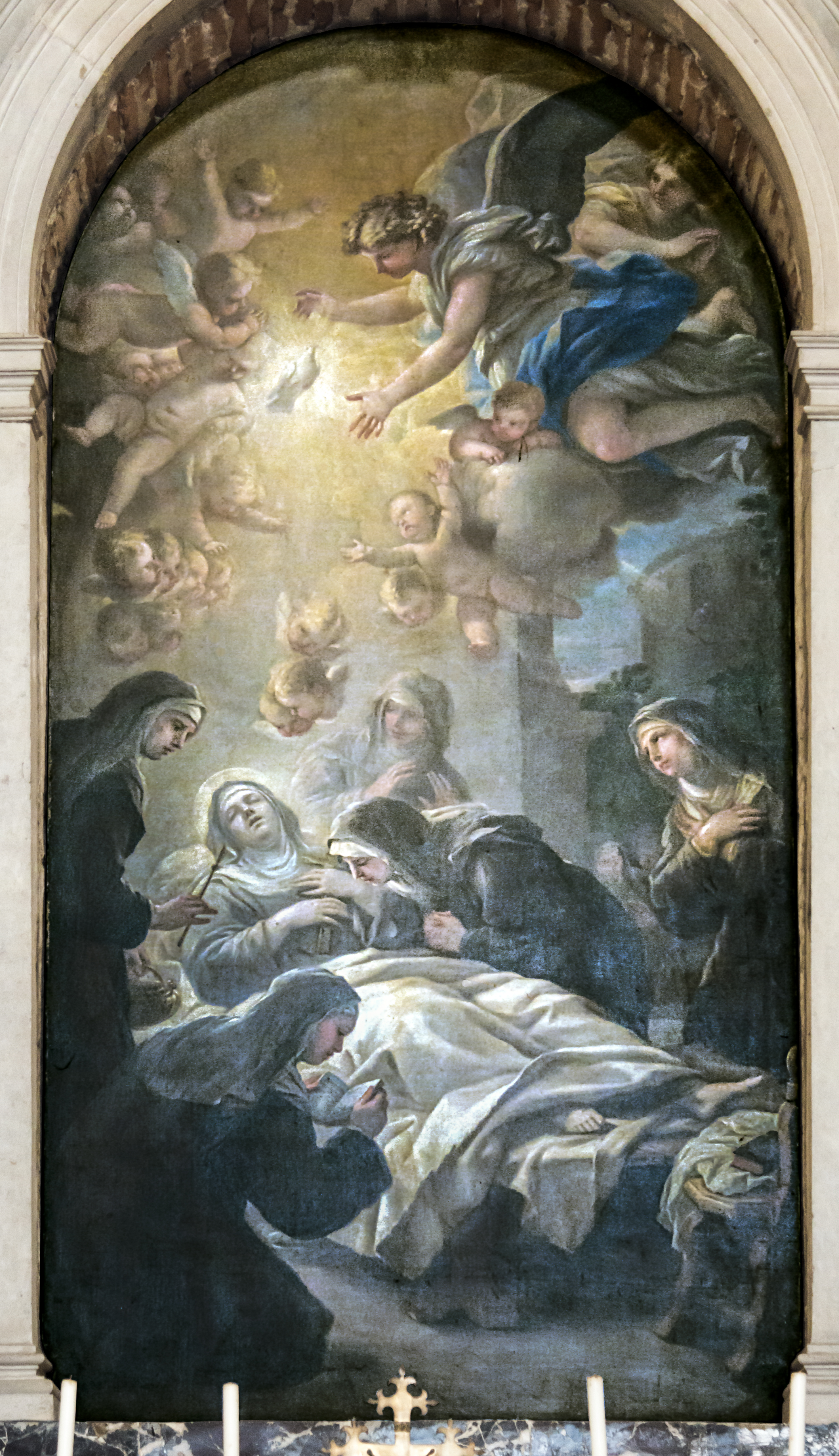
Morte di santa Scolastica di Luca Giordano

#### Cappella di san Gerardo Sagredo
Architettura dell'altare è di Alessandro Tremignon. La pala è opera (1674) di Johann Carl Loth e raffigura il martirio di san Gerardo Sagredo.

#### Cappella di santa Geltrude
L'altare è architettura di Alessandro Tremignon. La pala L'estasi di Santa Gertrude è lavoro di Pietro Liberi (1678-1679). Finissima la decorazione dei Corbarelli sui parapetti della mensa.

#### Cappella della Conversione di san Paolo
L'altare è probabile opera di Giuseppe Sardi. La pala è forse lavoro di Paolo Veronese in collaborazione con gli allievi, la pala accolta dall'ancona raffigura la conversione di San Paolo. Sulla parete sinistra una tela lunettata raffigura lo stesso soggetto, opera questa di Gaspare Diziani e proveniente dalla scomparsa chiesa delle Terese.

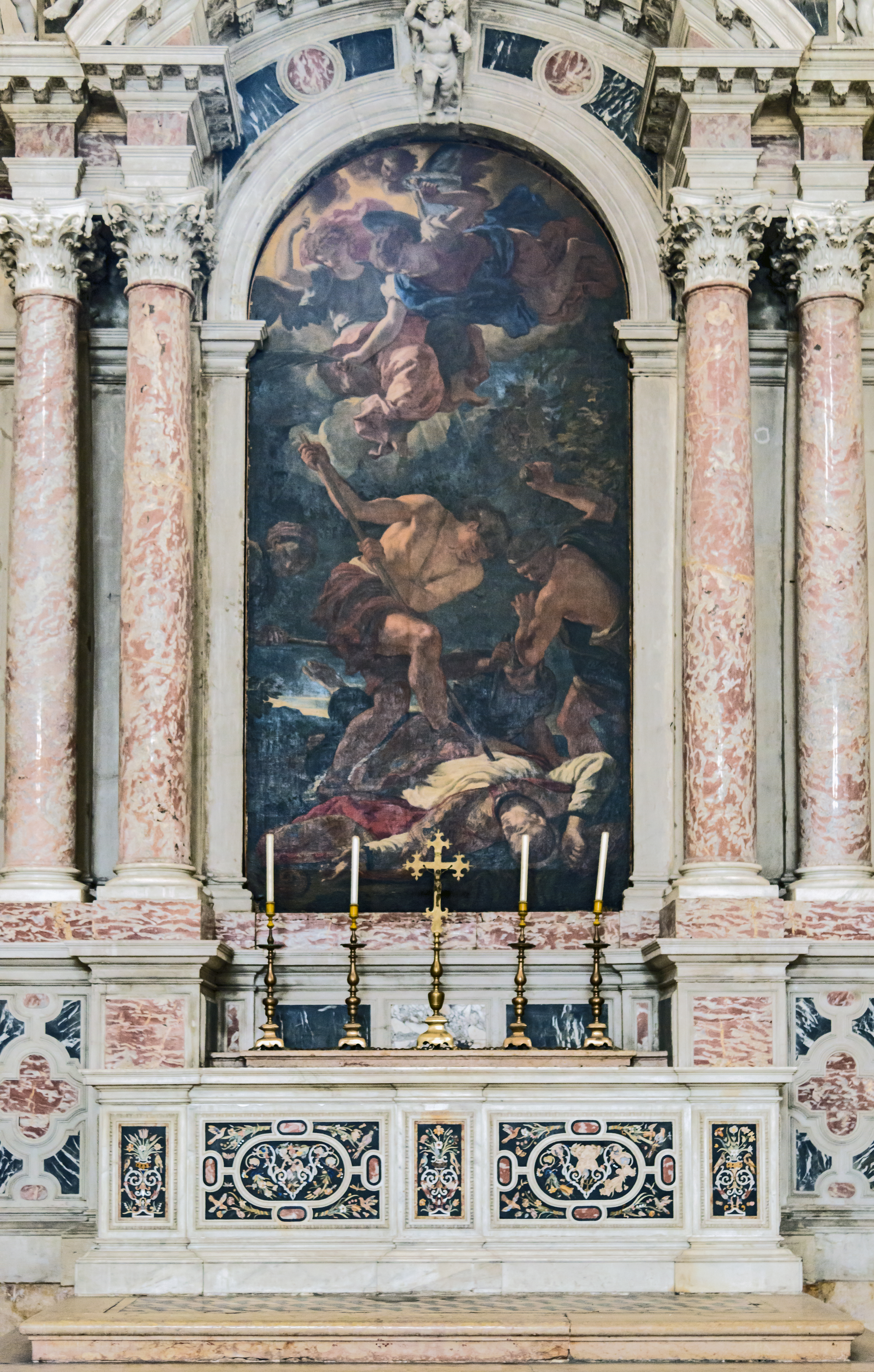
Cappella di San Gerardo Sagredo
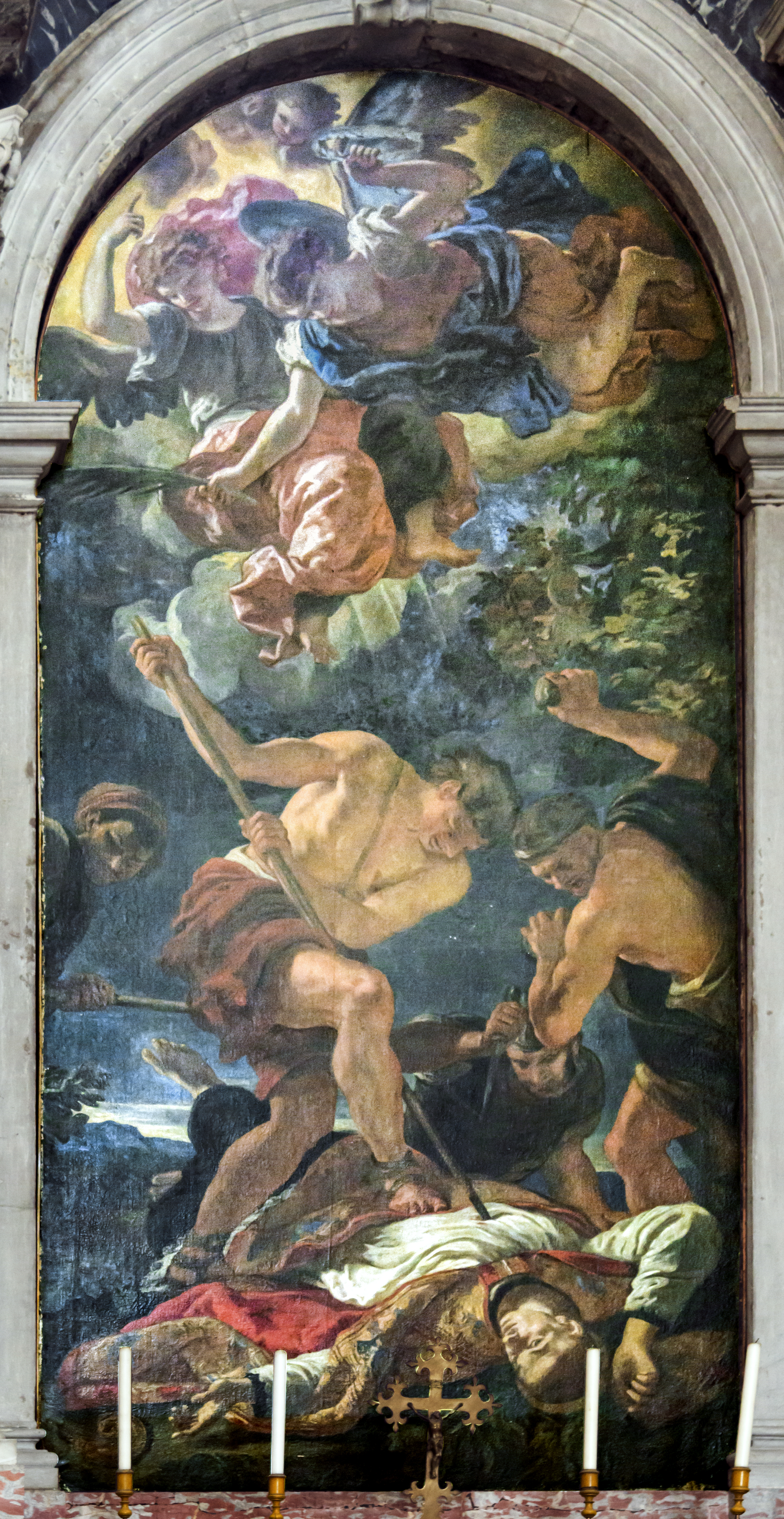
Martirio di san Gerardo Sagredo di Carlo Loth
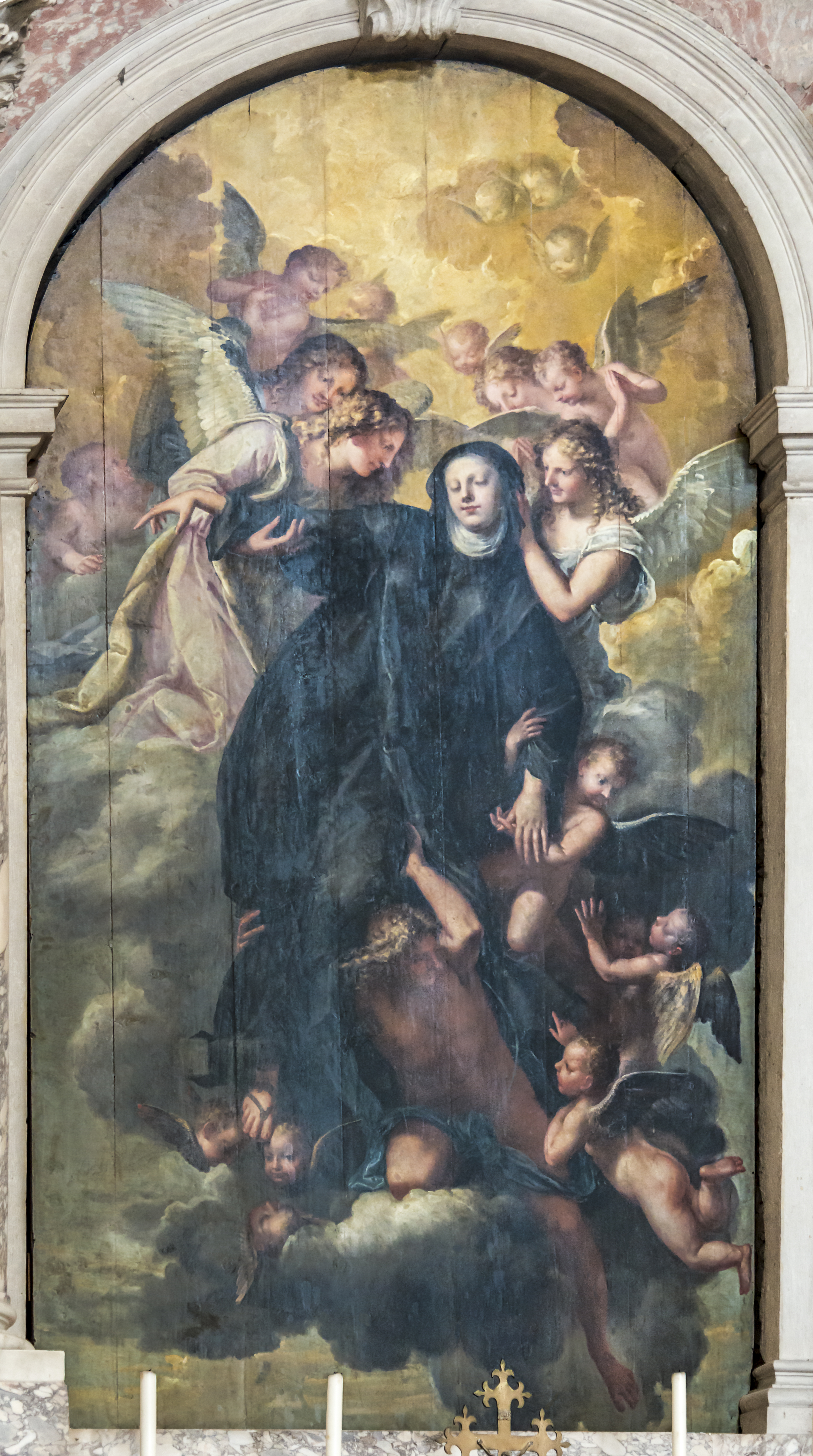
Pietro Liberi, L'estasi di Santa Gertrude.
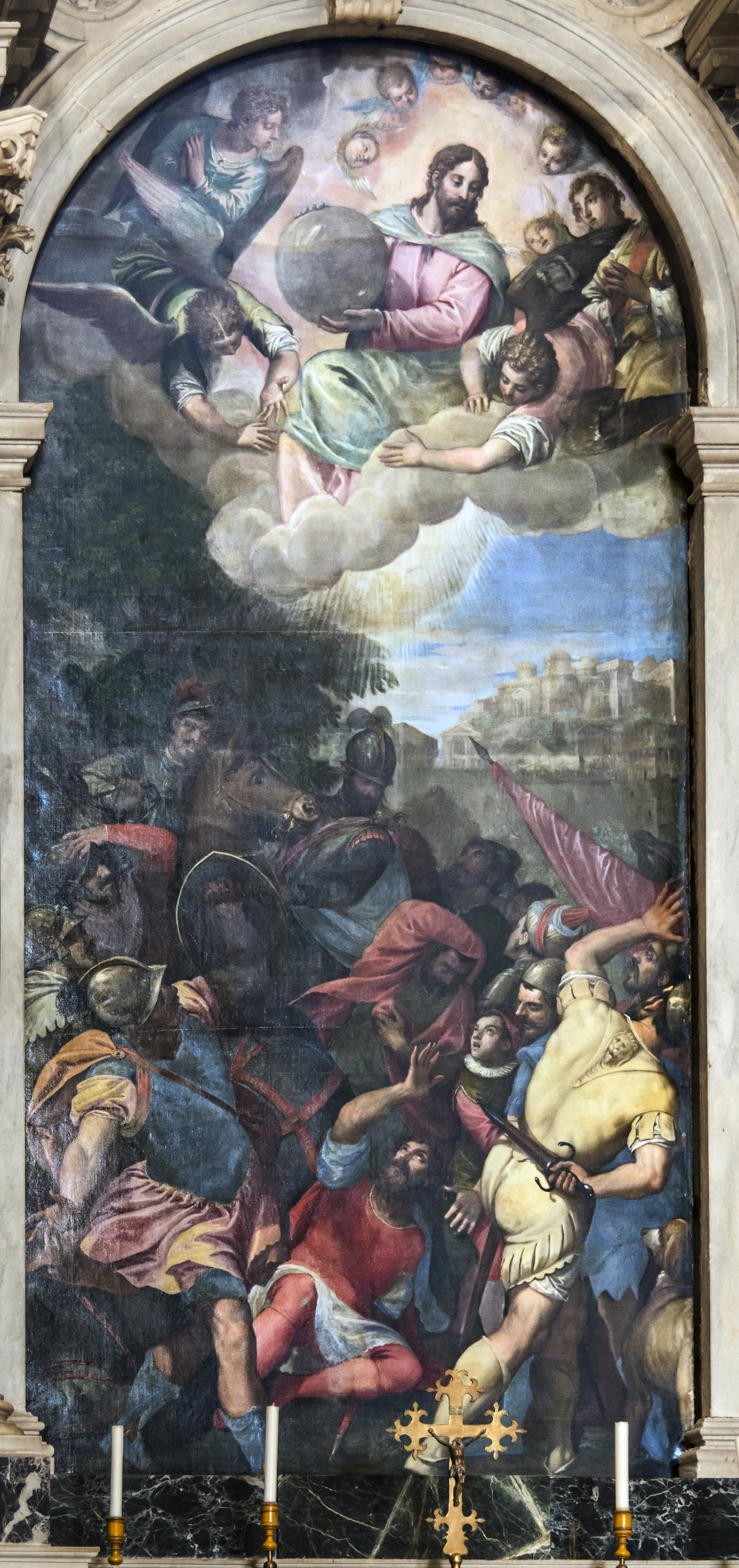
Conversione di san Paolo Paolo Veronese
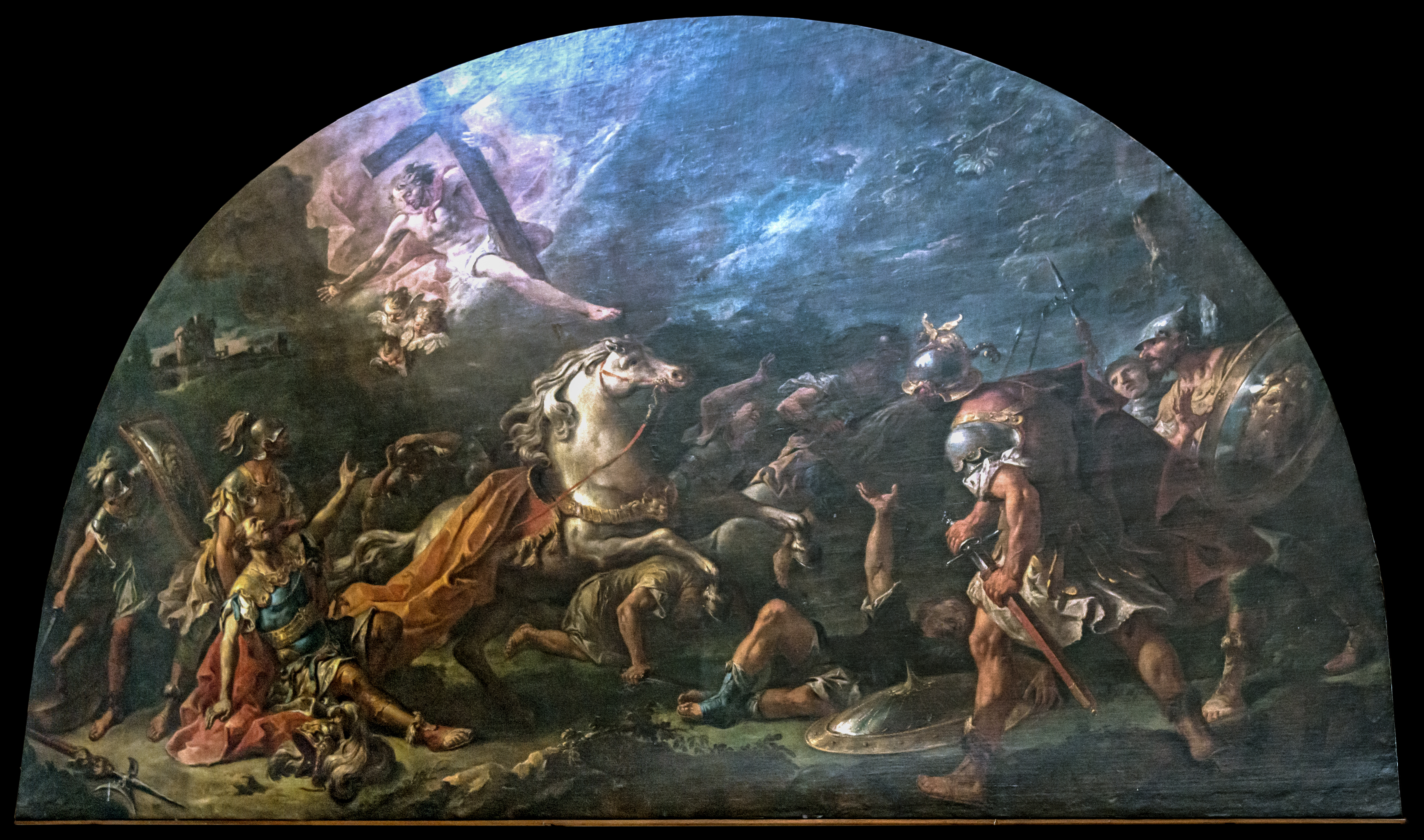
Conversione di san Paolo Gaspare Diziani

### Corridoio dei Martiri
Vi si accede dal transetto destro: costruito nel 1564 sui resti della vecchia chiesa abbaziale di età medievale, fu pensato per permettere il passaggio sino al Sacello di San Prosdocimo. Il corridoio, affrescato tra il XVI ed il XVII secolo, è voltato a crociera e nel mezzo, in uno spazio a pianta ottagonale coperto a cupola - decorata a fresco da Giacomo Ceruti -, v'è il Pozzo dei Martiri: costruito su ordine dell'abate Angelo Sangrino nel 1565 ricollegandosi al precedente pozzo di età medievale (ancora visibile, nei sotterranei) che un tempo si trovava nel mezzo della navata centrale della basilica primitiva. Il pozzo, a pianta ottagonale, è finemente lavorato a niello e composto da preziosi marmi e da brani d'alabastro. Una grata permette di scorgere sul fondo le ossa dei martiri dell'età di Diocleziano ritrovate in quel punto nel 1269 dalla beata Giacoma che li inginocchiatasi, provocò l'accendere miracoloso di dodici candele intorno al pozzo, tra lo stupore degli stanti. Sulle quattro nicchie che circondano il pozzo, quattro statue di terracotta dell'ultimo quarto del XVI secolo. Sull'angolo verso ponente è stato portato alla luce un brano della decorazione musiva che adornava la pavimentazione della basilica opilionea del VI secolo.
L'altare cinquecentesco sul fondo, posto a meridione, ospita la straordinaria tela di Pietro Damini Il ritrovamento del pozzo dei martiri e l'accensione miracolosa delle dodici candele da annoverare tra i migliori lavori dell'artista (attualmente il dipinto originale è sostituito da una copia fotografica).
L'altare poggia su quella che era la fiancata della basilica medievale. Spicca una coppia di bifore romaniche, riaperte nel 1923.
Il percorso prosegue nell'ambiente voltato e decorato a fresco con straordinario gusto manierista, lungo le pareti spiccano resti e memorie della vecchia basilica, tra cui una grande gabbia di età medievale al cui interno sono poste le casse che contennero per un periodo le spoglie di san Luca. Spiccano due statue raffiguranti i santi Pietro e Paolo, fine lavoro di Francesco Segala.

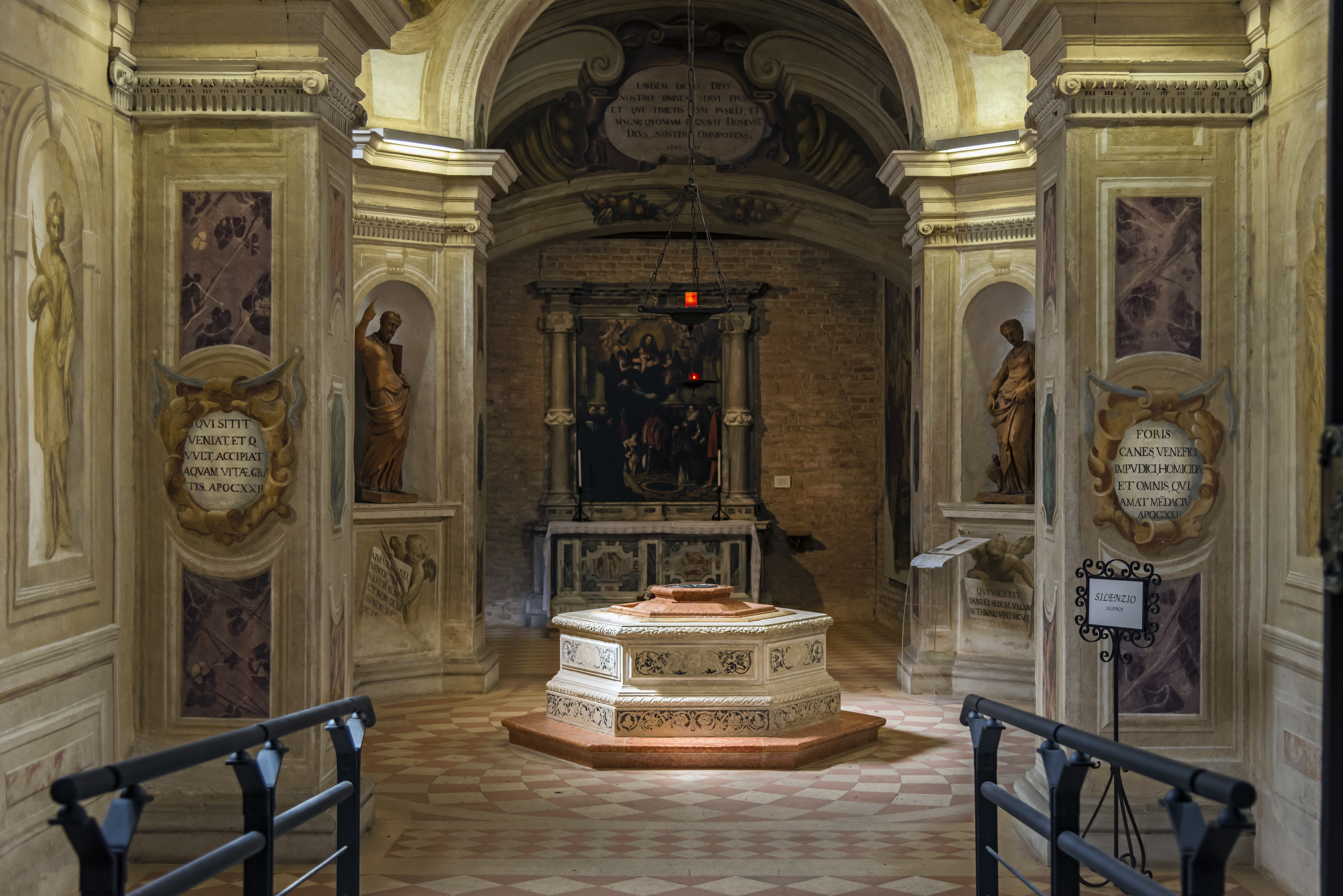
Il Corridoio dei Martiri
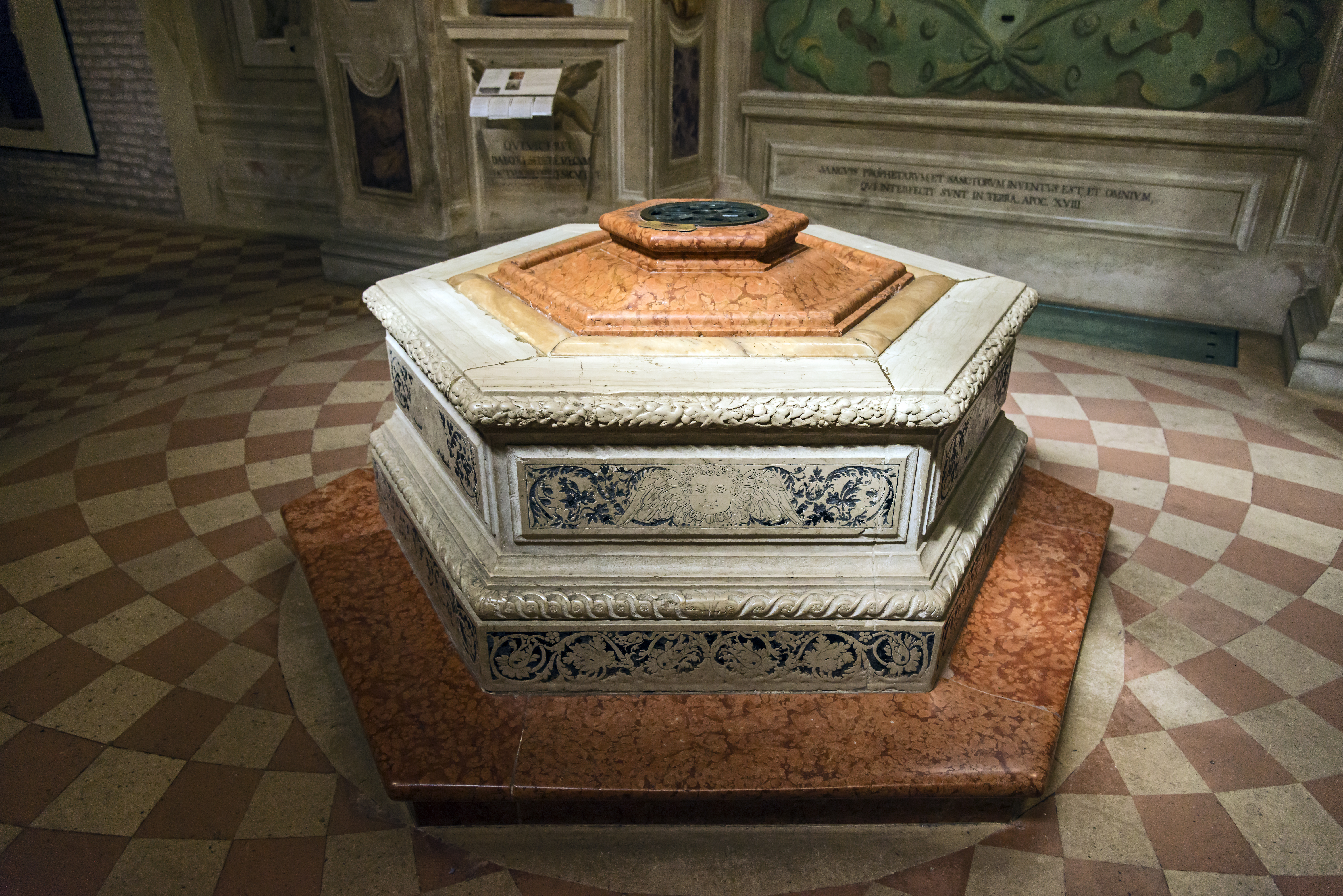
Il Pozzo dei Martiri
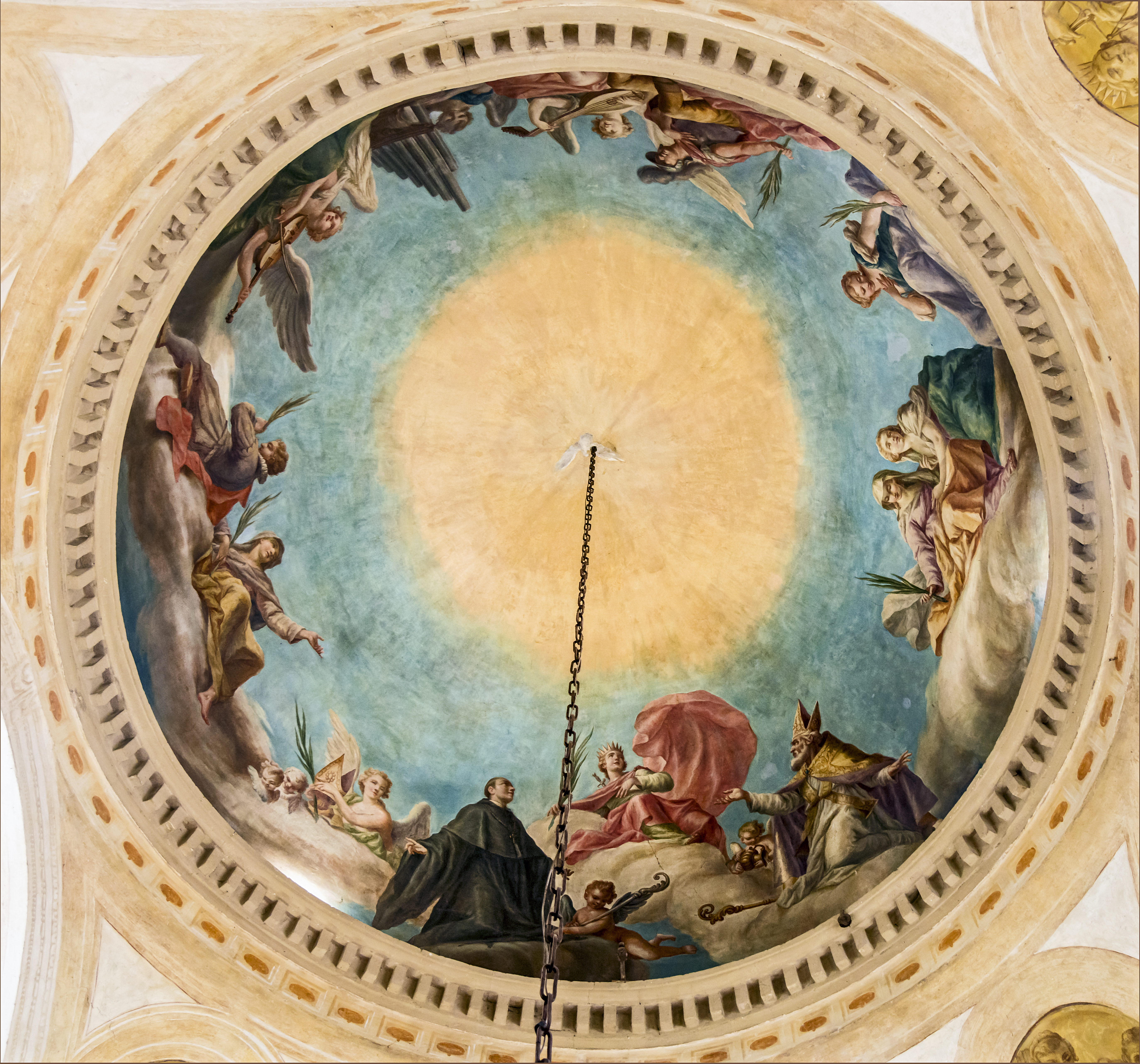
Fresco da Giacomo Ceruti
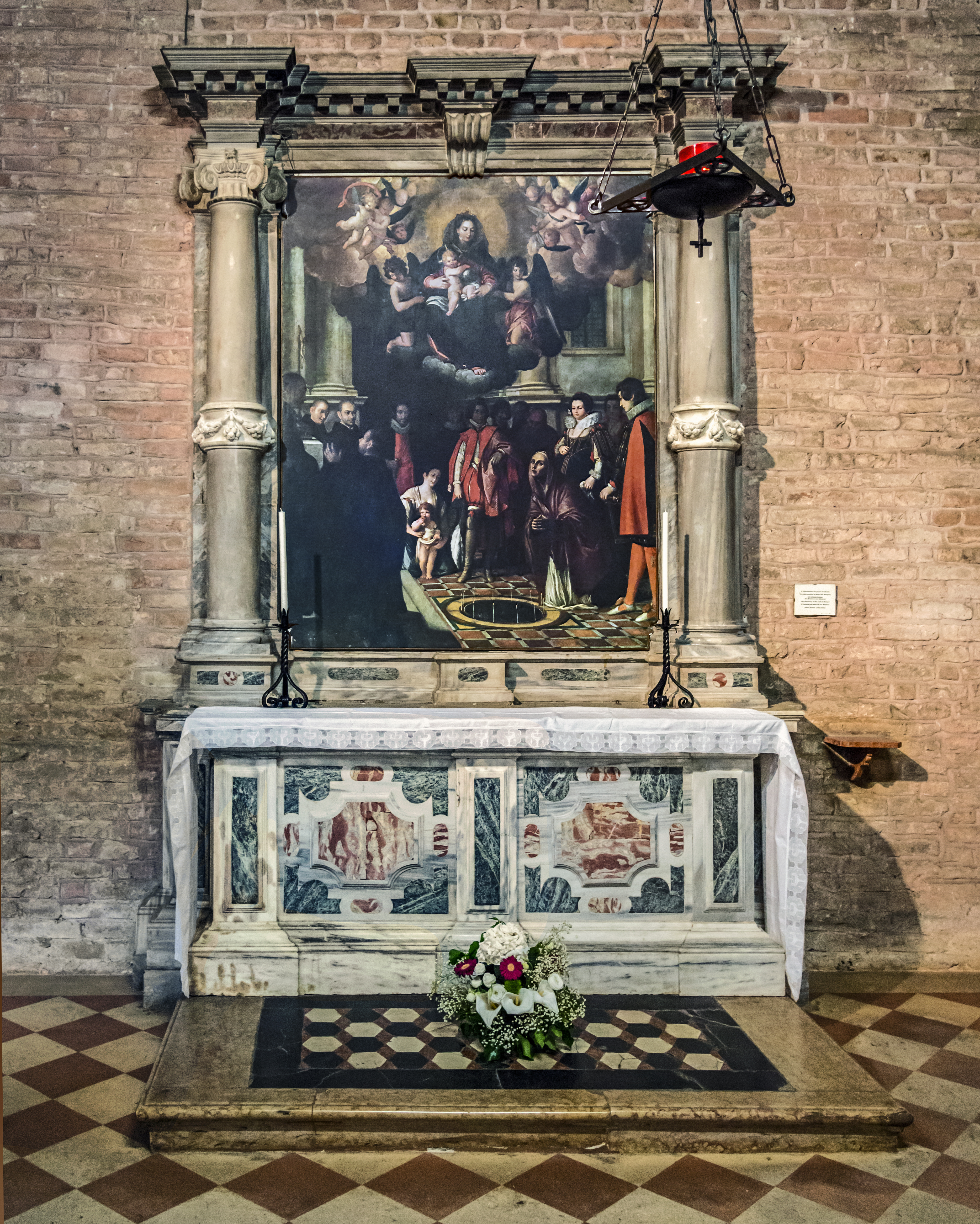
Altare e la tela di Pietro Damini
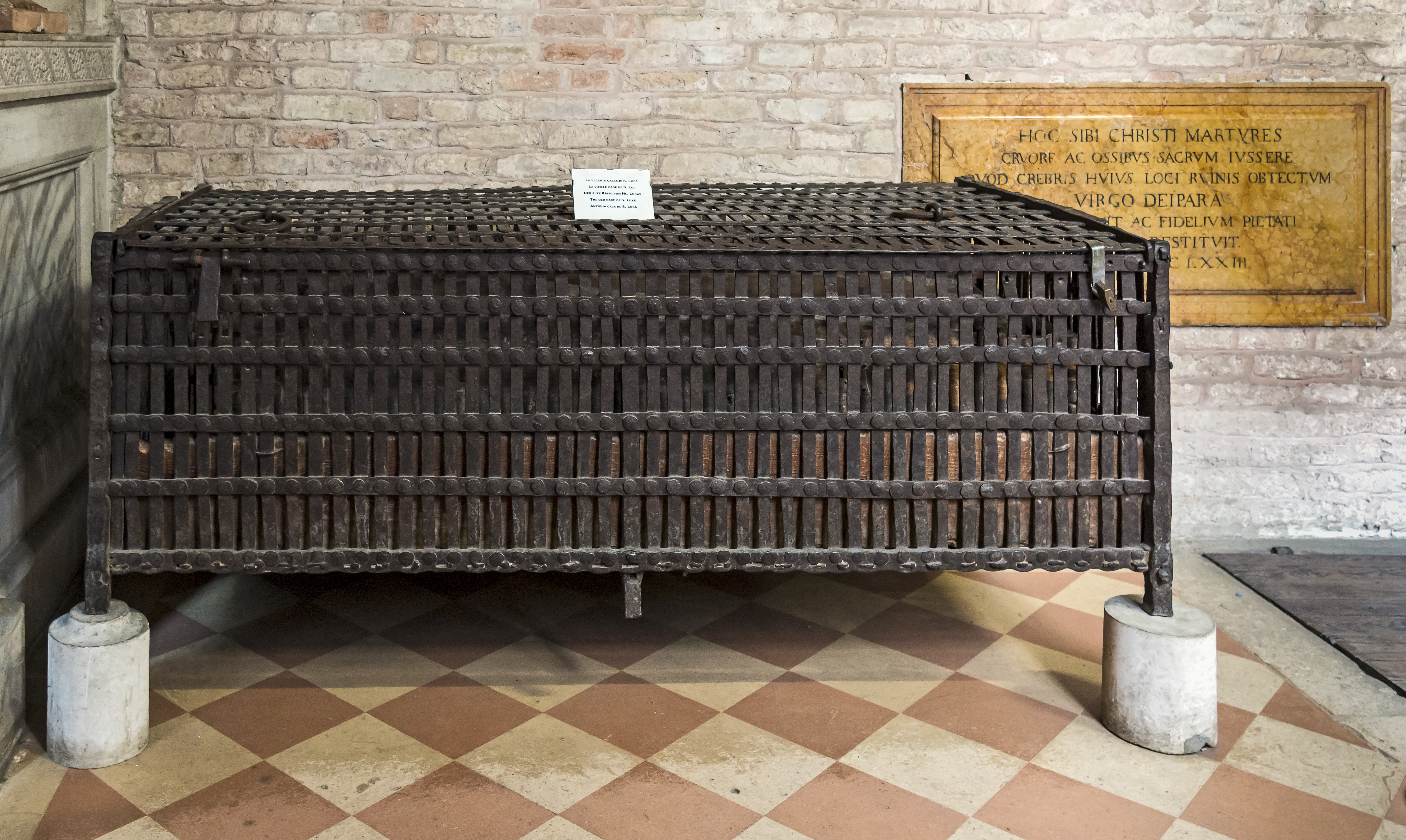
La vecchia cassa di S.Luca

### Sacello di San Prosdocimo
Collegato al Corridoio dei Martiri vi è il Sacello di San Prosdocimo o Sacello di Santa Maria, edificio (in alzato) tra i più antichi del Veneto: databile al VI secolo, è unico resto conservatosi della basilica opilionea. In origine era cappella dedicata alla conservazione delle reliquie. Lo spazio, elevato in pianta a croce greca, è caratterizzato da un'elegantissima copertura composta da cupola centrale, volte a botte tutto dipinto a grottesche nel Cinquecento in sostituzione della decorazione musiva presente in origine. L'absidiola, rivolta a levante, è coperta da un piccolo catino. Fu luogo di sepoltura dei primi vescovi di Padova tra cui il primo, san Prosdocimo il cui corpo riposa all'interno dell'altare del 1564 ricavato da un sarcofago d'età romana e posto sulla destra (rispetto all'abside). Sopra l'altare è esposta l'immagine clipeata che raffigura san Prosdocimo nelle vesti di un aristocratico romano, databile al V secolo. Gioiello artistico presente nella cappella è la pergula, piccola iconostasi in marmo greco, straordinario pezzo del VI secolo conservatosi praticamente intonso nella primitiva posizione - posteriori solo i capitelli alle estremità -, con decorazione a niello originale che marca l'iscrizione "In nome di Dio: in questo luogo sono state collocate le reliquie dei santi apostoli e di moltissimi martiri, i quali di degnino di pregare per il fondatore e per tutto il popolo fedele". Lungo le pareti del piccolo atrio di accesso, resti di affreschi del XII secolo, decorazioni del Cinquecento, un pluteo doppio con pavoni, il timpano della porta d'accesso della basilica opilionea del VI secolo.
Nella cappella si conservava la Madonna Costantinopolitana.

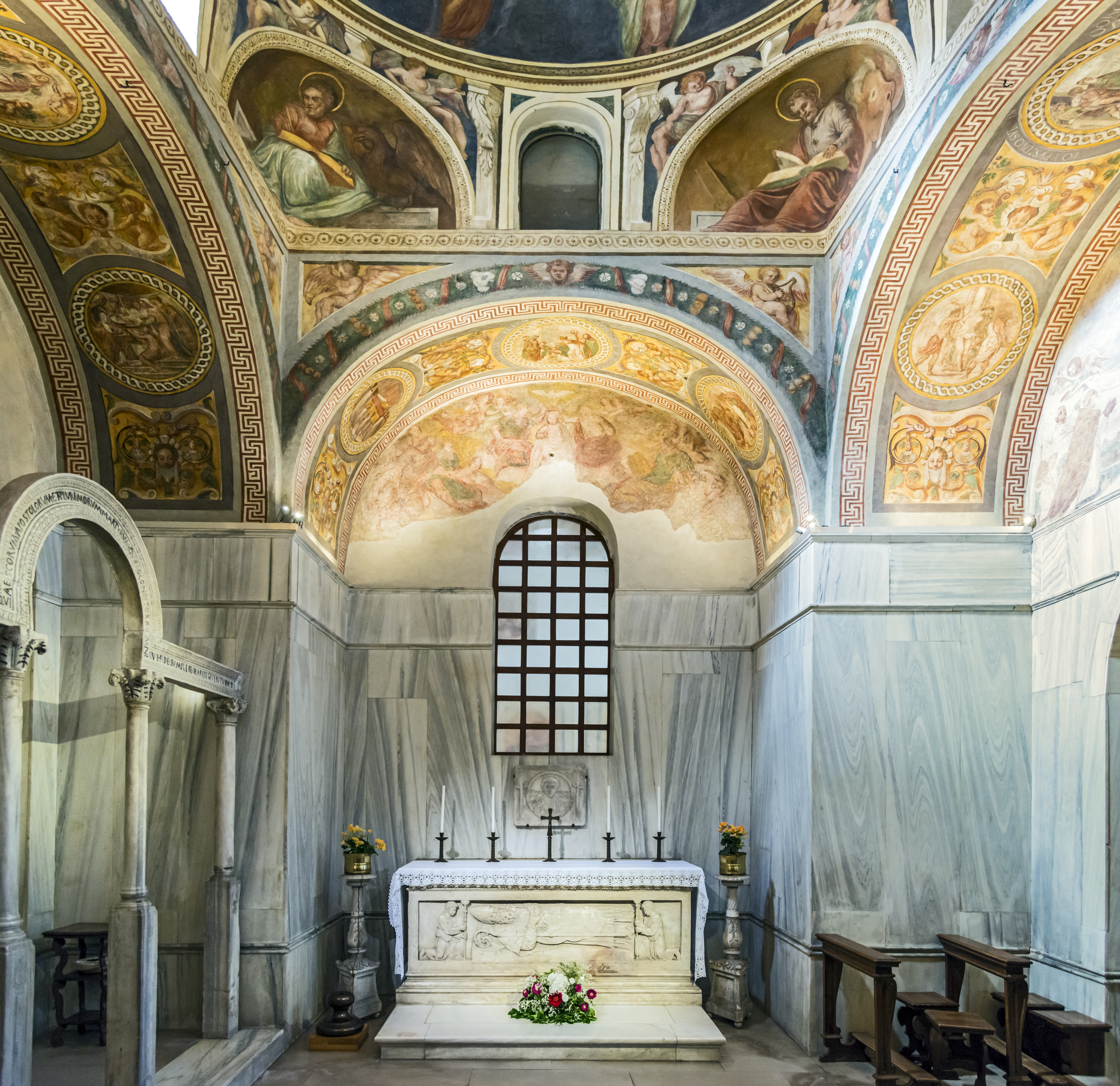
Il Sacello di San Prosdocimo
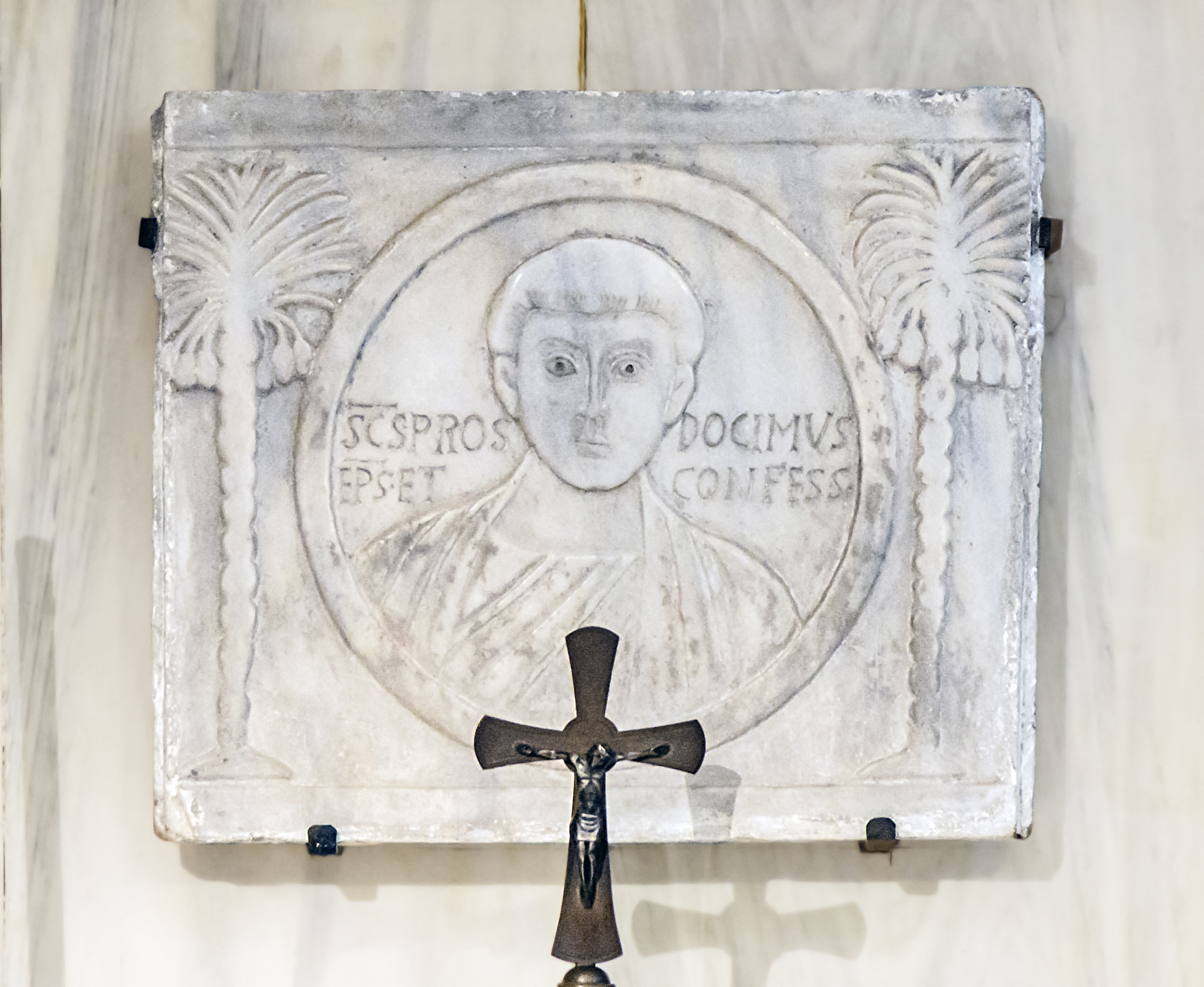
San Prosdocimo databile al V secolo
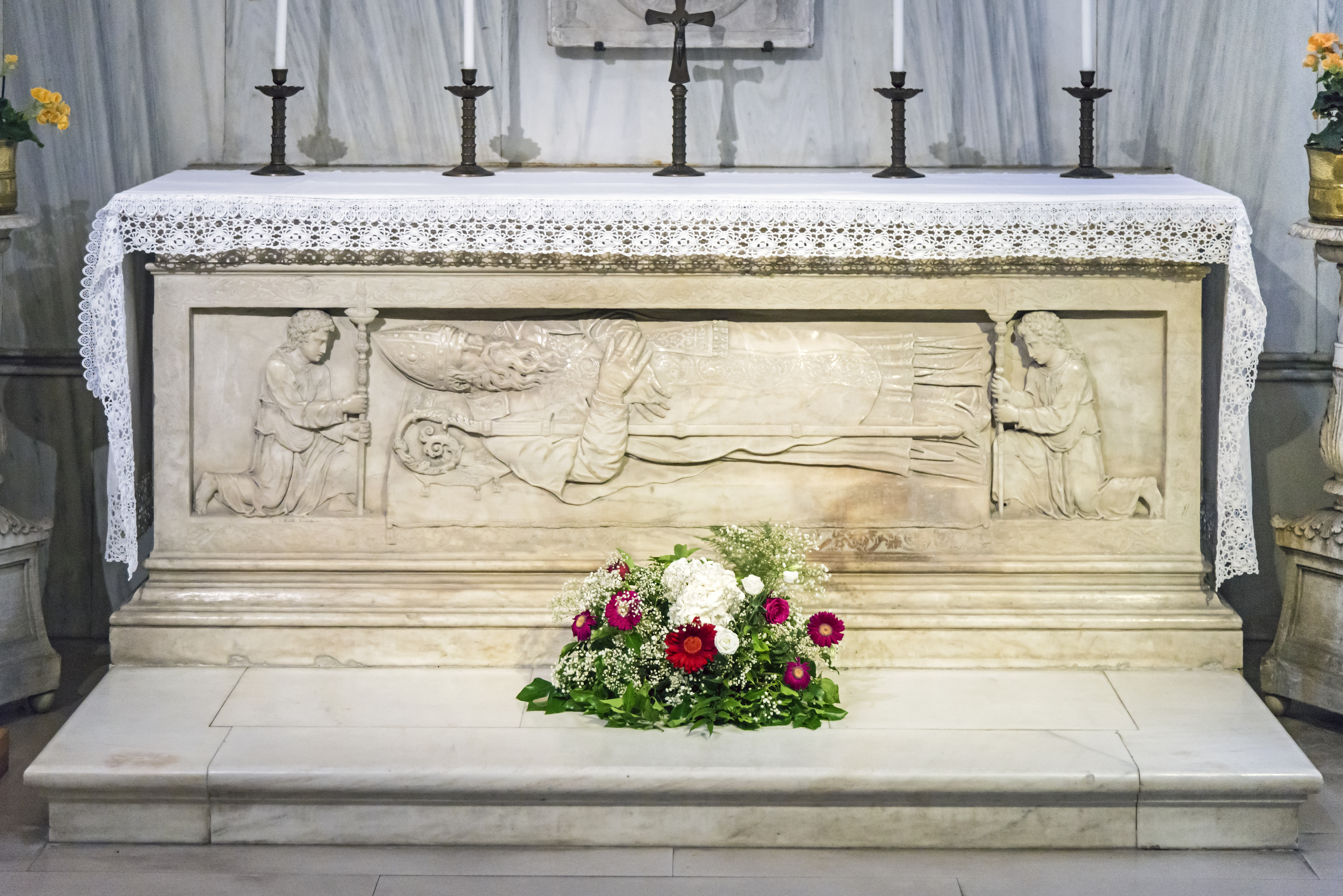
Sarcofago di San Prosdocimo
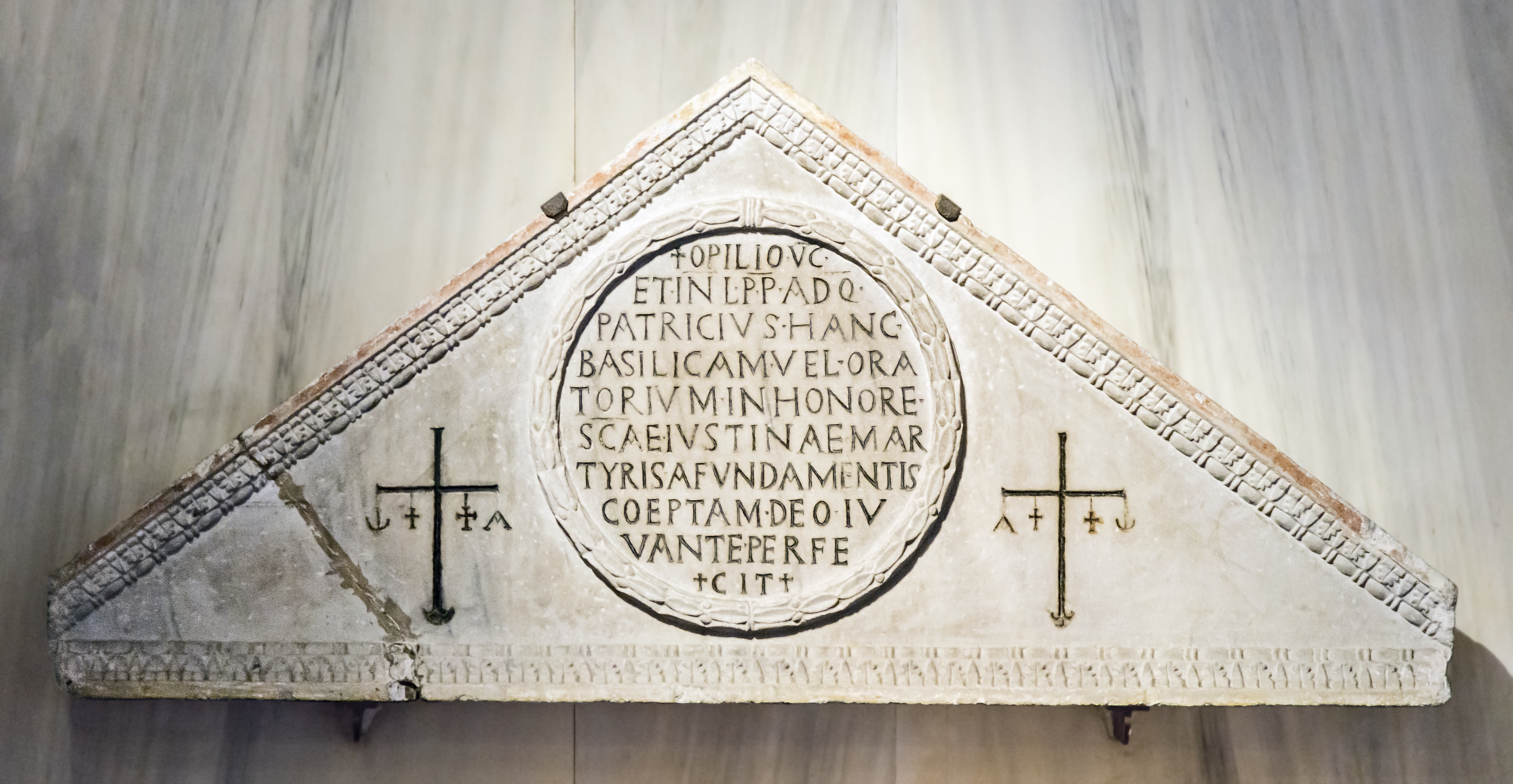
Timpano della porta d'accesso della basilica opilionea
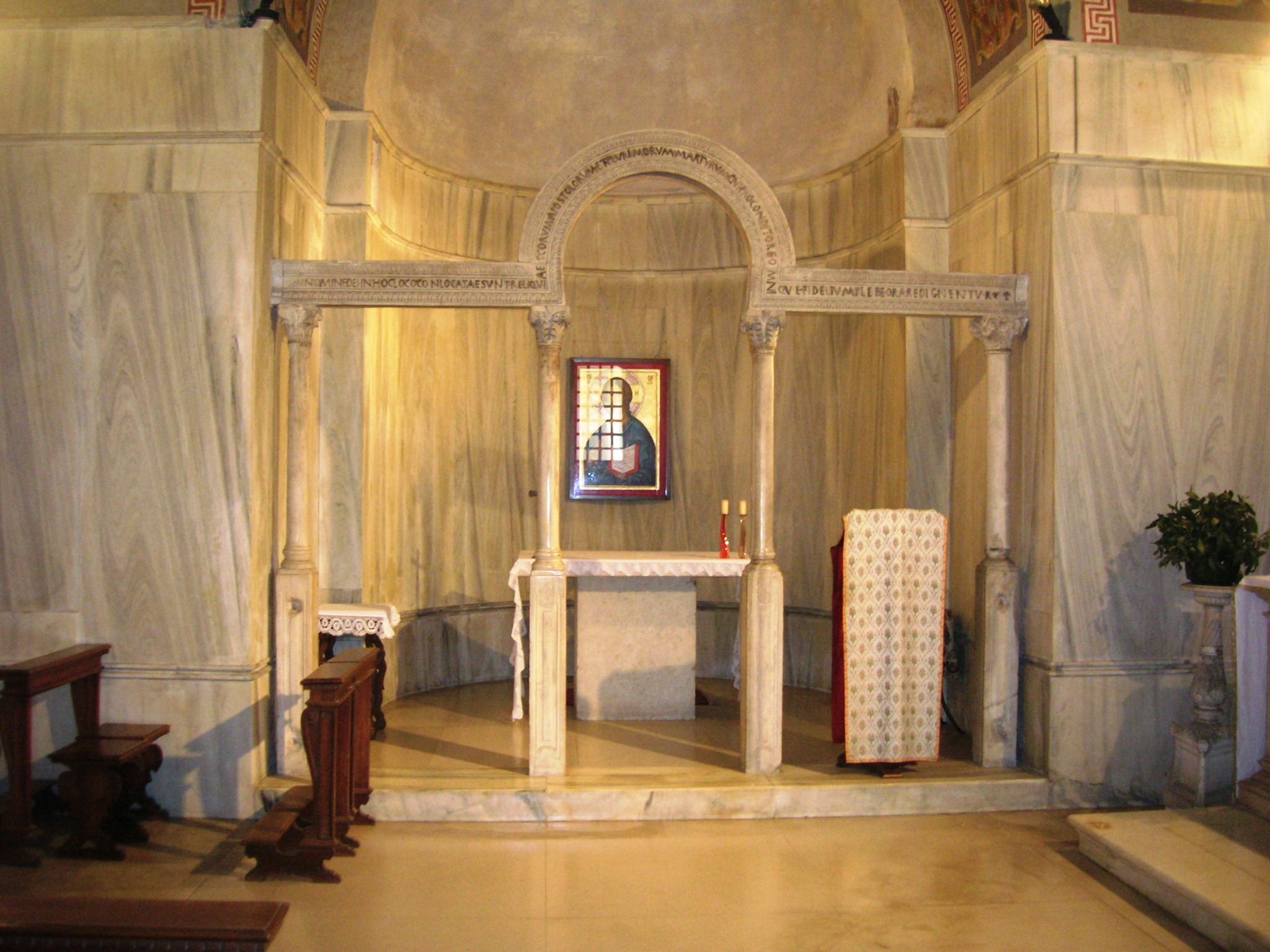
La "pergula" del VI secolo nel Sacello di San Prosdocimo
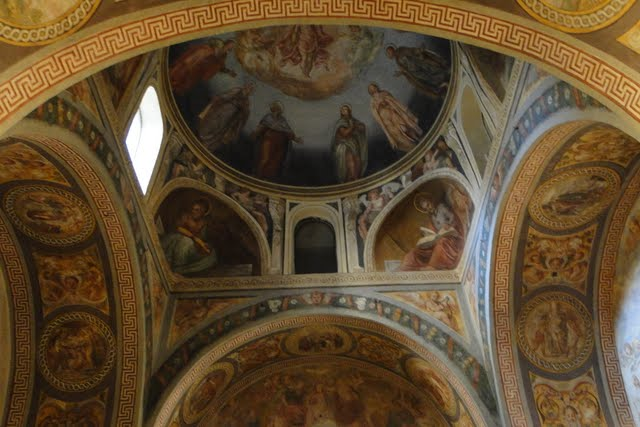
La cupola del Sacello di San Prosdocimo

### Sacrestia
Costruita grazie al lascito di Maria Lion Papafava a partire dal 1460 si inserì nella scia dei lavori di ampliamento promossi dai monaci dall'abbazia nel XV secolo. Edificio monumentale - per cui si è proposto il nome dell'architetto Lorenzo da Bologna ma anche quello di Pietro Antonio degli Abati - , di aspetto prettamente gotico, è stato completato nel Seicento e continuò - e continua oggi - a servire alla distante basilica cinquecentesca a cui si giunge dopo aver attraversato l'antisacrestia, il coro vecchio ed il corridoio delle messe per giungere poi alla basilica dalla cappella di San Massimo.
L'antisacrestia, ampliata nel Cinquecento, è dominata dal grande lavabo dall'architettura manierista decorato dall'affresco di Ludovico Pozzoserrato San Placido salva San Mauro dalle acque sopra, una grande finestra termale illumina l'ambiente. Ai lati, due porte, sovrastate da due vedute: l'Abbazia di Santa Giustina sulla sinistra e l'Abbazia di Praglia sulla destra. Alle pareti sono collocati alcuni interessanti brani del portale romanico della vecchia chiesa abbaziale, lavoro scultoreo di maestranze gallicane del XII secolo. Il portale alla sacrestia è cinquecentesco, manierista come il grande interno della sacrestia dominato dal prezioso arredo in noce di Giambattista Rizzardi: gli inginocchiatoi, gli stalli, gli armadi, le credenze e le porte dell'armadio del tesoro, dove si conservano le insigni reliquie della basilica. Al centro del soffitto a volta è collocato un clipeo recante il monogramma di Cristo. Dal tirante centrale scende un lampadario settecentesco, in vetro di Murano. Alle pareti ritratti degli abati di santa Giustina. Sulla parete sopra l'ingresso, Natività seicentesca.
Nella sacrestia si conserva una minima parte delle ricche suppellettili disperse in età napoleonica.

### Coro vecchio

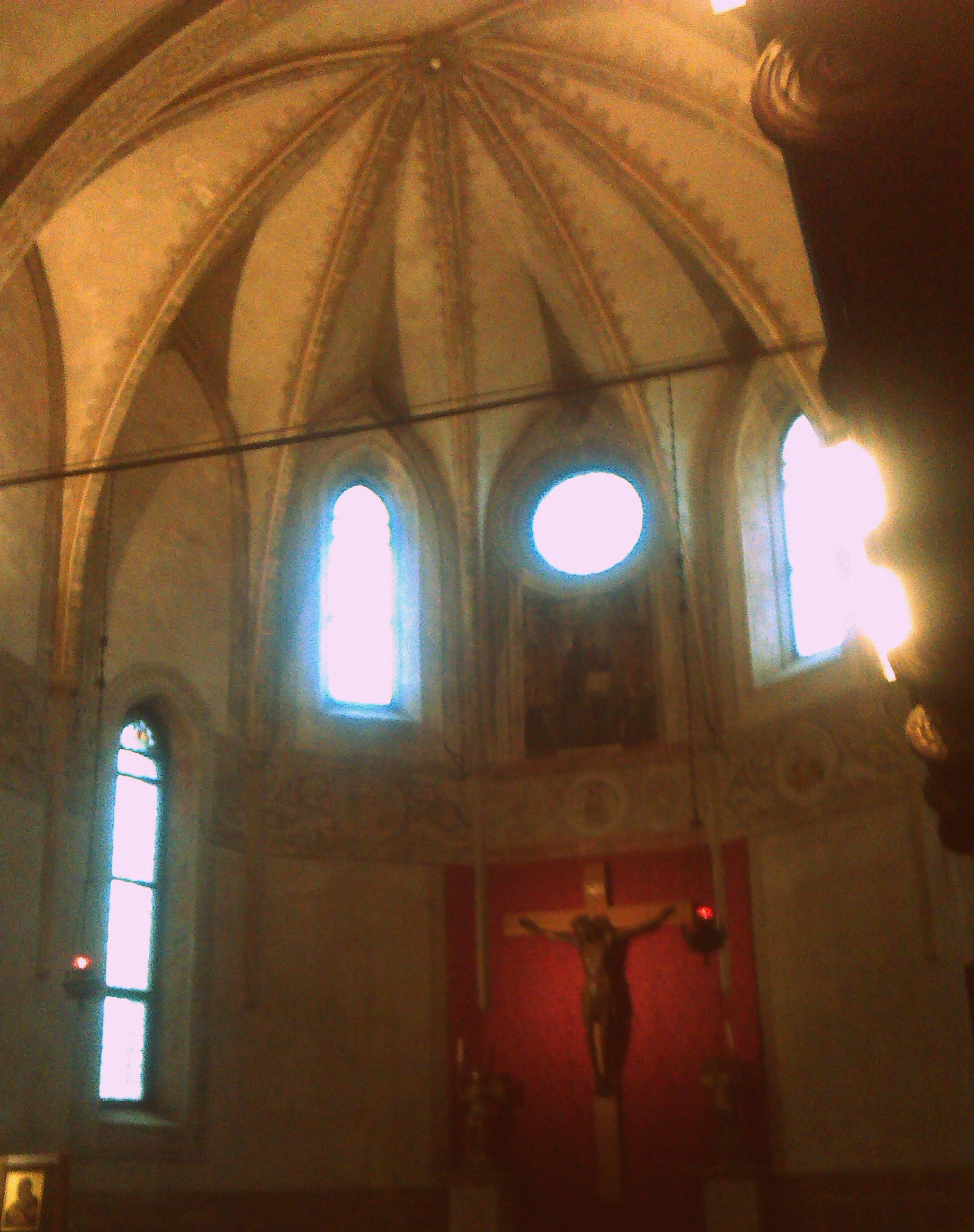
L'abside nel coro vecchio

Il vecchio coro gotico della chiesa abbaziale medievale, deve le attuali dimensioni agli ampliamenti attuati tra il 1472 ed il 1473 grazie ai lasciti di Giacomo Zocchi. Fu risparmiato dalla demolizione e divenne coro che serve per la notte, e per i giorni feriali dell'Inverno per comodità dei monaci che non dovevano così percorrere la notevole distanza dalle celle al coro nuovo. Divenne punto di collegamento tra la Sacrestia ed il coro nuovo. L'ambiente, composto da due ampie campate decorate da fregi gotici e rinascimentali era aperto, ove ora sta la parete a ponente, verso la navata centrale della chiesa abbaziale medievale.
Spicca il coro ligneo gotico, capolavoro dall'ebanisteria quattrocentesca: alloggiato nella posizione originaria (non ha subito la "voltura" voluta dalla riforma liturgica del Concilio di Trento) è attento lavoro di Francesco da Parma e di Domenico da Piacenza concluso in una decina d'anni, dal 1467 al 1477. Tra le vedute prospettiche della Padova quattrocentesca, strumenti musicali, suppellettili liturgiche. L'armadio da libri e la "ruda" sono invece opere di Cristoforo Canozzi.
Al centro dell'aula sta il monumento sepolcrale dell'abate Ludovico Barbo, con intenso gisant ad altorilievo circondato da decorazioni gotiche. Sembra ricollegarsi ai lavori della cerchia dei Delle Masegne.
L'abside ha sulla sinistra un bel pulpito gotico e sotto, protetto da un'arcata sta il sepolcro di Giacomo Zocchi, con lo splendido gisant di Bartolomeo Bellano. Sta pure la piccola porta decorata ad intarsio, che dà accesso al pulpito. Dirimpetto, preziosa statua in pietra raffigurante santa Giustina di ignoto autore eclettico databile all'ultimo decennio del XIV secolo e il primo quarto del XV secolo.
Il pavimento in marmo rosso di Verona che dà spazio al presbiterio è decorato da tarsie marmoree e bronzee.

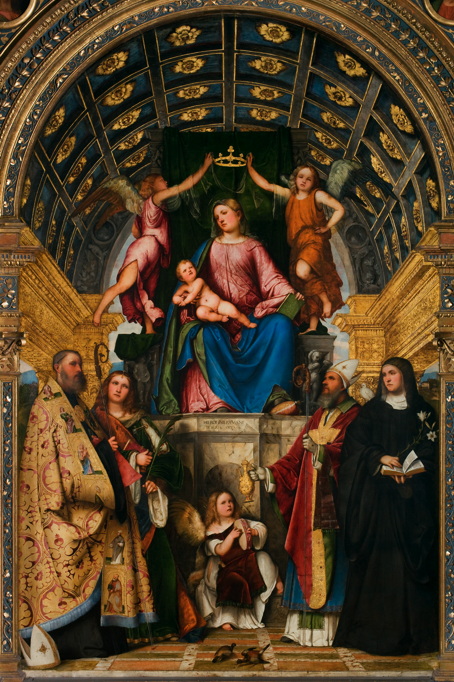
La Pala di Santa Giustina di Girolamo Romanino, ora ai Musei Civici agli Eremitani

L'altare è composto dal parapetto cinquecentesco della cantoria (inserita lungo la parete di sinistra; reggeva l'organo di Gaetano Callido ora nella chiesa di San Daniele). Dietro all'altare stava, sostenuta dai pilastri ancora in situ, la straordinaria pala di Girolamo Romanino, sequestrata per ordine regio nel 1866 e ora collocata ai Musei civici agli Eremitani. Al suo posto è stato collocato uno splendido crocifisso gotico del XV secolo.

### Cappella di san Luca
Un tempo accessibile dalla navata destra della vecchia abbaziale, conteneva l'arca di San Luca (ora nel transetto destro) da cui trae il nome. Ora è accessibile tramite una porta cinquecentesca, che la rende agibile dal corridoio delle messe. La costruzione è trecentesca (1301) e fu oggetto nel Quattrocento di una lunga campagna decorativa, la copertura a fresco delle pareti ad opera di Giovanni Storlato - artista sul modo dei più famosi fratelli Zavattari - con storie di San Luca (1436) e la posa tra il 1453 ed il 1454, sopra l'arca del Santo, del celebre "polittico di San Luca" di Andrea Mantegna, opera commissionata dall'abate Sigismondo de' Folperti. La pala, sottratta alla città durante l'occupazione napoleonica, si trova a Brera in Milano. Con la costruzione della nuova basilica la cappella perse d'importanza, soprattutto dopo lo spostamento dell'arca. Venne ridotta nel 1589 a cappella mortuaria e quindi disseminata di depositi terragni. In uno di questi depositi venne inumata nel luglio del 1684, vestita con abiti monacali, Elena Lucrezia Cornaro Piscopia, prima donna laureata al mondo.

### Torre campanaria e campane

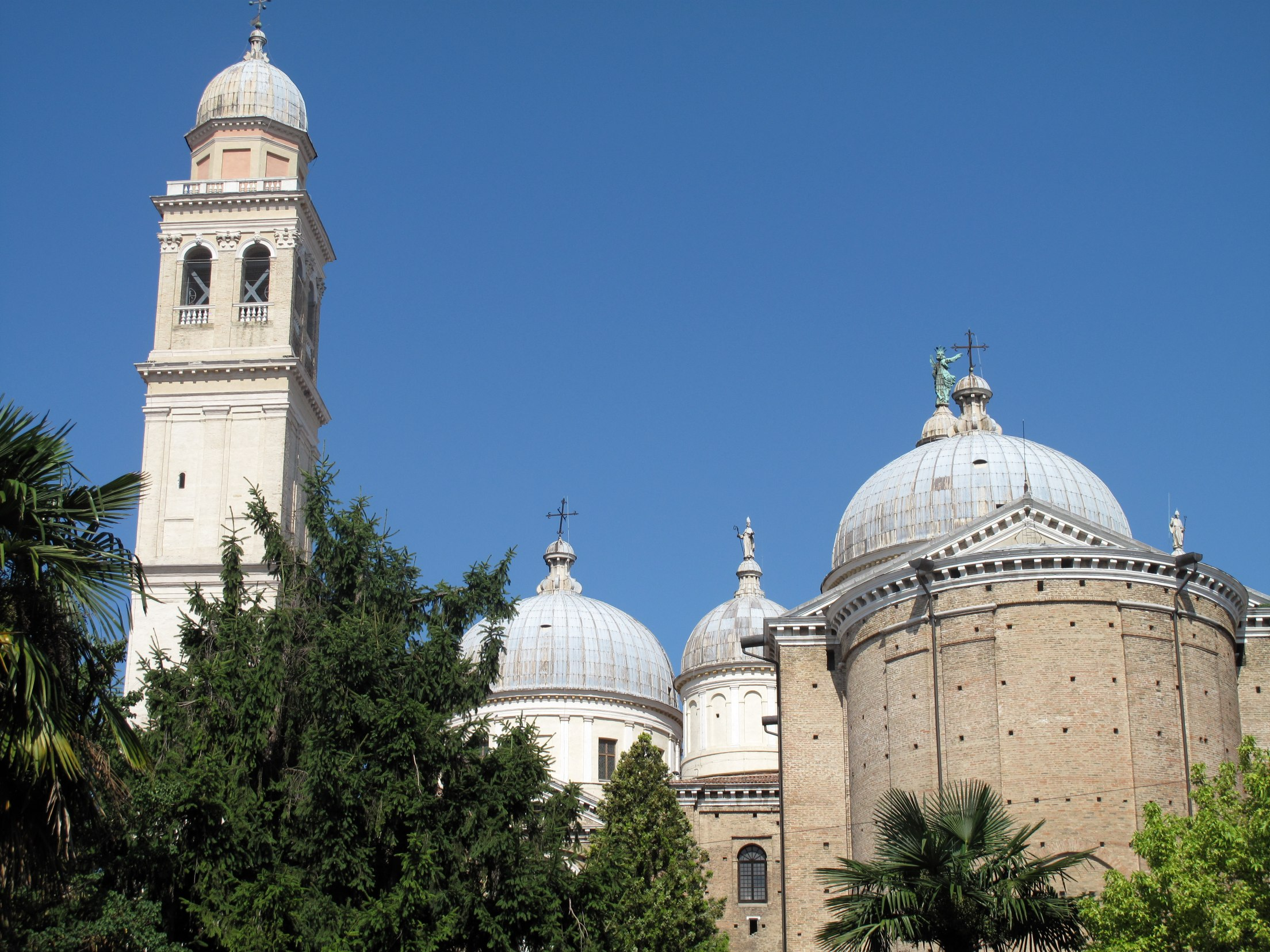
Il campanile

L'imponente torre campanaria si innalza tra la cappella di san Luca e il coro vecchio, distaccata dalla basilica cinquecentesca: alta 82 metri è una delle costruzioni più alte della città. Costruita tra il XI secolo ed il XII secolo, era originariamente coperta da una copertura conica in cotto. Nel 1599 si sopraelevò il campanile portando la cella ad una posizione prominente rispetto alla massa volumetrica della basilica. Sul tronco medievale - che reca ancora tracce delle primitive decorazioni - poggia l'ampliamento cinquecentesco una canna mossa da paraste che regge la cella elevata sullo stile corinzio, aperta da due monofore per lato. Sopra, una balaustra circonda un tamburo ottagonale coperto da cupola plumbea.
All'interno della cella è disposto, su una incastellatura di legno, un concerto costituito da 7 campane accordate in scala diatonica maggiore in Do 3 calante (le sei maggiori Do 3 - La 3) e da l'ottavino (Do 4), fuse in varie epoche dal 1733 al 1957. Il concerto è a slancio e, con la campana maggiore, opera dei fonditori De Maria, di circa 2340 kg ed il peso complessivo di circa 7100 kg. Dagli esperti è considerato tra i più sontuosi e suggestivi concerti del nord Italia ed il più prezioso concerto mistostorico del Veneto.
| Nr. | Nominale | Fonditore                             | Anno di Fusione | Diametro (cm) | Massa (kg) |
| 1   | Do3      | De Maria (Vicenza)                    | 1733            | 155,9         | ≈ 2340     |
| 2   | Re3      | Alberto Soletti (Brescia)             | 1765            | 140,2         | ≈ 1690     |
| 3   | Mi3      | Colbachini di Angarano (Bassano D.G.) | 1791            | 122,8         | ≈ 1120     |
| 4   | Fa3      | Pietro Colbachini (Bassano D.G.)      | 1889            | 110,0         | ≈ 760      |
| 5   | Sol3     | ignoto                                | 1771            | 100,3         | ≈ 600      |
| 6   | La3      | Francesco De Poli (V.Veneto)          | 1957            | 85,8          | ≈ 365      |
| 7   | Do4      | Achille Cavadini                      | 1887            | 72,9          | ≈ 230      |

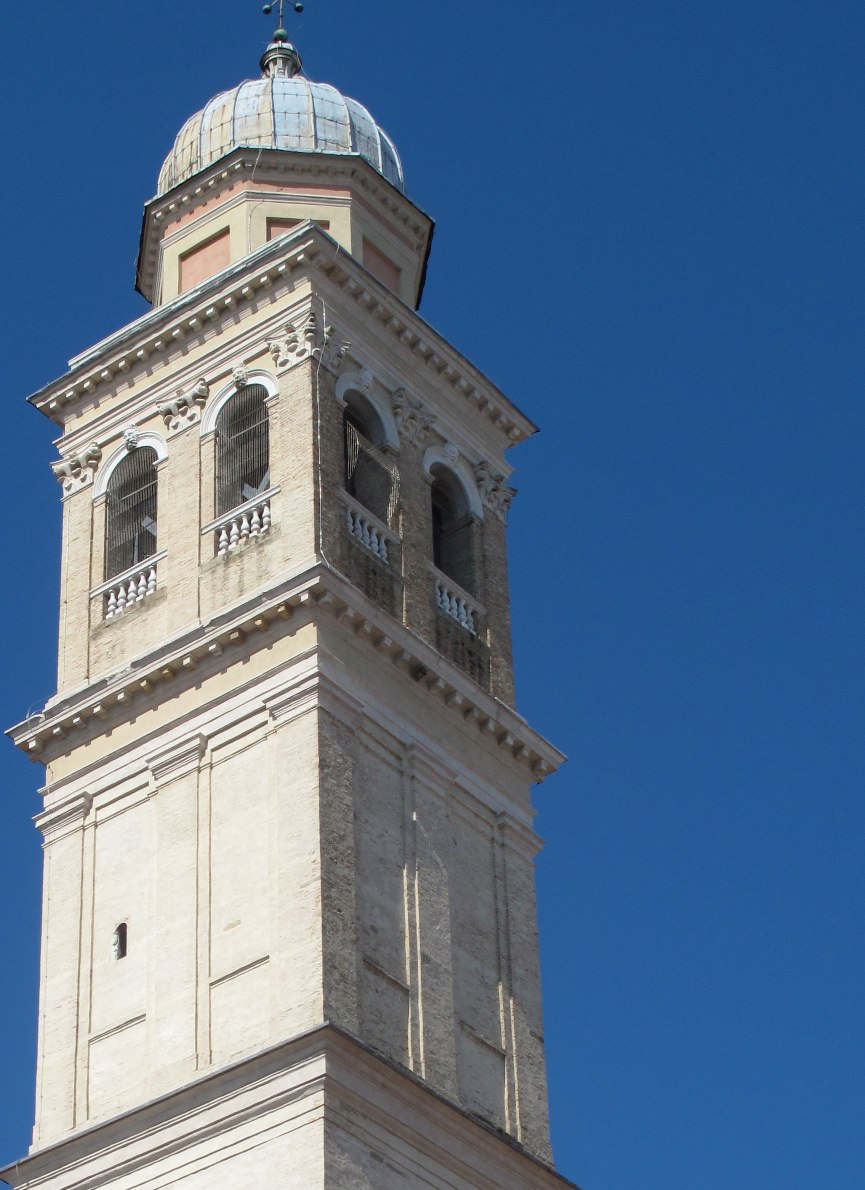
La cella campanaria

La campana numero 5, presenta una crepa da molti anni ed è attualmente inutilizzata, nonostante sia ancora montata al suo ceppo.

### Organi a canne

#### Organi antichi
L'organo a canne della basilica è il frutto dell'unione, effettuata da Annibale Pugina tra il 1926 e il 1928, di due organi antichi preesistenti e di successivi ampliamenti effettuati nel 1931 dallo stesso organaro e nel 1973 da Francesco Michelotto

#### Organo maggiore
Lo strumento attuale è a trasmissione elettrica e conta 81 registri; la consolle, mobile indipendente, è situata a pavimento nel presbiterio. Il materiale fonico è così distribuito nei tre corpi che compongono lo strumento:
- sulla cantoria di destra, entro la cassa barocca, si trovano le canne del Corale espressivo (parte del quarto manuale) e di parte del Pedale;
- sulla cantoria di sinistra, entro la cassa barocca, si trovano le canne del Recitativo espressivo (terzo manuale) e di parte del Pedale;
- nell'abside si trovano le canne del Positivo aperto (prima tastiera), con la relativa sezione del Pedale, del Grand'Organo e dell'Eco espressivo (parte del quarto manuale)[7].

Nel coro vecchio della basilica era presente un organo costruito dal Callido, Op. 53 del 1769, composto da un manuale e 12 registri.
A seguito delle soppressioni napoleoniche (1810) l'allora parroco trasferì l'organo con la sua preziosa cassa di contenimento nella vicina Chiesa di San Daniele (Padova), fino a quel tempo una delle chiese alle dipendenze dell'Abbazia. Revisionato più volte negli anni successivi l'organo Callido fu sostituito nel 1894 da un nuovo strumento meccanico di 2 manuali e 26 registri opera di Annibale Pugina che nella realizzazione non utilizzò nessuna parte dell'antico strumento. La settecentesca cassa di contenimento, una delle più raffinate ed eleganti della città, è rimasta invece sostanzialmente intatta.

## Dimensioni
Le sue sorprendenti dimensioni la pongono fra le chiese più grandi della cristianità. Era la chiesa più vasta della Serenissima.
| Parametro                     | Misura   |
| ----------------------------- | -------- |
| Lunghezza totale esterna      | 122 m    |
| Lunghezza interna             | 118,50 m |
| Larghezza totale esterna      | 82 m     |
| Altezza della Cupola maggiore | 70 m     |
| Altezza del campanile         | 82 m     |